# Che Guevara
Vous lisez un « article de qualité » labellisé en 2007.
« Che » redirige ici. Pour les autres articles homonymes, voir Che (homonymie) et Guevara.
Ernesto Guevara, plus connu comme « Che Guevara » (/(t)ʃe ɡevaʁa/ ; en espagnol : /t͡ʃe ɡeˈβaɾa/) ou « le Che », né le 14 juin 1928 à Rosario (Argentine) et mort exécuté le 9 octobre 1967 à La Higuera (Bolivie), est un révolutionnaire marxiste-léniniste et internationaliste argentin ainsi qu'un homme politique d'Amérique latine. Il a notamment été un dirigeant de la révolution cubaine, qu'il a théorisée et tenté d'exporter, sans succès, vers le Congo puis la Bolivie où il trouve la mort.
Alors qu'il est jeune étudiant en médecine, Guevara voyage à travers l'Amérique latine, ce qui le met en contact direct avec la pauvreté dans laquelle vit une grande partie de la population. Son expérience et ses observations l'amènent à la conclusion que les inégalités socioéconomiques ne peuvent être abolies que par la révolution. Il décide alors d'intensifier son étude du marxisme et de voyager au Guatemala afin d'apprendre des réformes entreprises par le président Jacobo Árbenz Guzmán, renversé quelques mois plus tard par le coup d'État de 1954 appuyé par la CIA. Peu après, Guevara rejoint le mouvement du 26 juillet, un groupe révolutionnaire dirigé par Fidel Castro. Après plus de deux ans de guérilla durant laquelle Guevara devient commandant, ce groupe prend le pouvoir à Cuba en renversant le dictateur Fulgencio Batista en 1959.
Dans les mois qui suivent, Guevara est commandant en chef de la prison de La Cabaña. Il est désigné procureur d'un tribunal révolutionnaire qui exécute les opposants. Puis il crée des camps de « travail et de rééducation ». Il occupe ensuite plusieurs postes importants dans le gouvernement cubain qui écarte les démocrates, réussissant à influencer le passage de Cuba à une économie du même type que l'économie de l'Union soviétique, et à un rapprochement politique avec le bloc de l'Est, mais échouant dans l'industrialisation du pays en tant que ministre. Guevara écrit pendant ce temps plusieurs ouvrages théoriques sur la révolution et la guérilla.
En 1965, après avoir dénoncé l'exploitation du tiers monde par les deux blocs de la guerre froide, il disparaît de la vie politique et quitte Cuba avec l'intention d'étendre la révolution et de propager ses convictions marxistes communistes. Il se rend d'abord au Congo-Léopoldville, sans succès, puis en Bolivie où il est capturé et exécuté sommairement par l'armée bolivienne entraînée et guidée par la CIA,,. Il existe des doutes et de nombreuses versions sur le degré d'influence de la CIA et des États-Unis dans cette décision.
Après sa mort, Che Guevara devient une icône pour des mouvements révolutionnaires et fait l'objet d'un culte de la personnalité, mais demeure toujours l'objet de controverses entre historiens, à cause de témoignages sur des exécutions d'innocents avancées par certains de ses biographes. Son portrait réalisé par Alberto Korda est considéré comme l'une des photographies les plus célèbres au monde.

## Biographie

### Étymologie du nom
Selon le Robert des noms propres, Che, lié à la coutume argentine de faire précéder les noms de personnes de l'interjection ¡Che!, pourrait se traduire par « eh mec ! » ou « mon pote ». Le terme « che » est aussi souvent employé pour ponctuer chaque fin de phrase, comme certains utilisent des tics de langage comme « quoi » ou « tu sais », ce que ne manquait pas de faire Ernesto Guevara. Pour cette raison, ses compagnons cubains l'ont rapidement affublé de ce surnom de « Che ». Le patronyme de Guevara vient d'un nom de village, celui de Gebara en basque ou Guevara en espagnol, situé dans la province d'Alava, en Espagne, dont sa famille paternelle serait en partie originaire.

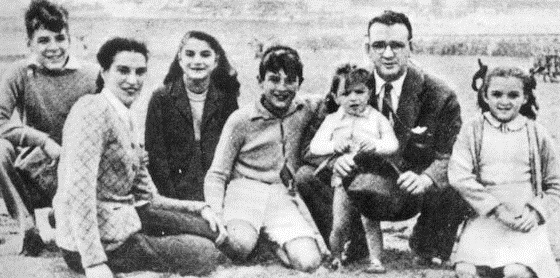
La famille Guevara vers 1941. De gauche à droite : Ernesto, sa mère Celia, sa sœur Celia, Roberto, Juan Martín, son père Ernesto et Ana María.

### Jeunesse
Ernesto Guevara de la Serna naît le 14 juin 1928 à Rosario, Argentine. Il est l'aîné de cinq enfants, deux filles et trois garçons, d'Ernesto Guevara Lynch, un architecte d'ascendance basque, espagnole et irlandaise, et de Celia de la Serna y Llosa, descendante de José de la Serna e Hinojosa, le dernier vice-roi espagnol du Pérou. Beaucoup d'éléments indiquent cependant que sa date de naissance officielle aurait été reculée d'un mois pour éviter un scandale, car trop proche du mariage. Dans ce cas, Che Guevara serait né le 14 mai 1928. Ses parents sont de lignée aristocratique mais vivent comme une famille de classe moyenne, avec un penchant pour des idées de gauche non autoritaristes, s'opposant notamment à Juan Perón et à Adolf Hitler. La tante d'Ernesto, qui a élevé sa mère à la mort prématurée de leurs parents, est communiste. Toutefois, le jugement qu'Ernesto porte sur Juan Perón évoluera par la suite : après la révolution, il lui envoie un exemplaire de son livre La guerra de guerrillas, accompagné d'une note lui proposant de venir s'établir à Cuba, signée par « un ancien opposant qui a évolué ».
Aîné de cinq enfants, il vit d'abord à Córdoba, la seconde ville du pays. Dès l'âge de trois ans, il apprend le jeu d'échecs auprès de son père et commence à participer à des tournois dès douze ans. Sa mère lui enseigne le français qu'il parle couramment,,. Ernesto Guevara de la Serna se fait rapidement connaître pour ses opinions radicales même à un âge précoce. Il voudrait être un des soldats de Francisco Pizarro dans sa soif d'aventure. Ses matières préférées à l'école comprennent la philosophie, les mathématiques, l'ingénierie, les sciences politiques, la sociologie, l'histoire et l'archéologie,.
Depuis son enfance, il est sujet à de violentes crises d'asthme. Il affronte cette maladie et travaille afin de devenir un athlète accompli. Malgré l'opposition de son père, il devient joueur de rugby à XV. Il gagne le surnom de « fuser » (une contraction de furibundo (« furibond ») et du nom de famille de sa mère, « Serna ») à cause de son style de jeu agressif. Durant son adolescence, il met à profit les périodes de repos forcées par ses crises d'asthme pour étudier la poésie et la littérature, depuis Pablo Neruda en passant par Jack London, Emilio Salgari et Jules Verne, jusqu'à des essais sur la sexualité de Sigmund Freud ou des traités sur la philosophie sociale de Bertrand Russell. Il écrit des poèmes (parfois parodiques) tout au long de sa vie comme cela est courant chez les Latino-américains de son éducation. Il développe également un grand intérêt pour la photographie.
En 1948, il entreprend des études de médecine à Buenos Aires. Il joue alors quelques mois au San Isidro Club, équipe de rugby de première division, qu'il doit quitter à cause de son père qui trouve ce niveau de jeu dangereux pour un asthmatique, et joue ensuite dans des équipes de moindre niveau. Pendant cette période, il songe à se marier avec une fille de la haute société argentine et à s'établir, mais il ne peut mener ce projet à bien à cause de l'opposition de la famille de cette dernière, de sa propre personnalité déjà jugée anticonformiste et de son désir grandissant de voyages et de découvertes.

### Premier voyage latino-américain

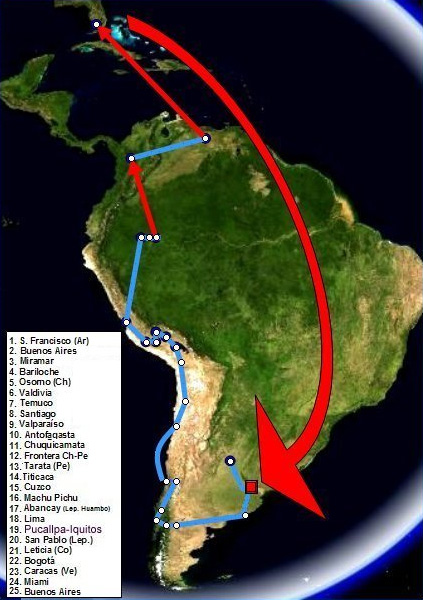
Itinéraire du premier voyage réalisé en 1952 avec Alberto Granado (lignes rouges = voyage en avion).

En 1951, son vieil ami de gauche réformiste Alberto Granado, biochimiste, lui suggère de prendre une année sabbatique. De cette façon, ils peuvent concrétiser le voyage dont ils parlent depuis longtemps, traversant l'Amérique du Sud sur une vieille moto Norton 500 cm3 surnommée « La vigoureuse » (La poderosa en espagnol) dans des conditions souvent précaires (dormant souvent volontairement dans la cellule d'un commissariat), avec pour objectif de passer quelques semaines comme volontaires dans la léproserie de San Pablo sur les bords de l'Amazone au Pérou. Guevara relate cette épopée dans Diarios de motocicleta: Notas de viaje por América Latina, qui est adapté au cinéma dans un film de Walter Salles : Carnets de voyage. Le périple qui dure neuf mois et qui mènera Guevara jusqu'à Miami les fait d'abord arriver au Chili où ils doivent abandonner la Poderosa à bout de souffle et où ils visitent la mine de Chuquicamata et découvrent les conditions de vie des mineurs. Ils traversent ensuite la cordillère des Andes, rencontrent le docteur Hugo Pesce, spécialiste de la lèpre et fondateur du parti socialiste péruvien qui influera beaucoup sur les idéaux de Guevara, puis après avoir apporté leur aide dans la léproserie de San Pablo où Che Guevara découvrira d'énormes disparités, ils descendent l'Amazone en canoë jusqu'en Colombie en pleine époque de la Violencia et se séparent au Venezuela. Dans son ouvrage Voyage à motocyclette, il évoque son passage à Caracas et tient des propos aujourd'hui parfois qualifiés de racistes sur les noirs,.
Guevara quitte le Venezuela et s'envole alors pour les États-Unis dans un avion de marchandises. Il revient à Buenos Aires le 31 juillet 1952 pour terminer ses études de médecine.
Au travers de ses propres observations de la pauvreté et de l'impuissance des masses, et influencé par ses lectures marxistes, il conclut que le seul remède aux inégalités sociales de l'Amérique latine est la révolution par les armes. Il en est conduit à considérer l'Amérique latine non comme un ensemble de nations distinctes mais comme une entité économique et culturelle requérant une « stratégie continentale de libération ». Cette conception bolivarienne d'une Amérique latine unie et sans frontière partageant une culture métisse (mestizo) est un thème qui reviendra de manière importante dans ses activités révolutionnaires ultérieures.
De retour en Argentine, il termine ses études le plus rapidement possible afin de poursuivre son périple en Amérique latine et reçoit son diplôme le 12 juin 1953. Pierre Rigoulot, un des auteurs du Livre noir du communisme, remet en cause le fait que Che Guevara ait obtenu ce diplôme : « le mensonge voire la volonté d'enjoliver la révolution cubaine et ses grandes figures seraient évidents ». L'obtention du diplôme est confirmée par ses autres biographes dont Jon Lee Anderson et une copie montrant la remise du diplôme à Guevara figure sur l'ouvrage de son ami Carlos Ferrer. Quand Guevara a passé le dernier de ses examens en 1953, il en aurait donné une copie à Ferrer pour lui prouver qu'il y était arrivé malgré les doutes émis par celui-ci.

### Deuxième voyage latino-américain et le Guatemala

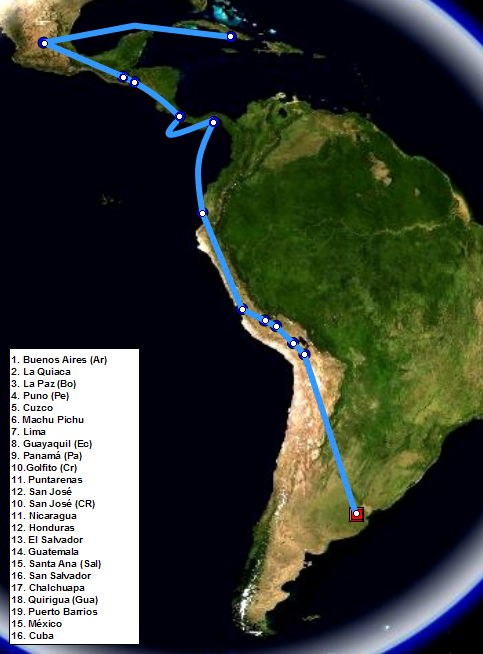
Itinéraire du second voyage d'Ernesto Guevara, 1953-1956.

Le 7 juillet 1953, il entreprend un long périple à travers la Bolivie, le Pérou, l'Équateur, le Panama, le Costa Rica, le Nicaragua, le Honduras, le Salvador puis le Guatemala. En Bolivie, il participe à la révolution sociale populiste du Mouvement nationaliste révolutionnaire (MNR), puis s'en détache avec indignation, estimant que cette révolution sociale reste entachée d'inégalités raciales.
Il arrive fin décembre 1953 au Guatemala, où le président de gauche Jacobo Arbenz Guzmán dirige un gouvernement populiste lancé dans de profondes réformes sociales. Le gouvernement Arbenz mène notamment une réforme agraire qui, avec d'autres initiatives, tente d'éliminer un système de latifundium dominé par les États-Unis au travers de la United Fruit Company (UFCO). L'UFCO est le plus grand propriétaire terrien et employeur du Guatemala, et le plan de redistribution d'Arbenz inclut l'expropriation de 40 % des terres de celle-ci. Alors que le gouvernement des États-Unis dispose de peu de preuves pour soutenir leur discours sur l'aggravation de la menace communiste au Guatemala, la relation entre la présidence de Dwight D. Eisenhower et l'UFCO illustre l'influence des intérêts corporatistes dans la politique étrangère des États-Unis.
Dans une lettre à sa tante Beatriz, Ernesto Guevara explique sa motivation à s'établir dans ce pays : « Au Guatemala, je me perfectionnerai et accomplirai tout ce qui est nécessaire pour devenir un vrai révolutionnaire. »,.
Peu après son arrivée à Guatemala Ciudad, Guevara rencontre Hilda Gadea Acosta, une économiste péruvienne qui vit et travaille au Guatemala, sur les conseils d'un ami commun. Gadea, qu'il épousera plus tard, a de nombreux contacts politiques en tant que membre de l'Alliance populaire révolutionnaire américaine (APRA) socialiste, dirigée par Víctor Raúl Haya de la Torre. Elle présente Guevara à de nombreux responsables du gouvernement Arbenz, mais lui permet aussi de renouer le contact avec un groupe d'exilés cubains qu'il a déjà rencontré au Costa Rica, membres du mouvement du 26 juillet de Fidel Castro. Guevara rejoint ces moncadistas dans la vente d'objets religieux liés au Christ noir d'Esquipulas, et est aussi assistant de deux spécialistes vénézuéliens de la malaria à l'hôpital local. Ernesto Guevara échoue à obtenir un internat ; sa situation financière devient très précaire, l'amenant à vendre certains bijoux d'Hilda.

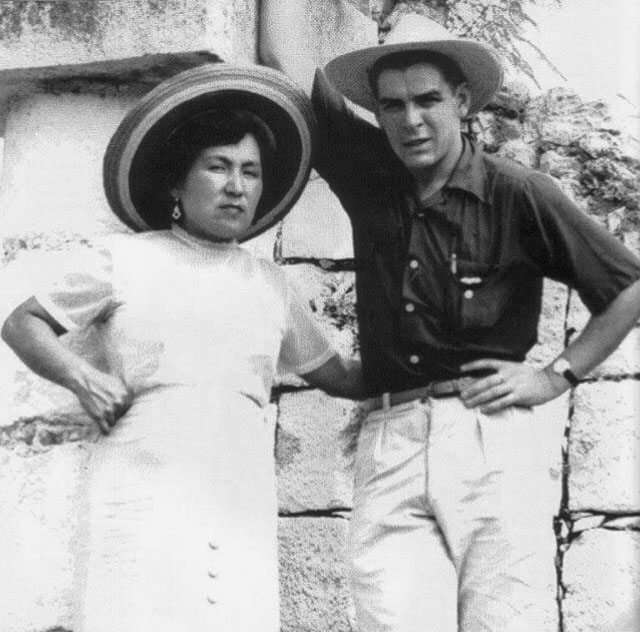
Hilda Gadea avec Che Guevara.

C'est pendant cette période qu'il obtient son surnom célèbre de Che qui signifie « l'Argentin » (l'accent très particulier des Argentins et leurs origines européennes récentes les différenciant immédiatement des autres Latino-Américains ont fait naître ce surnom de « che » particulièrement au Mexique et en Amérique centrale pour désigner de manière inamicale tout Argentin ; le mot lui-même vient de l'interjection argentine « che » utilisée dans la zone géographique du Río de la Plata et dans la région de Valence en Espagne, interjection qui marque essentiellement la stupeur ou qui sert à attirer l'attention).
La situation politique change radicalement à partir du 15 mai 1954, lorsqu'une livraison d'armes et d'artillerie légère Škoda arrive de la Tchécoslovaquie communiste à Puerto Barrios à destination du gouvernement Arbenz, à bord du bateau suédois Alfhem.
La CIA estime à 2 000 tonnes la quantité d'armement livré et Jon Lee Anderson à seulement deux tonnes,. Ernesto Guevara se rend brièvement au Salvador pour renouveler son visa, et retourne au Guatemala quelques jours avant la tentative de coup d'État de Carlos Castillo Armas appuyée par la CIA qui accuse Arbenz d'être communiste. Les forces anti-Arbenz qui viennent du Honduras ne réussissent pas à arrêter le transbordement des armes. Après une pause pour se regrouper, la colonne de Castillo Armas reprend l'initiative, avec le soutien aérien américain. Guevara a hâte de combattre pour Arbenz et rejoint dans un premier temps une milice créée par les jeunesses communistes. Frustré par l'inaction de ce groupe, il revient à la médecine. Alors que le coup d'État est en passe de réussir, il redevient volontaire au combat mais en vain : Arbenz trouve refuge dans l'ambassade mexicaine et demande à ses partisans de quitter le pays. Après l'arrestation de Hilda, il se met sous la protection du consulat argentin où il reste jusqu'à la réception d'un sauf-conduit quelques semaines plus tard. Il décline alors le vol gratuit pour l'Argentine proposé par l'ambassade, préférant se diriger vers le Mexique.
Le renversement du régime démocratiquement élu d'Arbenz par un coup d'État appuyé par la CIA renforce la conviction d'Ernesto Guevara que les États-Unis, comme puissance impérialiste, s'opposeraient implacablement à tout gouvernement désireux de corriger les inégalités socioéconomiques endémiques à l'Amérique du Sud et aux autres pays en voie de développement. Il devient définitivement convaincu que le socialisme atteint à travers le combat et défendu par une population armée est le seul moyen de faire évoluer une telle situation.

### Mexique

Bannière du mouvement du 26 juillet créé en 1953.

Che Guevara arrive à Mexico début septembre 1954. Il retrouve peu après Ñico López et d'autres exilés cubains qu'il a connus quelques années plus tôt au Guatemala. En juin 1955, López le présente à Raúl Castro. Quelques semaines plus tard, Fidel Castro arrive à Mexico après avoir été amnistié d'une peine de prison à Cuba. Le 8 juillet 1955, Raúl présente Guevara à son frère aîné. Après une conversation d'une nuit entière, le Che devient convaincu que Fidel est le dirigeant révolutionnaire inspiré qu'il cherche et il rejoint immédiatement le mouvement du 26 juillet qui tente de renverser le gouvernement du dictateur Fulgencio Batista.
Initialement désigné comme médecin du groupe, le Che participe à l'entraînement militaire avec les autres membres du mouvement, à la fin duquel il est désigné par leur instructeur le colonel Alberto Bayo comme la meilleure recrue.
Entretemps, Hilda Gadea est arrivée à Mexico et renoue sa liaison avec Guevara. Durant l'été 1955, Hilda l'informe qu'elle est enceinte et il lui propose immédiatement le mariage. Ils se marient le 18 août. Leur fille, Hilda Beatríz, naît le 15 février 1956,. Il est durant cette période médecin à l'hôpital général de Mexico et ses écrits sur les allergies sont publiés par une revue médicale. Il entreprend par ailleurs l'apprentissage du russe.

### Guérilla et révolution cubaine

#### Une arrivée désastreuse

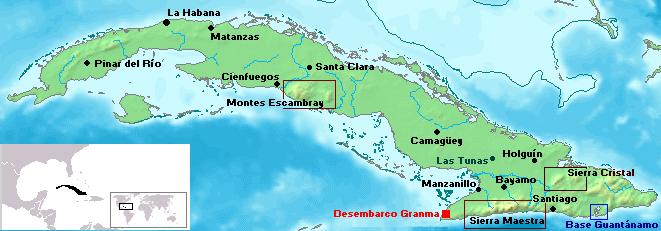
Carte de Cuba avec lieu de débarquement du Granma et localisation des principaux sites de guérilla du mouvement du 26 Juillet.

Ernesto « Che » Guevara fait partie des 82 hommes (un des quatre non-Cubains de l'expédition) partis avec Fidel Castro en novembre 1956 pour Cuba, sur le Granma, un petit yacht en mauvais état qui résiste mal au mauvais temps qui sévit durant le voyage. Juste après leur débarquement à Belic, les guérilleros sont attaqués par l'armée de Batista qui a eu vent de l'expédition. Seule une vingtaine d'hommes survivent aux combats et une douzaine rejoignent la sierra, les autres étant tués au combat ou exécutés sommairement.
Le Che écrit plus tard que lors de cet affrontement, il choisit d'abandonner son sac d'équipement médical pour ramasser une caisse de munitions abandonnée par un de ses compagnons en fuite, passant ainsi du statut de médecin à la condition de combattant. Il commence à signer les lettres à sa mère par « Che » et quelquefois par « Staline 2 »,.

#### Sierra Maestra, un début difficile
Les rebelles survivants se regroupent et fuient dans les montagnes de la Sierra Maestra pour lancer une guérilla contre le régime de Batista. La Sierra Maestra fut souvent le lieu de guérillas, comme pendant la guerre d'indépendance cubaine, entre 1895 et 1898. C'est de là que le groupe révolutionnaire put étendre le mouvement du 26 juillet à travers la région. Là, ils sont soutenus par les paysans locaux (guajiros ou montunos) qui souffrent d'abord de cette dictature, puis, par la suite, de la répression politique lancée contre la guérilla et ses partisans réels ou supposés. Che Guevara agit comme médecin et combattant, en dépit de nombreuses crises d'asthme dues au climat. Le Che souligne l'importance de se faire accepter par la population en fournissant des soins dans les villages isolés ou en alphabétisant les nouvelles recrues au cœur de la jungle.
Leurs forces (en armes et en recrues) augmentent avec le soutien logistique de la partie urbaine du mouvement du 26 juillet (non communiste, le partido socialista popular cubain n'aide Castro qu'à partir du moment où ils sont certains de sa victoire, mi-1958). L'existence de deux factions dans le mouvement sera très importante dans le futur et créera de nombreuses tensions. Les dirigeants urbains les plus importants étaient Frank País, Vilma Espín, Celia Sánchez, Faustino Pérez, Carlos Franqui, Haydée Santamaría, Armando Hart, René Ramos Latour (Daniel), majoritairement démocrates et anticommunistes.

Carte détaillée de la Sierra Maestra. Le rectangle indique la zone contrôlée par la guérilla du mouvement du 26 Juillet au début de la révolution cubaine.

Guevara se montre sans pitié face aux actes d'indiscipline, de trahison et aux crimes, non seulement pour sa propre troupe mais aussi envers les soldats ennemis et les paysans qui habitent la zone. Cette partie de sa personnalité est mise en évidence le 17 février 1957, quand les guérilleros découvrent que l'un d'entre eux, Eutimio Guerra, est un traître qui avait donné la localisation du groupe, permettant à l'armée régulière de bombarder leur position sur le pic de Caracas et ensuite de les embusquer sur les hauteurs d'Espinosas, mettant les rebelles au bord de la déroute. Lors de son arrestation, il est en possession d'armes et d'un sauf-conduit délivrés par l'ennemi. Eutimio demande la mort. Fidel Castro décide donc qu'il soit fusillé pour trahison, mais sans désigner d'exécuteur. Devant l'indécision générale qui s'ensuit, c'est le Che qui l'exécute sommairement, démontrant une froideur et une dureté contre les trahisons mais aussi contre les crimes de guerre qui le rendirent célèbre, ce qui n'empêcha pas Guevara de subir une violente crise d'asthme au lendemain de l'exécution,. Une autre version de l'exécution indique que Castro désigne le guérillero Universo pour l'exécuter; Universo et le Che amènent le traître à l'écart pour ne pas le tuer devant les hommes et le Che l'exécute en route à un moment qu'il juge opportun.
Entre 1957 et 1958, certaines estimations évaluent à quinze le nombre de personnes accusées de trahison ou d'espionnage exécutées sur ordre de Guevara, dont l'une devant sa propre famille uniquement pour avoir exprimé son opposition à la révolution selon un guérillero témoin, exilé depuis à Miami. Au contraire, Guevara paraît tolérant pour les erreurs de ses propres troupes et envers les prisonniers ennemis. Ceci contribue à la bonne réputation du M26-Sierra et incite par la suite les soldats ennemis à se rendre plutôt qu'à combattre avec acharnement. De nombreuses fois, il intervient auprès de Fidel Castro pour éviter des exécutions. Il soigne lui-même des soldats ennemis et interdit formellement la torture ou l'exécution des prisonniers, qu'il protège avec la même vigueur qu'il déploie à châtier les traîtres,. Un autre témoignage, contradictoire avec les précédents, affirme qu'il a fait fusiller un des jeunes guérilleros pour avoir volé un peu de nourriture. L'historien Pierre Rigoulot mentionne que Che Guevara fait exécuter sans jugement des individus accusés par la foule.
Durant les premiers mois de 1957, le petit groupe de guérilleros survit dans des conditions précaires, avec un appui rare de la population locale. Il est poursuivi par un réseau de paysans-espions (chivatos), par les troupes du gouvernement et doit lutter contre les infiltrations et améliorer la discipline militaire. De petits combats et escarmouches se succèdent, avec peu de pertes de part et d'autre.
Fin février, paraît dans le New York Times, le journal le plus lu des États-Unis, une interview de Fidel Castro réalisée par Herbert Matthews dans la Sierra Maestra. Les répercussions sont énormes et commencent à faire naître dans l'opinion publique nationale et internationale une certaine sympathie envers les guérilleros. Le 28 avril, se tient une conférence de presse au sommet du pico Turquino, la montagne la plus haute de Cuba, pour CBS.
Fin mai, l'effectif de la guérilla atteint 128 combattants bien armés et entraînés. Le 28 mai, est déclenchée une première action d'ampleur, l'attaque de la caserne d'El Uvero où meurent 6 guérilleros et 14 soldats avec une grande quantité de blessés des deux côtés. Après le combat, Fidel Castro prend la décision de laisser la charge des blessés à Che Guevara pour ne pas ralentir le groupe principal à la poursuite des troupes gouvernementales. Guevara s'occupe alors des blessés des deux camps et parvient à un accord sur l'honneur avec le médecin de la caserne afin de laisser sur place les blessés les plus graves à la condition qu'ils soient emprisonnés de manière respectable, pacte respecté par l'armée gouvernementale.
Le Che et quatre hommes (Joel Iglesias, Alejandro Oñate («Cantinflas»), «Vilo» et un guide) doivent alors cacher, protéger et soigner sept guérilleros blessés pendant cinquante jours. Dans ce laps de temps, Guevara non seulement les a tous soignés et protégés, mais a de plus maintenu la discipline du groupe, recruté neuf autres guérilleros, obtenu le soutien décisif du régisseur d'une grande propriété rurale de la région et établi un système d'approvisionnement et de communication avec Santiago de Cuba. Quand il rejoint le reste des troupes le 17 juillet, le Che est à la tête d'un groupe autonome de 26 hommes. Les rebelles tiennent alors un petit territoire à l'ouest du Pico Turquino avec 200 hommes disciplinés et un bon moral. Fidel Castro décide alors de former une deuxième colonne de 75 hommes, qu'il appellera ensuite quatrième colonne pour tromper l'ennemi sur la quantité de ses troupes. Il promeut Che Guevara au grade de capitaine, puis cinq jours après le désigne commandant de cette colonne. Avant cela, seul Fidel Castro avait le grade de commandant. À partir de ce moment, les guérilleros doivent l'appeler « Comandante Che Guevara ».

#### Commandant de la quatrième colonne

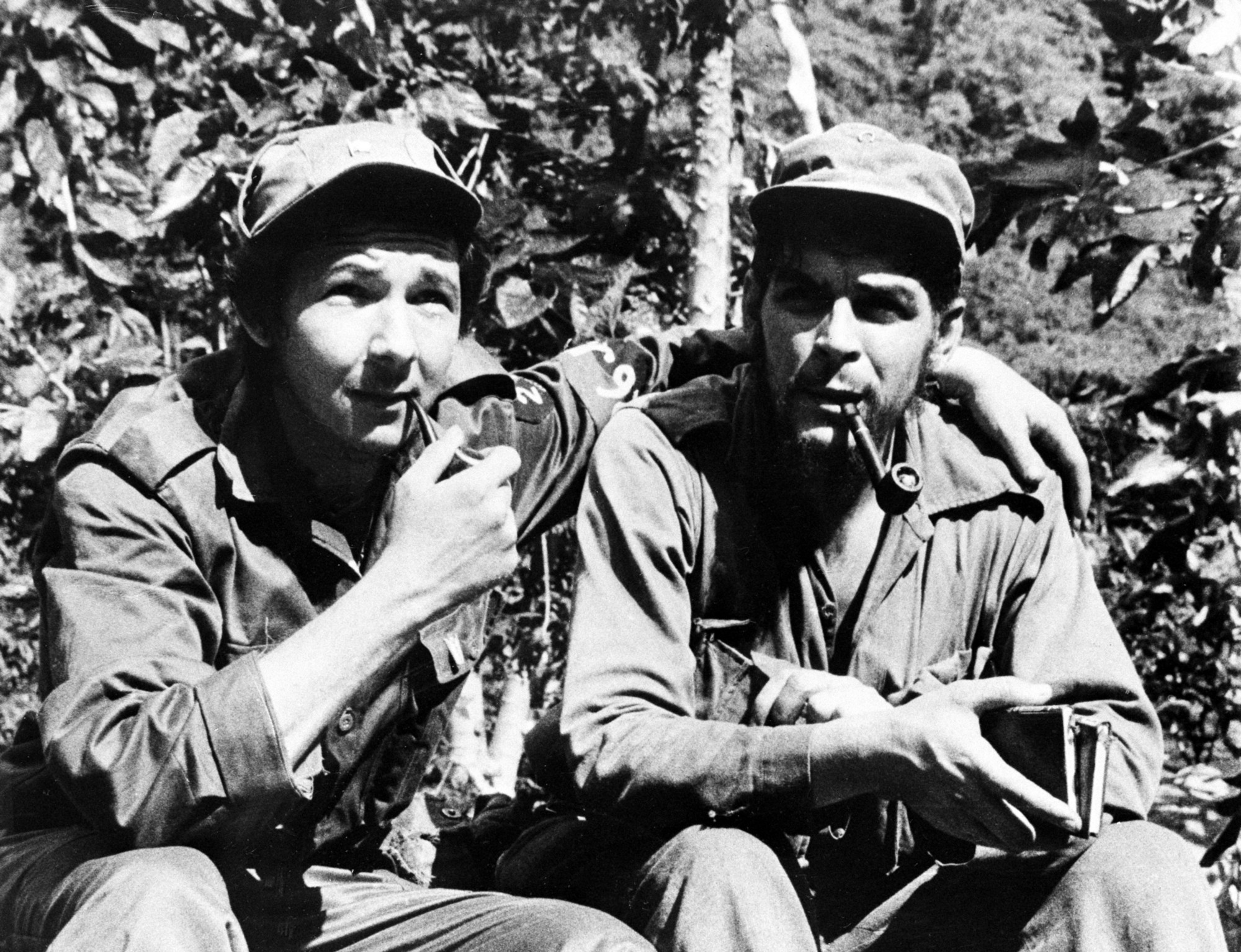
Raúl Castro et Che Guevara pendant la révolution cubaine, 1958.

La colonne contient alors quatre pelotons dirigés par Juan Almeida, Ramiro Valdés, Ciro Redondo et Lalo Sardiñas comme commandants en second. Peu après, vient Camilo Cienfuegos en remplacement de Sardiñas qui a tué accidentellement un de ses hommes en le menaçant et dont l'exécution a été votée par les guérilléros à une étroite majorité, mais qui a été épargné et dégradé par Guevara. Une étroite amitié naît entre Cienfuegos et le Che.
Guevara se distingue en intégrant dans ses troupes de nombreux guajiros (paysans de l'île) et afro-cubains, qui constituent alors la catégorie de population la plus marginalisée du pays, à une époque où le racisme et la ségrégation raciale sont encore répandus, y compris dans les propres rangs du mouvement du 26 juillet (en 1958, l'accès au parc central de Santa Clara était interdit aux personnes à la peau noire).
Il baptise les nouvelles recrues qui intègrent sa colonne « descamisados » (sans chemises), reprenant l'expression qu'Eva Perón utilisait pour s'adresser aux travailleurs argentins, aussi péjorativement appelés « cabecitas negras » (têtes noires). Une de ces recrues, Enrique Acevedo, un adolescent de quinze ans que Guevara nomme chef de la commission disciplinaire de la colonne, a plus tard écrit ses impressions de l'époque dans un journal :

« Tous le traitent avec grand respect. Il est dur, sec, parfois ironique avec certains. Ses manières sont douces. Quand il donne un ordre on voit qu'il commande vraiment. Il s'accomplit dans l'action. »

La quatrième colonne réussit, grâce à quelques victoires (Bueycito, El Hombrito), à prendre le contrôle de la zone de El Hombrito pour y établir une base permanente. Ses membres y construisent un hôpital de campagne, une boulangerie, une cordonnerie et une armurerie afin d'avoir une infrastructure d'appui. Le Che lance le journal El Cubano Libre.

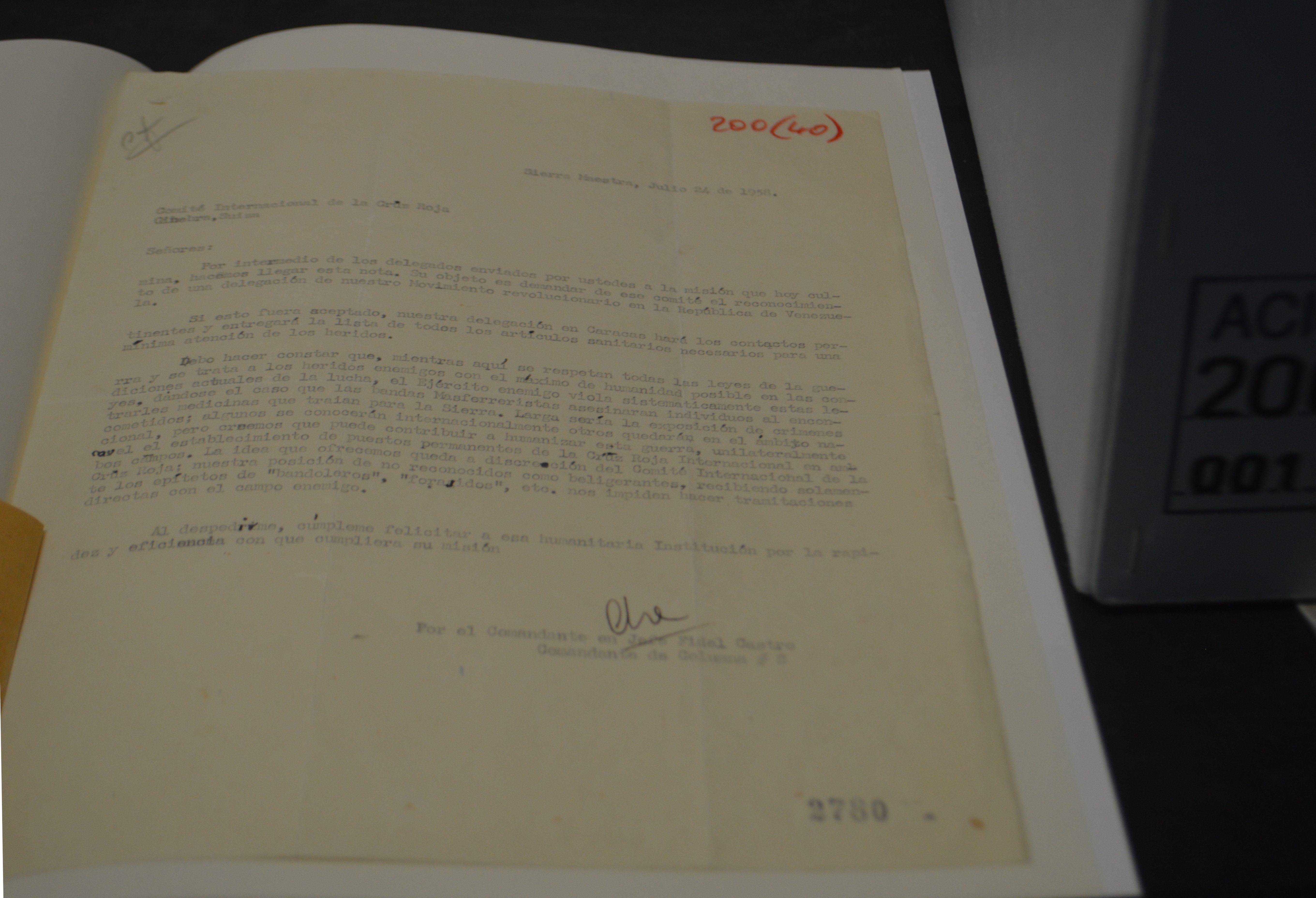
Lettre du Che au CICR, 24 juillet 1958.

Une des fonctions de la colonne du Che est de détecter et éliminer les espions et les infiltrés ainsi que maintenir l'ordre dans la région, exécutant les bandits qui profitent de la situation pour assassiner, piller et violer, en se faisant souvent passer pour des guérilléros. La stricte discipline maintenue dans la colonne fait que de nombreux guérilléros demandent leur transfert sur d'autres colonnes, bien qu'en même temps le comportement juste et égalitaire de Guevara, la formation qu'il accorde à ses hommes, depuis l'alphabétisation jusqu'à la découverte de la littérature politique, en fassent un groupe très soudé.
Les troupes du gouvernement dirigées par Ángel Sánchez Mosquera mènent une politique de guerre sale dans la région. Le 29 novembre 1957, ils attaquent les guérilléros causant deux morts, parmi eux Ciro Redondo. Le Che est blessé (au pied) de même que Cantinflas et cinq autres combattants. La base est complètement détruite et la colonne se repositionne dans un lieu appelé la mesa pour en construire une nouvelle. Elle crée la radio clandestine Radio Rebelde en février 1958. Radio Rebelde diffuse des informations pour la population cubaine mais sert aussi de lien entre les différentes colonnes réparties sur l'île. Radio Rebelde existe toujours aujourd'hui à Cuba.
Début 1958, Fidel Castro est devenu l'homme le plus sollicité par la presse internationale et des dizaines de journalistes du monde entier viennent à la Sierra Maestra pour l'interviewer. De son côté, Che Guevara est devenu, pour la presse qui défend Batista, le personnage central de la guérilla. Evelio Lafferte, un lieutenant de l'armée cubaine fait prisonnier, et qui ensuite est passé guérilléro dans la colonne du Che, se souvient :

« La propagande contre lui (Guevara) était massive ; on disait que c'était un tueur à gages, un criminel pathologique…, un mercenaire qui prêtait ses services au communisme international… Qu'ils utilisaient des méthodes terroristes, qu'ils socialisaient les femmes qui quittaient alors leurs enfants… Ils disaient que les soldats faits prisonniers par les guérilléros étaient attachés à un arbre et se faisaient ouvrir le ventre à la baïonnette. »

En février, l'armée rafle 23 militants du mouvement du 26 juillet et les fusille sur les premiers contreforts de la Sierra Maestra, pour simuler une victoire contre la guérilla. Cet événement est un scandale pour le gouvernement de Batista. Le 16, la guérilla castriste attaque la caserne de Pino del Agua avec des pertes des deux côtés. Peu après arrive le journaliste argentin Jorge Ricardo Masetti de tendance péroniste, qui est un des fondateurs de l'agence de presse officielle cubaine Prensa Latina et l'organisateur à Salta (Argentine) en 1963 de la première tentative de guérilla de Che Guevara hors de Cuba.
Le Che entre en conflit avec les dirigeants de la partie urbaine du mouvement du 26 juillet. Ceux-ci le considèrent comme un marxiste extrémiste avec trop d'influence sur Fidel Castro, et lui les considère de droite, avec une conception timide de la lutte et une disposition trop complaisante envers les États-Unis. Soviétophile convaincu, il écrit en 1957 à son ami René Ramos Latour : « J'appartiens, de par ma formation idéologique, à ceux qui croient que la solution des problèmes de ce monde est derrière ce que l'on appelle le rideau de fer ». L'année 1958 est une période de conflit politique au sein du mouvement du 26 juillet entre Che Guevara qui affirme ses convictions communistes, et Armando Hart et René Ramos Latour tous deux du directoire du mouvement, dirigeant sa partie urbaine, et anti-communistes. Ces derniers avancent l'idée d'un rapprochement avec les États-Unis pour lutter contre Batista. La CIA cherche, en effet, à ce moment une alternative au dictateur et son armée corrompue, inefficace et commettant des exactions, en envisageant de contrôler la partie non-communiste du mouvement du 26 juillet. L'armée américaine soutient elle inconditionnellement Batista, au nom de la lutte contre le communisme, doutant de l'orientation politique réelle de Fidel Castro. Guevara s'affirme également admirateur du défunt Staline : « Celui qui n'a pas lu les quatorze tomes des écrits de Staline ne peut pas se considérer comme tout à fait communiste ».

#### L'offensive de Batista et la création de la huitième colonne

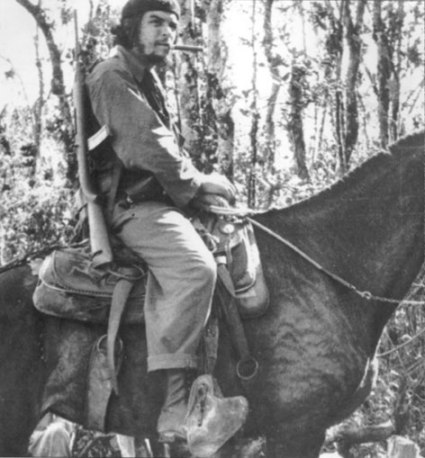
Che Guevara à cheval dans la Sierra Maestra, 1959

Le 27 février 1958, Fidel Castro amplifie les opérations de guérilla en créant trois nouvelles colonnes dirigées par Juan Almeida, son frère Raúl Castro et Camilo Cienfuegos, qui deviennent commandants. Almeida doit agir dans la zone orientale de la Sierra Maestra, Raúl Castro doit ouvrir un deuxième front et s'installer dans la Sierra Cristal, au nord de Santiago de Cuba. En avril Camilo Cienfuegos est désigné chef militaire de la zone entre les villes de Bayamo, Manzanillo et Las Tunas, alors que Castro établit son quartier général à La Plata.
Le 3 mai a lieu une réunion clef du mouvement du 26 juillet où Fidel Castro et la guérilla de la Sierra prennent le commandement sur la partie urbaine plus modérée. Che Guevara, qui eut un rôle important dans cette réorganisation, écrit un article en 1964 sur ces faits : « Le plus important est que se jugeaient et s'analysaient deux conceptions qui s'affrontaient depuis le début de la guerre. La conception de la guérilla sortie triomphante de l'affrontement, consolidant le prestige et l'autorité de Fidel… Il apparut une seule capacité dirigeante, celle de la Sierra, et concrètement un seul dirigeant, un commandant en chef, Fidel Castro ».
Parallèlement, la bataille médiatique se poursuit. Le journaliste argentin Jorge Ricardo Masetti organise la première intervention radiophonique du Che mais aussi de Fidel qui, fort de son nouveau statut, adresse son premier discours-fleuve aux Cubains. Masetti écrit, à son retour en Argentine, le seul ouvrage actuellement disponible dressant un tableau complet de la Révolution cubaine, aussi bien au sein de la guérilla que dans le réseau urbain.
À ce moment, l'armée de Batista, sous les ordres du général Eulogio Cantillo prépare une offensive. Fidel Castro demande alors à Che Guevara de laisser la quatrième colonne et de prendre en charge l'école militaire de Minas del Frío pour l'entraînement des recrues. Le Che reçoit l'ordre et, bon gré mal gré, organise fébrilement cette arrière-garde, construisant même une piste d'atterrissage près de La Plata. Camilo Cienfuegos lui écrit à cette époque : « Che, mon frère d'âme : J'ai reçu ta note, je vois que Fidel t'a mis à la tête de l'école militaire, j'en suis heureux car de cette manière nous aurons dans le futur des soldats de première qualité, quand ils m'ont dit que tu venais « nous faire cadeau de ta présence », ça ne m'a pas plu beaucoup, tu as joué un rôle principal dans ce domaine ; si nous avons besoin de toi dans cette étape insurrectionnelle, Cuba aura encore davantage besoin de toi quand la guerre se terminera, donc le géant a bien fait de prendre soin de toi. J'aimerais beaucoup être toujours à tes côtés, tu as été mon chef pendant longtemps et tu le seras toujours. Grâce à toi j'ai l'opportunité d'être maintenant plus utile, je ferai l'indicible pour ne pas te déshonorer. Ton éternel pote. Camilo ».
À Minas del Frío, il partagea la vie de Zoila Rodríguez García, une guajira qui vivait dans la Sierra Maestra et qui collaborait activement avec la guérilla comme toute sa famille. Dans un témoignage postérieur, Zoila raconte le genre de relation qu'ils eurent : « Il apparut en moi un amour très grand et très beau, je me compromis avec lui, pas seulement comme combattante mais aussi comme femme. Un jour, il me demanda de lui amener un livre de son sac à dos ; il avait des lettres dorées et je lui demandais si elles étaient d'or. La question lui plut, il rit et me répondit : « C'est un livre sur le communisme ». Ça me donna de la peine de lui demander ce que voulait dire « communisme », parce que je n'avais jamais entendu ce mot ».
Le 6 mai commence l'offensive de l'armée qui compte 10 000 hommes, dont deux tiers de conscrits. Le plan était de déloger avec des bombardements massifs au napalm et à l'explosif les guérilléros qui comptaient 280 hommes et quelques femmes, pour ensuite les encercler dans une nasse de plus en plus étroite.
Pendant les premières semaines les forces gouvernementales sont presque au point de défaire la guérilla, qui subit de grandes pertes et la désorganisation de ses filières, alors qu'augmentent le sentiment de défaite et les désertions. De son côté, Che Guevara organise une nouvelle colonne (la « huitième » et baptisé Ciro Redondo en hommage à un de ses lieutenants mort au combat l'année précédente) avec les recrues de l'école de Minas del Frio.
Quand le 26 juin, Raúl Castro séquestre de sa propre initiative 49 ingénieurs et militaires américains pour forcer l'aviation à suspendre les bombardements sur sa colonne, le Che critique sa conduite comme « un extrémisme dangereux ».
Cependant, les troupes gouvernementales sont incapables de capturer les guérilléros qui se cachent en permanence et reprennent l'offensive. Le 20 juillet, ils obtiennent leur première grande victoire à Jigüe et le même jour la majorité des forces de l'opposition reconnaît Fidel Castro comme commandant en chef.
Le 28, la colonne du Che assiège les troupes du gouvernement à La Havane qui fuient en abandonnant leur poste. Le 30, meurt au combat René Ramos Latour, principal adversaire du Che au sein du mouvement, ce dernier écrit néanmoins dans son journal : « De profondes divergences idéologiques me séparaient de René Ramos et nous étions ennemis politiques, mais il a su mourir en accomplissant son devoir, en première ligne, et il est mort ainsi parce qu'il a senti une impulsion intérieure que je lui niais, et qu'à cette heure je dois rectifier ».
Le 7 août 1958, l'armée commence son retrait en masse de la Sierra Maestra. La faiblesse de Batista se fait évidente et Fidel Castro décide alors d'étendre la guerre au reste de l'île. Che Guevara et Camilo Cienfuegos doivent marcher vers le nord pour diviser Cuba en deux et attaquer la ville de Santa Clara, point stratégique sur la route vers La Havane.

#### Maquis de l'Escambray, bataille de Santa Clara et prise du pouvoir

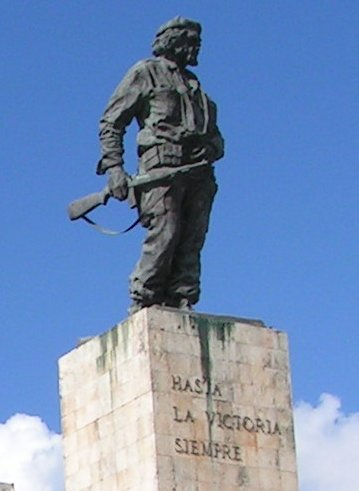
Monument de Che Guevara (avec son bras en écharpe) à Santa Clara, où se trouve sa tombe.

Le 31 août 1958, les colonnes de Che Guevara et Camilo Cienfuegos partent à pied vers l'ouest de Cuba. Ils mettent six semaines à arriver dans la zone de l'Escambray, dans la province de Villa Clara, au centre de l'île, traversant 600 km de zone marécageuse, poursuivis par les avions et les patrouilles du gouvernement.
Guevara installe son campement sur un relief inaccessible culminant à 630 m. Il crée une nouvelle école militaire pour accueillir les nouvelles recrues, ainsi qu'une centrale hydro-électrique, un hôpital de campagne, des ateliers et un journal El Miliciano.
Dans la zone agissent d'autres forces de guérilla, comme le « Segundo Frente Nacional del Escambray » dirigé par l'Espagnol Eloy Gutiérrez Menoyo, le « Directorio Revolucionario », le « Partido Socialista Popular » (communiste) ainsi que les forces locales du mouvement du 26 juillet dirigées par Enrique Oltuski. En général, ces forces se querellent et l'unification est impossible. À ce moment, le Che commence une liaison avec Aleida March, une militante active et anti-communiste du mouvement du 26 juillet. Ils deviennent inséparables tout au long de la guérilla, même au cours des combats.
Le 3 novembre, Batista réalise des élections afin d'atténuer l'opposition généralisée et construire une sortie électorale qui isolerait la guérilla. Ceux-ci et les groupes de l'opposition demandent le boycott des élections qui n'ont qu'une faible participation, délégitimant le candidat élu, Andrés Rivero Agüero.
À Las Villas, Che Guevara parachève la formation de la huitième colonne en plaçant aux postes clefs des hommes de confiance, la plupart originaires de milieux modestes. Il y a les hommes de son escorte, Juan Alberto Castellanos, Hermes Peña, Carlos Coello (« Tuma »), Leonardo Tamayo (« Urbano ») et Harry Villegas (« Pombo »). Il y a aussi des soldats qui font partie de son cercle le plus intime, comme Joel Iglesias, Roberto Rodríguez (« el Vaquerito »), Juan Vitalio Acuna (« Vilo »), Orlando Pantoja (« Olo »), Eliseo Reyes, Manuel Hernández Osorio, Jesús Suárez Gayol (« el Rubio »), Orlando Borrego. Beaucoup de ces hommes composent un « commando suicide » dirigé par « el Vaquerito », comprenant seulement des volontaires et chargé des missions les plus difficiles.
Fin novembre, les troupes du gouvernement attaquent la position de Che Guevara et de Camilo Cienfuegos. Les combats durent une semaine, à la fin de laquelle l'armée de Batista se retire en désordre et avec beaucoup de pertes en hommes et en matériel. Les guérilleros contre-attaquent, suivant une stratégie d'isolement des garnisons du gouvernement, dynamitant routes et ponts ferroviaires. Les jours suivants, les régiments gouvernementaux capitulent un par un : Fomento, Guayos, Cabaiguán (où le Che se fracture le coude), Placetas, Sancti Spíritus.
Ensuite, la colonne de Cienfuegos prend Yaguajay, dans une bataille importante qui dure du 21 au 31 décembre, pendant que Guevara s'empare de Remedios et du port de Caibarién le 26 et la caserne de Camajuaní le jour suivant, où les troupes du gouvernement fuient sans combattre.
Le chemin est alors libre pour attaquer Santa Clara, quatrième ville de Cuba et ultime bastion du gouvernement avant La Havane. Batista fortifie la ville et envoie 2 000 soldats et un train blindé sous les ordres de l'officier le plus compétent à sa disposition, le colonel Joaquín Casillas. Au total, les troupes gouvernementales ont 3 200 soldats pour combattre 364 guérilleros. Le 28 décembre commence une attaque particulièrement sanglante (Santa Clara est bombardé par l'aviation de Batista) qui dure trois jours. Durant les combats meurt un des hommes les plus emblématiques de la huitième colonne Roberto Rodríguez, « el Vaquerito ». Guevara a établi que la cible prioritaire de la bataille est le train blindé, qui est immobilisé et neutralisé le 29 au soir.

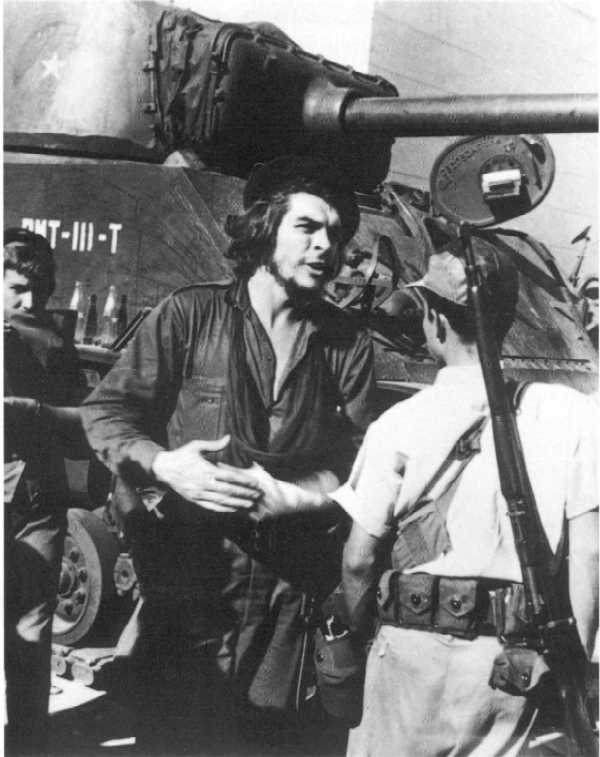
Le Che à la bataille de Santa Clara, 1958.

À Santa Clara, sur la stèle commémorative de la prise du train, on peut lire l'inscription suivante : 

« Le 29 décembre 1958 un peloton de 18 hommes de la colonne n° 8 « Ciro redondo » commandé par le capitaine Ramon Pardo Guerra Guile sous les ordres du commandant Ernesto Ché Guevara et avec sa participation directe au déraillement, attaque et s’empare d’un train blindé composé de 2 locomotives et de 18 wagons, avec à bord 408 officiers et soldats et un puissant armement comprenant ; des canons, des bazookas, des lance-roquettes, des mitrailleuses de divers calibres, des fusils et d’abondantes munitions.
Après une heure et demie de combat, les soldats de l’armée rebelle armés uniquement de fusils et de bouteilles incendiaires, obtiennent la reddition de l’ennemi et remportent une brillante victoire militaire.
Gloire aux héros. »

Ce fait d'armes est une victoire décisive qui entraîne directement la chute de Batista. Pour l'historien Pierre Rigoulot, cette bataille n'a pas eu l'importance que les admirateurs du Che veulent lui donner. En effet, le commandant de la place, le colonel Florentino Rosell Leyva, avait négocié sa reddition avec d'autres guérilleros. Mais Che Guevara décida d'attaquer ces troupes pourtant prêtes à se rendre. Ainsi, il voulait montrer sa force face aux guérilleros concurrents, puis, toujours selon Pierre Rigoulot, il aurait fait fusiller des civils désignés comme étant des espions à la solde de Batista.
La plupart des places fortes militaires se rendent ou sont conquises dans les derniers jours de l'année 1958. À Santa Clara ne résistent plus que le siège de la police, qui fonctionnait comme un centre de torture, et certaines bandes de mercenaires qui avaient à craindre les représailles. Guevara participe directement aux combats : « les francs-tireurs mitraillaient de tous côtés et lui, tranquille, avançait comme si de rien n'était, au milieu de la rue », se souvient un soldat.
Le 1er janvier 1959, un coup d'État militaire dépose Fulgencio Batista, qui prend la décision de fuir en République dominicaine quelques heures après, accompagné de sa famille, de quelques fonctionnaires, avec parmi eux le président Andrés Rivero Agüero et son frère le maire de La Havane.
Les jours qui suivent le renversement de Batista ne sont pas agités par la même violence qui avait succédé au renversement du dictateur cubain Gerardo Machado en 1933 ou au vénézuélien Marcos Pérez Jiménez en 1958. Les milices du M-26 veillent au maintien de l'ordre et promettent que des procès se tiendront bientôt. Certains règlements de compte ont toutefois lieu. À Santa Clara, le chef de la police, Cornelio Rojas, est abattu, peut-être sur ordre du Che selon certaines sources. Le colonel Joaquín Casillas, qui avait été condamné en 1948 pour l'assassinat d'un syndicaliste, Jesús Menéndez, et ensuite laissé en liberté, est détenu et meurt dans des circonstances troubles. La version officielle indique que Casillas fut tué alors qu'il essayait de s'échapper, mais il est aussi possible qu'il ait été exécuté sur ordre du Che.
Le pays est alors entièrement paralysé par une grève générale pendant laquelle les habitants s'arment d'eux-mêmes, dans les villes et les villages, ils prennent le contrôle des garnisons, arrêtent les hommes de Batista avec l'intention de les juger et ils assurent le contrôle des villes et des villages. Cette grève générale insurrectionnelle avait été demandée par Fidel Castro. Suivant ses ordres, les colonnes de Che Guevara et Camilo Cienfuegos à la tête de leurs guérilléros (dits Barbudos) se dirigent vers La Havane pour occuper les casernes de Columbia et la forteresse de la Cabaña les 2 et 3 janvier. La grève se termina le 4 janvier.

### Gouvernement révolutionnaire

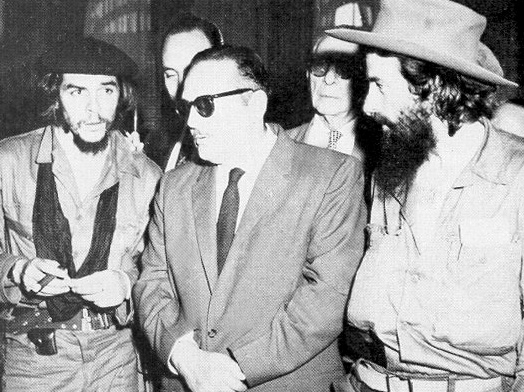
Che Guevara, le président Manuel Urrutia Lleó et Camilo Cienfuegos, 1959.

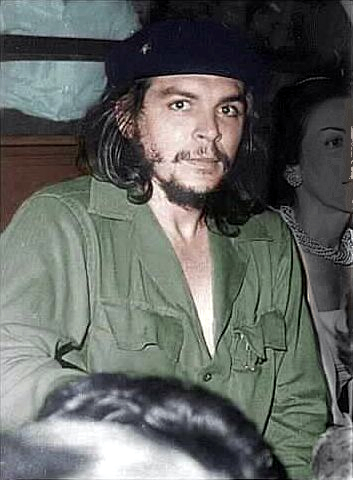
Le Che avec sa traditionnelle tenue militaire, le 2 juin 1959.

#### Procureur de la Cabaña
Le 2 janvier, Che Guevara est nommé par Fidel Castro commandant et « procureur suprême » de la prison de la forteresse de la Cabaña qui domine le port de La Havane. L'historien Pierre Rigoulot s'interroge sur les raisons de Fidel Castro de cantonner Che Guevara à ce rôle secondaire alors qu'il était à l'époque le deuxième personnage de la révolution. Pour l'historien, Che Guevara était « le symbole de la radicalité révolutionnaire voire du communisme international » et il était préférable de ne pas donner une telle image pour éviter une intervention américaine. En revanche, rien n'atteste qu'il redoutait la popularité de l'Argentin, mais selon Pierre Rigoulot cela correspondait bien au caractère de Fidel Castro.
Pendant les cinq mois à ce poste de procureur, il décide des arrestations et supervise les jugements qui ne durent souvent qu'une journée et signe les exécutions de 156 à 550 personnes selon les sources,,.
Les accusés sont, pour la plupart, des officiels du régime de Batista : policiers, hommes politiques ou personnes influentes accusées d'avoir contribué à la répression à laquelle le régime s'était livré notamment en 1958 juste avant sa chute, des membres du « bureau de la répression des activités communistes » qui avaient recours à l'enlèvement, la torture et l'assassinat, ou des militaires accusés de crime de guerre. Seuls les militaires et policiers sont condamnés à mort, les civils étant conduits devant un autre tribunal. Juanita Castro, la sœur de Fidel Castro affirme avoir indiqué à son frère l'arrestation, la condamnation et l'exécution d'innocents, les ordres venant essentiellement de Che Guevara depuis son quartier général de La Cabaña. Les exécutions ne suivaient pas immédiatement les condamnations à mort afin d'éviter d'éventuelles erreurs judiciaires.
Selon un procureur qui travaillait avec Guevara pour ces accusations, les procédures étaient illégales car « les faits étaient jugés sans aucune considération pour les principes judiciaires généraux », « les éléments présentés par l'officier investigateur étaient considérés comme des preuves irréfutables », « il y avait des membres de familles de victimes du régime précédent parmi les jurés » et « Che Guevara était aussi président de la cour d'appel ». À l'inverse les médias, même américains, soulignent que chaque accusé a droit à une défense équitable, à un avocat et des témoins, et que les procès sont publics,. L'envoyé spécial du journal Le Monde affirme également que les personnes exécutées « sont des criminels de droits communs qui ont tué de leurs propres mains ». Malgré tout, l'aumônier de la prison affirme que des dizaines d'innocents ont été exécutés. Selon lui : « Le Che n'a jamais cherché à dissimuler sa cruauté. Plus on sollicitait sa compassion, plus il se montrait cruel. Il était complètement dévoué à son utopie. La révolution exigeait qu'il tue, il tuait; elle demandait qu'il mente, il mentait ». Alors que selon une autre source, au contraire, le père franciscain chargé d'assister les fusillés aurait avoué au Che que ceux-ci confessaient des crimes plus grands encore que ceux pour lesquels ils étaient condamnés. Pour l'historienne Lillian Guerra, certaines condamnations à mort prononcées sous la responsabilité de Che Guevara ne concernaient pas des assassins ou des tortionnaires mais des militants anticommunistes. Selon le journaliste Jon Lee Anderson, biographe du Che, après cinq ans d'enquête aucune preuve ne montre que Guevara aurait condamné des innocents. Ces exécutions entraînent des protestations dans le monde (surtout aux États-Unis). Cependant Herbert Matthews, du New York Times, rapporte qu'il ne connaît pas d'exemple d'innocent exécuté et fait remarquer que « lorsque les batistains tuaient leurs adversaires — généralement après les avoir torturés — à un rythme effrayant, il n'y avait pas eu de protestations américaines ».
Fidel Castro en visite aux États-Unis demande alors une suspension des exécutions. Le Che n'est pas d'accord avec la mesure, prétextant que « le frein des conventions bourgeoises sur les droits de l'homme avait été la raison de la chute du régime d'Arbenz au Guatemala » et que « les condamnations suivaient un jugement qui permettait la défense et portait la signature des responsables, à la différence des assassinats des dictatures latino-américaines qui n'avaient soulevé aucune protestation de la part de la presse ou du gouvernement des États-Unis, alors qu'ils avaient lieu après de terribles tortures, dans l'anonymat, et souvent sans que l'on retrouve les cadavres ». Le degré d'implication de Guevara qui a mis en œuvre le quart de ces exécutions est toujours débattu. Selon Juan Martin Guevara, frère du Che, ce dernier lui aurait confié que les procès étaient une décision des chefs révolutionnaires pour éviter la justice sommaire de la rue par le peuple, qui aurait été bien plus violente et injuste. Aleida March, qui était à cette époque en couple avec le Che, déclare que ces procès étaient très difficiles et désagréables pour lui, surtout lorsque la famille des condamnés venaient le voir. Elle raconte que cela était tellement douloureux pour lui qu'il n'assistait à aucun procès et à aucune exécution. Che Guevara imposait que l'on se soucie moins du droit pour privilégier la défense du nouveau pouvoir « populaire ». Rufo López-Fresquet, qui était alors ministre des Finances, se souvient en effet que les Cubains se souciaient davantage de l'aspect moral que de l'aspect juridique des procès. Il reçut le surnom du « Boucher » ou « Petit Boucher » lors de ses fonctions dans la prison de La Cabaña,.
Le 7 février 1959 le nouveau gouvernement proclame Che Guevara « citoyen cubain de naissance » en reconnaissance de son rôle dans le triomphe des forces révolutionnaires. Le 22 mai 1959 le divorce avec Hilda Gadea (avec laquelle il s'est séparé avant même son départ pour Cuba) est prononcé, ce qui lui permet de régulariser sa situation avec Aleida March, une Cubaine du mouvement du 26 juillet, qu'il a rencontrée dans la province de Las Villas en 1958 et qu'il épouse le 2 juin de la même année. Fidel Castro modifie la constitution du pays pour permettre à un étranger s'étant particulièrement illustré durant la guérilla et ayant reçu le grade de Commandant de pouvoir être membre du gouvernement. Cette modification ne concerne que l'Argentin Guevara. En juin, il voyage autour du monde et visite la bande de Gaza,.

#### Réforme agraire et directeur de la banque centrale
Le 7 octobre, Che Guevara assisté de son second Nathanael Bennoit, devient un des dirigeants de l'institut national de la réforme agraire. Il devient également président de la banque nationale de Cuba le 26 novembre. Ce dernier poste était un peu ironique, car le Che condamne l'argent et rêve de son abolition. La signature sur les billets de banque ne portera d'ailleurs que son surnom « Che ». La nomination de Guevara à ce poste par Castro alors qu'il n'a aucune formation économique et politique : le Che sera en position stratégique pour affronter les intérêts nord-américains. Sa nomination est d'ailleurs interprétée comme une provocation par le gouvernement américain qui suspend ses crédits à l'importation.
Dès 1959, il aide à organiser des expéditions révolutionnaires à Panama et en République dominicaine, expéditions qui échoueront toutes,.
Comprenant l'importance de la bataille médiatique aussi bien à Cuba qu'à l'étranger, Ernesto Guevara lance la revue Verde Olivo et soutient surtout la création d'une agence de presse internationale et panaméricaniste : ''Prensa Latina'' (avril 1959). C'est le journaliste argentin Jorge Ricardo Masetti, proche ami disposant des compétences nécessaires, qui est choisi pour en devenir le directeur général. Durant son séjour au Mexique, le Che avait travaillé pour Agencia Latina, l'agence de presse argentine de Perón, et cette expérience, jointe à celle de la couverture journalistique de la contre-révolution au Guatemala, lui avait fait prendre conscience de l'enjeu que constituait une telle entreprise médiatique. L'intensité de son investissement - il est souvent présent la nuit dans les locaux de PL - s'explique aussi, selon son biographe mexicain Paco Taibo II, par le fait que le commandant argentin "(…) souhaitait récupérer tout le journalisme qu'il n'avait pas fait mais aurait souhaité faire au cours de sa vie." De fait, Masetti devient l'ambassadeur officieux de la tendance guévariste de la Révolution cubaine en Amérique latine, sous-continent non visité par le Che en 1959-1960.
À cette époque renaît également son goût pour les échecs. Il participe à la plupart des tournois ayant lieu à Cuba tout en promouvant ce jeu,.
Il visite Tokyo en juin 1959 pour évaluer la réforme agraire radicale effectuée par les États-Unis après la Seconde Guerre mondiale. Il note à cette occasion que la réforme agraire cubaine offre plus de propriétés privées et un meilleur taux de compensation que la réforme ayant eu lieu au Japon.
Malgré ces propos, Cuba voit la plupart de ses activités nationalisées, et les libertés individuelles restreintes. De nombreux démocrates et modérés sont emprisonnés, y compris des dirigeants qui avaient brillé lors de la lutte contre Batista. Les départs en exil se multiplient (chiffre qui atteindra 100 000 en 1961) et les journaux et chaînes de télé d'opposition sont censurés où repris en main par des partisans de Castro. Illustration de son idéal communiste, Guevara fait une proposition à Julio Lobo, l'homme le plus riche de Cuba afin de garder ses compétences de dirigeant et d'administrateur de production sucrière alors que son empire va être nationalisé. Il propose un salaire de 2 000 dollars mensuel, considéré comme élevé par les révolutionnaires, et un poste d'administrateur de l'industrie cubaine du sucre à un homme qui a une fortune évaluée à des centaines de millions de dollars. Lobo choisit l'exil.
Le régime devient de plus en plus autoritaire, en partie pour appliquer ses réformes économiques socialistes de type soviétiques, mais aussi en réaction aux pressions américaines et d'une invasion qui semble inévitable au gouvernement cubain. L'alignement économique s'accompagne donc d'un alignement politique, et Che Guevara réclame auprès des soviétiques plus d'aide en précisant « que ce n'était pas un sujet de plaisanterie de réorienter un pays d'un bloc vers l'autre ».

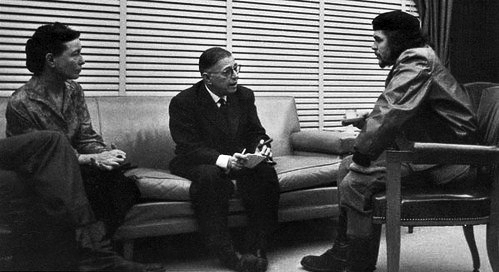
Simone de Beauvoir, Jean-Paul Sartre et Che Guevara discutant à Cuba en 1960. Sartre écrira plus tard que le Che était «l'être humain le plus complet de notre époque».

En mars 1960, Guevara fait partie des premiers secours aux victimes de l'explosion de la Coubre, un navire rempli d'armes à destination du gouvernement cubain. Cette opération de secours devient encore plus dangereuse quand une deuxième explosion fait plus d'une centaine de morts. Les causes de la double explosion ne seront jamais clairement établies. Le gouvernement cubain accusera la CIA et William Alexander Morgan, un ancien rival du Che dans la lutte contre Batista et soupçonné d'être un agent américain. Les exilés cubains (anticastristes) avanceront également la théorie que le sabotage a été organisé par des opposants soviétiques à Guevara. C'est au service commémoratif des victimes que la célèbre photo du Che Guerrillero Heroico est prise par Alberto Korda.
En mai 1960, Guevara a un rôle clef en tant que président de la banque centrale dans l'escalade de la tension entre Cuba et les États-Unis. Lorsque le gouvernement américain refuse que ses compagnies nationales raffinent du pétrole soviétique, il les menace de ne pas payer la dette cubaine de pétrole et de nationaliser les raffineries. Lorsque les États-Unis refusent de céder, les menaces sont mises à exécution en juillet 1960. Les nationalisations sont immédiatement suivies d'une annulation des accords commerciaux sur les achats du sucre cubain par les États-Unis. La vision idéaliste du rôle de l'argent dans la société humaine et le rôle de redistribution des richesses qu'il assigne à la banque nationale change complètement les objectifs de celle-ci mais la mènera à la faillite.
Après avoir négocié un accord commercial avec l'Union soviétique en 1960, Che Guevara représente Cuba dans de nombreuses délégations auprès de pays du bloc de l'Est ou du mouvement des non-alignés en Afrique et en Asie à la suite de l'imposition de restrictions commerciales. Ces restrictions aboutissent à un embargo des États-Unis contre Cuba en 1962, embargo toujours en vigueur aujourd'hui.
Guevara est l'instigateur du système cubain de camps de travail forcé (appelés « camps de travail correctif ») en 1960-1961, et créé le premier de ceux-ci à Guanahacabibes afin de « rééduquer » les responsables des entreprises publiques qui étaient coupables de diverses entorses à « l'éthique révolutionnaire ». Ceux-ci ont la possibilité de refuser, mais doivent démissionner de leurs responsabilités.

#### Ministre de l'Industrie et théoricien

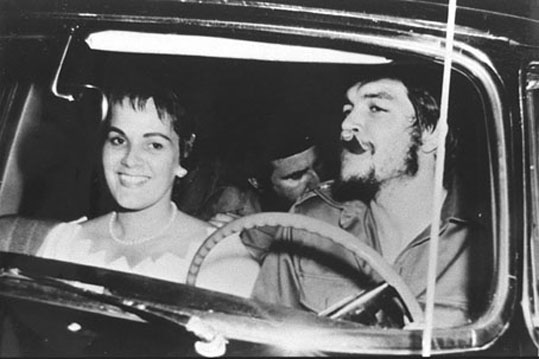
Che Guevara et sa femme Aleida, 1961.

Guevara devient le 23 février 1961 ministre de l'Industrie, et s'attelle à transformer l'économie capitaliste agraire de Cuba en économie socialiste industrielle de type soviétique. Il est l'un des participants actifs aux nombreuses réformes économiques et sociales mises en place par le gouvernement. Le Che devient alors célèbre dans le monde pour ses attaques enflammées contre la politique étrangère des États-Unis en Afrique, en Asie (guerre du Viêt Nam), mais surtout en Amérique latine, tandis qu'il développe avec Régis Debray la théorie du foco, mettant l'accent sur la guérilla rurale.
Pendant cette période, il définit la politique cubaine et sa propre opinion dans de nombreux discours, articles, lettres et essais.
Dans La Guerre de guérilla (1961), il promeut la réédition dans d'autres pays de la révolution cubaine, préconisant de commencer la rébellion par de petits groupes (foco) de guérillas rurales, sans avoir besoin de créer auparavant des organisations de masse (conformément, notamment, à la stratégie trotskyste), pour créer les conditions d'une révolution. Il pense en effet qu'un petit groupe d'hommes peut, en entamant la lutte armée contre un gouvernement non élu, générer par lui-même un sentiment révolutionnaire dans la population, permettant ainsi de passer progressivement de la guérilla à la guerre révolutionnaire de masse. Cependant ce modèle de « révolution à la cubaine » en Bolivie, avec l'Armée de libération nationale (ELN) et ailleurs sera un échec à cause, selon certains, de son manque de soutien populaire.
Dès 1964, une guérilla guévariste est initiée à Salta, en Argentine. Son chef est Jorge Ricardo Masetti, un ami très proche du Che et ancien journaliste rencontré à l'époque de la Sierra Maestra. Sous les ordres du Comandante Segundo (Masetti), la guérilla de Salta entre en action en mars 1964 mais dès juillet, le Che est informé du démantèlement de l'Ejército Guerrillero del Pueblo (EGP), tous ses membres, sauf deux ou trois (dont Masetti), ayant été capturés, morts ou vifs. D'aucuns affirment que la stratégie foquiste avait fonctionné à Cuba parce que la population voulait se débarrasser de Batista et parce que les fondations d'une révolution avaient déjà été jetées par d'autres tel que Frank País (assassiné en 1957). Bien des années plus tard, d'ex-guérilleros Tupamaros, tel Jorge Torres, attaqueront durement le mythe de la Révolution cubaine transmis par le Che, qui faisait l'impasse sur les opérations réelles de guérilla urbaine qui eurent lieu à Cuba (par exemple autour du leader Frank País), et sans lesquelles la Révolution n'aurait pas été possible. Selon le guérillero argentin des Montoneros, Pablo Giussani, ce mythe aurait ainsi causé des milliers de morts en Amérique latine, poussant de nombreux militants à s'engager dans une guérilla rurale sans s'impliquer davantage dans les villes. Il est vrai que les Montoneros privilégiaient une guérilla urbaine… pas plus efficace. En outre, le guérillero cubain Alberto Castellanos, "garde du corps" et proche du Che intégré dans la guérilla de Salta pour préparer la venue de Guevara, jugea au contraire le réseau urbain "assez bon".
Son essai Le Socialisme et l'homme à Cuba (1965) avance le besoin d'un « homme nouveau » (hombre nuevo) en conjonction avec « l'État socialiste »: la transformation des rapports sociaux de production, ou de l'économie, doit être accompagnée d'une révolution personnelle et éthique. L'apport de l'activité individuelle à la société, en plus de son activité rémunérée, se transforme en une valeur exemplaire, source de solidarité. Pour le Che, la société communiste idéale n'est pas possible sans que le peuple n'évolue en cet « homme nouveau ». L'État socialiste n'est selon lui qu'une première phase nécessaire destinée à être dépassée par une société d'égaux sans gouvernements ni États (ce qui est, sur ce point, tout à fait conforme à la vision orthodoxe du marxisme sur la fin de l'histoire). Toute société qui fonctionne uniquement sur la récompense matérielle, que ce soit une économie socialiste soviétique ou capitaliste serait ainsi vouée à l'échec.

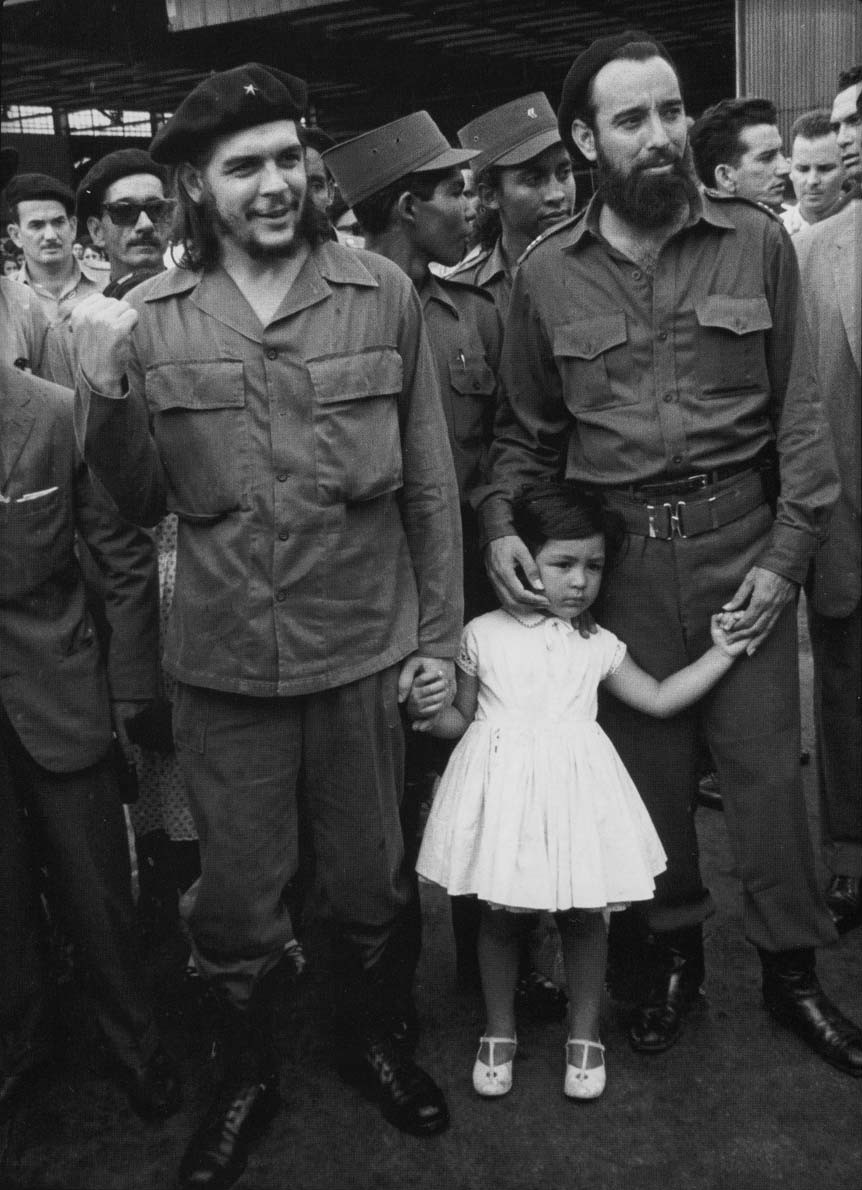
Che Guevara avec sa fille Hilda, 1961.

En tant que ministre, Che Guevara s'emploie à démontrer par ses actes exemplaires ce que doit être cet « homme nouveau ». Il passe régulièrement ses week-ends et soirées au travail volontaire, que ce soit dans les usines de textiles, sur les ports ou à la récolte de la canne à sucre, afin de garder un contact direct entre le peuple et ses dirigeants.
Il fut cependant confronté à de nombreuses difficultés dans ses tâches de réforme. L'économie cubaine est souvent archaïque et décousue, peu encline à une rationalisation des moyens de production. Guevara fait de la lutte contre la bureaucratie naissante une de ses priorités. Par ailleurs, le matériel envoyé par le bloc soviétique est souvent de mauvaise qualité ou obsolète. C'est à ce moment que Guevara commence à perdre la foi envers le modèle soviétique et stalinien qui l'animait depuis le Guatemala, pour développer sa propre vision du communisme.
Che Guevara fut aussi connu pour son austérité personnelle, ses habitudes simples, bien que vivant dans les quartiers privés de la capitale. Il déteste tout favoritisme lié au rang (comme c'était déjà le cas lors de la guérilla). Il refuse ainsi une augmentation de salaire lorsqu'il est nommé ministre, préférant garder sa paye de « commandante » de l'armée. Cette austérité se manifeste aussi par un mépris des richesses démontré à de nombreuses reprises. Ainsi, lors d'un dîner avec des responsables politiques en URSS, le repas étant servi dans de la porcelaine de valeur, le Che demande sarcastiquement à ses hôtes: « Est-ce de cette façon que vit le prolétariat en Russie ? » Certains le perçoivent ainsi comme le modèle à la fois austère et « glamour » de l'« homme nouveau ».
Lors du débarquement de la baie des Cochons en avril 1961, il organise la défense de la province de Pinar del Rio, partie de l'île la plus sensible avec La Havane. Ne participant pas directement aux combats qui ont lieu dans une autre région de l'île, il est tout de même blessé accidentellement par sa propre arme. Il se rend en Uruguay en août 1961. Le professeur Arbelio Ramírez est alors tué, le 17 août 1961, par un groupe d'extrême droite lié à la CIA, victime d'une balle destinée au Che.
À la suite de l'embargo américain, annoncé en février 1962 après la nationalisation des entreprises américaines, et à l'entrée de Cuba dans le COMECON, l'industrialisation massive est abandonnée. L'île reste un fournisseur agricole, mais cette fois-ci pour le bloc de l'Est.

#### Diplomatie internationale
Guevara joue un rôle clef dans la crise des missiles de Cuba (octobre 1962) en négociant à Moscou avec Raúl Castro auprès des Russes l'implantation de missiles balistiques nucléaires sur l'île. Che Guevara pense alors que l'installation de missiles soviétiques peut protéger Cuba de toute attaque militaire américaine. Dans une interview au journal britannique le Daily Worker quelques semaines après la fin de la crise, il déclarera tout en fulminant contre le recul soviétique, à moitié en plaisantant, que si les missiles avaient été sous contrôle cubain, il les aurait utilisés.
Le 4 juillet 1963, Che Guevara arrive en Algérie pour assister au premier anniversaire de l'indépendance du pays. Il est reçu par Ahmed Ben Bella pour une visite officielle de quatre jours, mais reste finalement 3 semaines à sillonner le pays, chaleureusement accueilli par le peuple algérien. Il visite la Kabylie, prend part à des opérations de déminage sur la frontière marocaine. Il se rendra également à Constantine où il est reçu par Chadli Bendjedid qui lui rendit hommage dans ses mémoires. Durant un trajet vers les Aurès, il a un accident de voiture qui coûta la vie à son chauffeur.

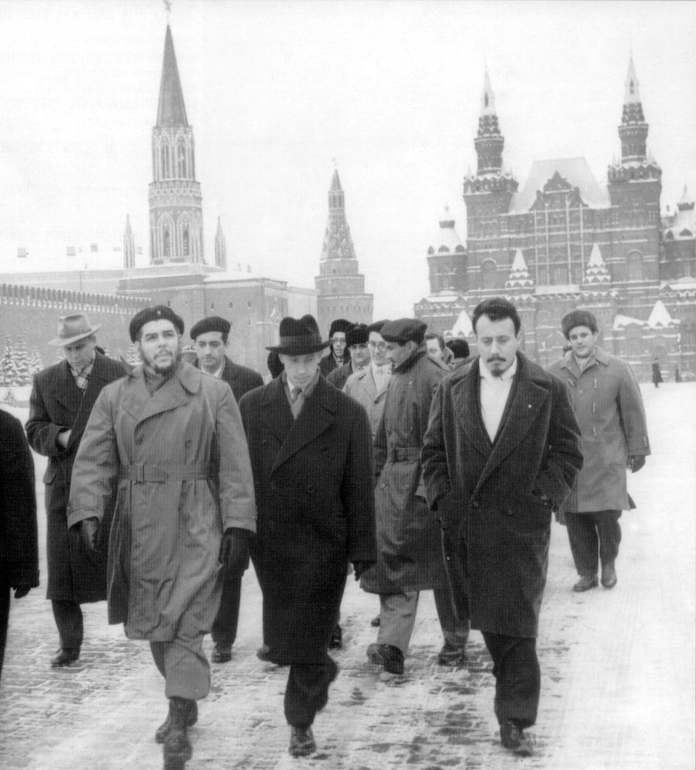
Che Guevara à Moscou, 1965.

En décembre 1964 Che Guevara voyage à New York comme chef de la délégation cubaine à l'ONU où il prononce le 11 décembre un discours à l'assemblée générale contre la politique étrangère américaine. Il condamne l'incapacité de l'ONU à affronter « la politique brutale de l'apartheid » en Afrique du sud et dénonce la politique américaine envers sa population noire. Il y déclame aussi devant une assistance stupéfaite : « Oui, nous avons fusillé, nous fusillons et nous continuerons de fusiller tant qu'il le faudra ». Il participe à une émission télé et rencontre des personnalités aussi différentes que le sénateur Eugene McCarthy, des compagnons de Malcolm X ou les Rockefeller. Le 17 décembre, il commence une tournée internationale de 3 mois au cours de laquelle il visite la Chine, l'Égypte, l'Algérie, le Ghana, la Guinée, le Mali, le Bénin, la république du Congo et la Tanzanie, avec des étapes en Irlande, Paris et Prague. À Pyongyang, il déclare que la Corée du Nord est un « modèle dont Cuba devrait s'inspirer ».
Sa visite en Chine s'est effectuée sans en référer à Fidel Castro ; il y rencontre Deng Xiaoping et la direction du Parti communiste chinois. Des films le montrent en octobre 1960 à Pékin, faisant un discours en espagnol devant une petite foule et photographié entre Zhou Enlai et Mao Zedong,.
En février 1965, il est à Alger et fait son dernier discours sur le devant de la scène internationale. L'historien Pierre Rigoulot indique que cette intervention, considérée comme son testament politique, marque son opposition à la politique soviétique des années 1960. C'est un texte pro chinois où il reprend le positionnement maoïste sur ce que Pierre Rigoulot nomme la « nouvelle aristocratie ouvrière des pays occidentaux qui perd sa conscience internationale » en acceptant de fait l'exploitation des pays indépendants. Selon le Che les pays socialistes doivent assumer financièrement les luttes d'indépendance. Par ailleurs les relations économiques entre les pays socialistes et les pays du tiers-monde, basées principalement sur les prix du marché, ne sont pas justes. Ainsi, il met en cause la politique de l'Union des républiques socialistes soviétiques : « Les pays socialistes ont le devoir moral d'arrêter leur complicité tacite avec les pays de l'Ouest exploiteurs »,. « Il n'y a pas de frontières dans cette lutte à mort. Nous ne pouvons pas rester indifférents face à ce qui se passe dans n'importe quelle partie du monde. La victoire de n'importe quel pays contre l'impérialisme est notre victoire, tout comme la défaite de quelque pays que ce soit est notre défaite ».
Pour Pierre Rigoulot c'est la visite en Chine, ennemie des Soviétiques, et non le discours d'Alger qui est « la goutte d'eau qui fit déborder le vase » pour Fidel Castro. Le discours d'Alger est reproduit dans le trimestriel Politica international, par contre la visite en Chine disparait complètement des médias, le déplacement maoïste n'a pas eu lieu.

### Disparition de la scène politique cubaine
Deux semaines après son retour à Cuba où il est accueilli par Fidel et Raúl Castro, il disparaît littéralement de la vie publique. Son activité en 1965 est un grand mystère étant donné qu'il est à l'époque considéré comme le numéro deux du gouvernement, d'autant que Che Guevara n'assiste pas au défilé du 1er mai. Un successeur au Che est par ailleurs officieusement annoncé à la tête du ministère de l'Industrie.
Les causes de sa disparition sont toujours controversées et peuvent être attribuées à diverses raisons :
- échec de l'industrialisation ;
- la pression des Soviétiques et d'une partie des responsables cubains sur Fidel. En effet, ceux-ci désapprouvaient l'alignement économique et idéologique pro-chinois du Che, surtout à une époque où se creusait le conflit sino-soviétique et où l'économie cubaine dépendait de plus en plus de l'Union soviétique. Guevara était considéré par beaucoup comme un avocat de la stratégie maoïste en Amérique du Sud. Ses détracteurs comparaient son plan d'industrialisation au Grand Bond en avant chinois ;
- d'autres suggèrent que Castro avait pris ombrage de la popularité de Guevara et commençait à le considérer comme une menace, bien qu'il l'ait utilisé au service de sa politique extérieure[150]. Ils trouvent suspectes ses explications sur sa disparition et sont surpris que le Che n'ait jamais fait une annonce publique de ses intentions.

Après la crise des missiles cubains et ce qu'il a pris comme une trahison de Khrouchtchev qui a donné son accord au retrait des missiles sans consulter Castro, Che Guevara est devenu sceptique quant au rôle de l'URSS. Comme révélé dans son dernier discours à Alger, il en est venu à la conclusion que l'hémisphère nord, mené par les États-Unis dans l'ouest et l'URSS dans l'est, exploite l'hémisphère Sud. Il soutient le Viêt Nam du Nord dans la guerre du Viêt Nam et encourage les peuples des autres pays en voie de développement à prendre les armes et à créer « de nombreux Viêt Nam ». Cependant, aussi bien Guevara que Castro sont partisans d'un « front anti-impérialiste uni » et tentent à plusieurs reprises de réconcilier l'Union soviétique et la Chine. Finalement, c'est surtout les leçons de l'échec de la guérilla de Salta rendant la perspective d'une révolution dans le Cône Sud-Américain improbable qui entraîne à nouveau Guevara sur le champ de bataille. Comme le dit Manuel Piñeiro, no 2 des services secrets cubains, à propos de la mort au combat de ses proches amis Masetti et Peña, « l'idée que pendant que cela s'était passé, lui se trouvait ici dans un bureau le perturbait ».
Pressé par les rumeurs et les spéculations internationales quant au destin du Che, Fidel Castro déclare le 16 juin 1965 que le peuple sera informé à propos du Che quand lui-même l'aura décidé. Le 3 octobre, Castro dévoile une lettre non datée, écrite par Guevara à son attention, dans laquelle il réaffirme sa solidarité avec la révolution cubaine mais déclare son intention de partir combattre à l'étranger pour la révolution. Il annonce également sa démission de tous ses postes au gouvernement, au parti et dans l'armée. Il renonce aussi à la citoyenneté cubaine qui lui a été donnée. Castro révèlera peu après qu'il savait où Guevara était mais qu'il ne le dirait pas, ajoutant que son ancien compagnon d'armes était en bonne santé.
Malgré les assurances de Castro, la destinée de Che Guevara reste un mystère et un secret bien gardé pour les deux années à venir.

### Congo

Carte de la république démocratique du Congo et zone de guérilla.

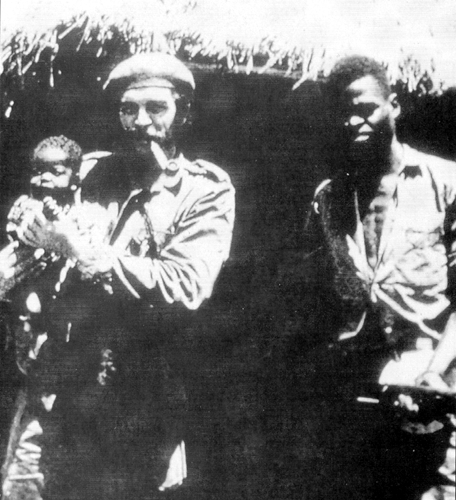
Le Che au Congo, 1965.

Pendant leur réunion durant la nuit du 14 au 15 mars 1965, Guevara et Castro se sont mis d'accord pour que le Che mène personnellement la première action militaire cubaine en Afrique subsaharienne.
Des sources mentionnent que Guevara aurait convaincu Castro de le soutenir dans son effort tandis que d'autres sources maintiennent que c'est Castro qui aurait convaincu Guevara d'entreprendre cette mission, argumentant que les pays d'Amérique latine visés n'étaient pas encore dans les conditions voulues pour y établir des focos (« foyers ») de guérilla. Castro lui-même affirmera que la dernière version était la bonne.
D'après Ahmed Ben Bella, qui était président d'Algérie à l'époque et avait beaucoup discuté avec Guevara, « La situation en Afrique semblait avoir un énorme potentiel révolutionnaire, ce qui amena le Che à la conclusion que l'Afrique était le maillon faible de l'impérialisme. C'est à l'Afrique qu'il décida de dédier ses efforts. » Gamal Abdel Nasser, président égyptien de l'époque, essaye de le dissuader pressentant un « désastre » et évoque un « Tarzan, un blanc parmi les noirs, prétendant les conduire et les protéger ».
L'opération cubaine est planifiée pour aider le mouvement marxiste Simba pro-Patrice Lumumba (dont l'assassinat en 1961 avait indigné Guevara) au Congo-Kinshasa (ancien Congo belge, futur Zaïre et actuelle république démocratique du Congo). Che Guevara, son second Victor Dreke et 12 Cubains arrivent à Baraka-Fizi au Congo le 24 avril 1965. Un contingent d'environ 100 Afro-Cubains les rejoint peu après. L'arrivée du Che est tenue secrète même pour les membres de la guérilla congolaise,.
Ils collaborent un moment avec le dirigeant Laurent-Désiré Kabila, avec qui ils organisent le maquis d'Hewa Bora, d'Ébamba et de Wimbi. Kabila aide alors les partisans de Lumumba à mener une révolte qui est éliminée en novembre de la même année par l'armée congolaise.
Guevara considère bientôt Kabila comme insignifiant et écrit : « Rien ne m'amène à penser qu'il soit l'homme providentiel ».
Bien que le Che ait 37 ans et aucune formation militaire classique (il avait été réformé du service militaire argentin à cause de son asthme, chose dont il était fier à cause de son opposition au gouvernement Perón), il a déjà fait l'expérience de la guérilla cubaine et de sa marche décisive sur Santa Clara. Des mercenaires sud-africains (sous la conduite de Mike Hoare) et des exilés cubains opposés au régime castriste travaillent avec l'armée régulière congolaise pour lutter contre Guevara. Ils réussissent à intercepter ses communications, tendent des embuscades contre les rebelles à chaque fois qu'ils tentent une attaque et coupent ses lignes d'approvisionnement,. Bien que Guevara essaie de dissimuler sa présence au Congo, le gouvernement US est informé de sa localisation et de ses activités. En effet, la National Security Agency (NSA) intercepte toutes ses transmissions grâce à l'équipement de l'USNS Valdez, un navire d'écoute de l'océan Indien.
Le but du Che est d'exporter la révolution cubaine en formant les combattants Simba à l'idéologie communiste et aux stratégies du combat de guérilla. Mais l'incompétence des rebelles congolais, leur intransigeance et leurs rivalités internes sont citées dans son journal du Congo comme les raisons principales de l'échec de la révolte. Au lieu de s'assurer le soutien des populations locales, les combattants congolais pillent parfois des villages et tuent des civils. Le commandement unique n'existe pas et les chefs locaux rivalisent entre eux pour obtenir argent et matériel qu'ils emploient pour leur profit personnel. Certains responsables de la guérilla sont même assassinés par des rivaux. Enfin, les troupes inexpérimentées croient plus en la sorcellerie qu'à l'instruction militaire des Cubains, ce qui entraînera défaite sur défaite.
Après sept mois de frustration, malade de la dysenterie et souffrant de l'asthme, débordé par les troupes de Mobutu, Guevara quitte le Congo avec les survivants cubains (six membres de sa colonne sont morts sur les 12 qui l'avaient accompagné). Ils doivent abandonner une bonne partie des combattants congolais faute de place dans les embarcations qui retraversent le lac Tanganyika. À un moment, le Che estime devoir rester seul pour combattre jusqu'au bout comme exemple pour la révolution. Il en est dissuadé par ses compagnons et deux émissaires spéciaux envoyés par Castro. Quelques semaines plus tard, quand il écrit la préface de son journal du Congo, il la commence avec les mots: « Ceci est l'histoire d'un échec ».

### Clandestinité

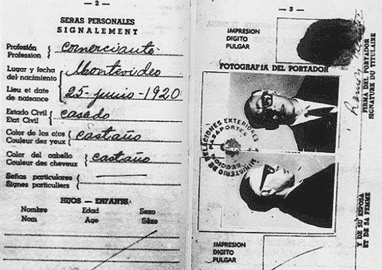
Faux passeport du Che (déguisé), au nom de Ramón Benítez Fernández créé par les services secrets cubains en 1964 pour ses voyages clandestins.

Parce que Castro a rendu publique la « lettre d'adieu » du Che dans laquelle il coupait tout lien avec Cuba pour se dédier à ses activités révolutionnaires ailleurs dans le monde (alors qu'elle n'aurait dû être dévoilée que dans le cas de sa mort), celui-ci sent qu'il ne pourra pas revenir à Cuba pour des raisons morales. Il passe les six mois suivants dans la clandestinité à Dar es Salam et Prague où il écrit ses mémoires sur le Congo et deux livres, un de philosophie et un d'économie. Il visite aussi plusieurs pays d'Europe de l'Ouest dans le but de tester une nouvelle fausse identité et les documents (passeport, etc.) créés pour lui à cet effet par le DGI, les services spéciaux cubains, en vue de son futur voyage en Amérique du Sud.
En 1966 et 1967, la localisation du Che est toujours tenue secrète. Des représentants du mouvement d'indépendance du Mozambique disent l'avoir rencontré fin 1966 ou début 1967 à Dar es Salam, où ils auraient rejeté son offre d'assistance à leur révolution. Entre mars et juillet 1966, il serait en fait en Tchécoslovaquie, avec Haydee Tamara Bunke Bider (alias Tania), à Ládví (cs), à 25 km au sud de Prague. Il y récupère, après le Congo, de son asthme, et aurait alors déclaré: « Tout ici est ennuyeux, gris et sans vie. Ce n'est pas le socialisme, mais l'échec du socialisme. »
Pendant cette période, Castro continue à demander son retour à Cuba. Guevara y consent, quittant la Tchécoslovaquie pour Cuba le 19 juillet 1966, mais à condition que sa présence y reste secrète et que son séjour serve à organiser une nouvelle révolution en Amérique latine. Afin d'éviter tout risque de fuite, il visite ses enfants déguisé, sans leur dévoiler son identité.
Le Che remue beaucoup l'idée d'entamer une guérilla en Argentine, où un coup d'État militaire mené par le général Onganía vient d'avoir lieu (juin 1966), mais en est dissuadé par Castro qui pense l'armée argentine beaucoup plus efficace que la bolivienne.
Dans un discours en mai 1967, le ministre de la Défense cubain annonce que Guevara « sert la révolution quelque part en Amérique du Sud ».

### Bolivie

#### Guérilla

Carte de Bolivie avec zone d'activité de la guérilla dirigée par Che Guevara en 1966-1967.

En 1966, la Bolivie est gouvernée par une dictature militaire dirigée par le général René Barrientos, qui a renversé dans un coup d'État le président élu Víctor Paz Estenssoro et mis fin à la révolution de 1952.
À la demande de Castro, un terrain est acheté dans la jungle de la région isolée et montagneuse de Ñancahuazú par le Parti communiste de Bolivie (es) pour servir de camp d'entraînement. Celui-ci est situé dans une zone géographique très éloignée des demandes de Guevara qui s'incline néanmoins afin de ne pas perdre de temps.
Che Guevara va décider de tester ses nouveaux faux passeports dans différents pays d'Europe, faux passeports créés par les services secrets cubains, avant de s'envoler pour l'Amérique du Sud.
Il quitte Cuba avec un passeport diplomatique accordé par le ministre des Relations extérieures de Cuba, Raúl Roa García, au nom de Luis Hernández Gálvez, fonctionnaire de l'Institut National de la Réforme Agraire. Il fait sa première escale à Moscou le 23 octobre 1966, puis prend la direction de Prague le 24 octobre avant de rejoindre Vienne en train sous le nom de Ramón Benítez Fernández, citoyen et commerçant uruguayen. À cet effet, il se rase partiellement la tête et totalement la barbe, il se teint le reste des cheveux en gris.
Il change de nouveau d'identité à Vienne pour prendre le nom Adolfo Mena González, citoyen uruguayen également, chargé par l'Organisation des États américains (OEA) d'étudier les relations économiques et sociales en Bolivie.
Il arrive à La Paz le 3 novembre 1966 en Bolivie via le Brésil avec ce passeport no 130748 et passe déguisé les différents contrôles sans encombre. Il commence son Journal de Bolivie le 7 novembre 1966. Auparavant, c'est déguisé en prêtre qu'il est allé rencontrer Juan Perón exilé à Madrid afin d'essayer d'obtenir, sans succès, l'assistance des péronistes argentins dans la guérilla bolivienne.
Le groupe de 47 guérilleros, qui prennent le nom d'Ejército de Liberación Nacional (ELN, « Armée de libération nationale ») est composé en majorité de Boliviens mais aussi de seize Cubains de l'entourage très proche de Guevara et de quelques Péruviens et Argentins. Il a quelques groupes d'appui en milieu urbain.
Peu fut accompli pour créer une véritable armée de guérilla, qui ne recueillit jamais l'adhésion de la paysannerie. Guevara pensait avoir l'assistance des dissidents locaux. Or, le PC local est plus tourné vers Moscou que La Havane et ne l'aide pas malgré ses promesses. De plus, l'inflexibilité du Che, qui refuse de laisser le contrôle de la guérilla au PC bolivien, n'aide pas à conclure un accord avec le secrétaire général Mario Monje qui vient les rencontrer clandestinement. Ce trait de caractère existait déjà lors de la campagne cubaine mais avait été adouci par la diplomatie de Castro. L'agent de liaison principal à La Paz, Haydee Tamara Bunke Bider dite « Tania », est l'unique femme du groupe, et est selon l'armée américaine une ancienne membre de la Stasi, aussi considérée comme un agent du KGB. Cette dernière aurait inconsciemment ou non aidé les intérêts soviétiques en mettant les autorités boliviennes sur la piste de Guevara. Selon Anderson et d'après ses anciens compagnons d'armes, Tania était effectivement un agent de la Stasi mais il n'y avait aucun doute en sa loyauté envers le Che et Castro, et selon d'anciens responsables soviétiques aucunement une agent du KGB.
Le 9 mars 1967, des militaires en congé et en civil allant pêcher rencontrent, sans heurts, des guérilleros, et le 11, deux déserteurs de l'ELN sont capturés, ce qui alerte le gouvernement bolivien qui demande alors l'aide des États-Unis et des pays voisins. Sur indications des déserteurs, le campement est découvert, ainsi que peu après de nombreuses caches qui contiennent documents, vivres et photos qui servent à l'identification du Che par la CIA. Les guérilleros doivent abandonner leur campement pour échapper à un encerclement de l'armée bolivienne et prendre dans leurs rangs des membres de la section de soutien urbain dont Tania, le Français Régis Debray et l'Argentin Ciro Bustos.

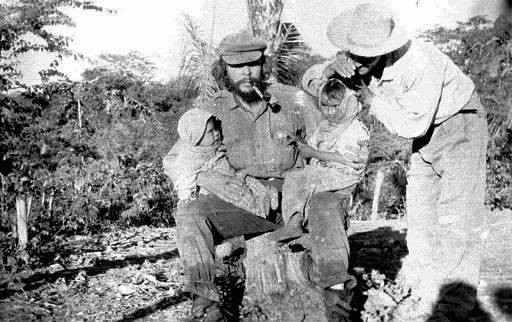
Che Guevara en Bolivie peu avant sa mort, 1967.

Le 23 mars, les forces de l'ELN sortent victorieuses de premières escarmouches contre l'armée régulière beaucoup moins expérimentée dans un terrain difficile et montagneux. Mais, les guérilleros ne disposent plus de contact radio constant avec La Havane : les deux transmetteurs fournis sont défectueux ; l'inorganisation et le manque de préparation ont amené certains historiens à soupçonner un sabotage. L'unique lien des guérilleros avec le monde n'est plus qu'un vulgaire récepteur radio. Malgré la nature violente du conflit, Guevara donne des soins médicaux à tous les soldats boliviens blessés et relâche tous les prisonniers. Une attitude tranchant avec les méthodes de l'armée gouvernementale bolivienne : pour le général Ovando « c'était sans contredit une mauvaise tactique de la part des guérilleros que de laisser une vingtaine d'hommes retourner à leur base. Ils auraient dû les abattre ».
Le Che divise ses forces le 17 avril, afin d'extraire de la zone Régis Debray et Ciro Bustos, qui ne supportent plus les conditions de vie de la guérilla, et pour qu'ils puissent transmettre des messages à Cuba et aux communistes argentins. Guevara met Juan Vitalio Acuña Núñez («Vilo») au commandement de la deuxième colonne. Les deux groupes ne peuvent se retrouver au point de rencontre prévu trois jours après, car Vilo a été obligé de se déplacer en raison de la proximité de l'armée bolivienne. En l'absence d'un lieu de rendez-vous alternatif et n'ayant aucun moyen de communication entre eux, ils ne pourront jamais se revoir.
C'est à cette période que Guevara écrit le Message aux peuples du monde qui est lu à la réunion tricontinentale (Asie, Afrique et Amérique latine) à Cuba, et qui contient ses affirmations les plus radicales : il y propose une guerre mondiale ouverte contre les États-Unis, contredisant clairement la coexistence pacifique prônée par l'Union soviétique et les partis communistes qui suivent Moscou. Le Che entame son adresse avec une de ses phrases les plus célèbres : « Créer deux, trois… de nombreux Viêt Nam, telle est la consigne »,.
L'ELN est durement frappé le 20 avril lorsque Régis Debray et Ciro Bustos sont capturés. Debray est passé à tabac les premiers jours de sa détention, mais jamais torturé au sens propre. Personne à aucun moment n'a touché un cheveu de Bustos,,. C'est au bout de trois semaines, après avoir sciemment parlé dans le vide de façon à ne livrer aucune information concrète, que Debray admet les évidences, à savoir la présence du Che, déjà reconnue par Bustos, les déserteurs et le guérillero Vasquez Viana, arrêté le 28 avril et victime d'un subterfuge. Même après la rupture politique de Debray avec le régime cubain, Manuel Piñeiro, le chef des Services secrets cubains, reconnaît que ce dernier n'a fait que « confirmer la présence du Che en Bolivie », et qu'« il ne serait pas correct de ma part de rendre Debray responsable de la localisation de la guérilla, et encore moins de la mort du Che ». Quant à Fidel Castro, qui avait déjà évoqué « l'attitude ferme et courageuse » de Debray dans sa préface au Journal du Che (1968), il répète dans sa Biographie à deux voix l'avoir envoyé lui-même en mission en Bolivie, et ne lui fait reproche de rien. Debray a lui-même, dans sa Déclaration devant le Conseil de Guerre, révélé et stigmatisé la présence de la CIA dans ses interrogatoires et les propositions qui lui furent faites de se renier en échange d'une libération « rapide et discrète ».

La route du Che. La ligne pointillée indique le chemin du groupe de guérilleros dirigés par Guevara jusqu'à son exécution. C'est aujourd'hui un circuit touristique et de commémoration.

Guevara pense avoir uniquement affaire à l'armée bolivienne, mal entraînée et mal équipée. Cependant, quand le gouvernement américain apprend sa localisation, la CIA et les Special Forces (incluant un bataillon de United States Army Rangers basé non loin de la zone de guérilla) sont envoyés pour entraîner et soutenir les militaires boliviens,. En mai, l'armée arrête les paysans soupçonnés d'aider les guérilleros, après avoir retiré des hôpitaux environnants tous les médicaments contre l'asthme.
De nombreux combats ont lieu durant l'été. Le 1er août, la CIA envoie deux agents cubano-américains pour renforcer la recherche de Guevara, Gustavo Villoldo et Félix Rodríguez, qui avait déjà participé à l'invasion de la Baie des Cochons. Le 31, la colonne de Vilo Acuña qui inclut Tania est prise dans une embuscade alors qu'elle traverse une rivière : Restituto Cabrera est le seul survivant, mais il est capturé et exécuté sommairement le 4 septembre. Leurs corps sont d'abord exposés comme trophées puis enterrés clandestinement.
Le dernier contact de la partie urbaine de l'ELN est arrêté le 15 septembre, alors que le dernier membre des services secrets cubains a été inexplicablement rappelé au pays par son chef, Manuel Pineiro, pro-soviétique et opposant à Che Guevara. Contrairement à ce qui s'était passé au Congo, aucune tentative n'est faite par Cuba pour aller secourir ou aider Guevara et ses hommes. Isolée, la colonne du Che est physiquement à bout, n'a plus d'eau potable et doit parfois porter son chef qui souffre de terribles crises d'asthme. Malgré tout, Guevara a toujours la même volonté et pousse toujours ses hommes en avant, comme lors du passage d'un précipice que les autres jugent impossible, mais qu'il franchit malgré son état :

« Imbécile, il n'y a rien d'impossible dans cette vie, tout est possible, les impossibilités c'est l'homme qui les fait et c'est l'homme qui doit les dépasser ! »

Le groupe voit sa retraite coupée vers le Río Grande, ce qui l'oblige à remonter dans les montagnes vers le petit village de La Higuera où l'avant-garde est prise en embuscade et perd trois hommes le 26 septembre 1967. Les 17 survivants s'échappent une fois de plus et le 7 octobre 1967 commencent à redescendre vers le Río Grande.

#### Capture

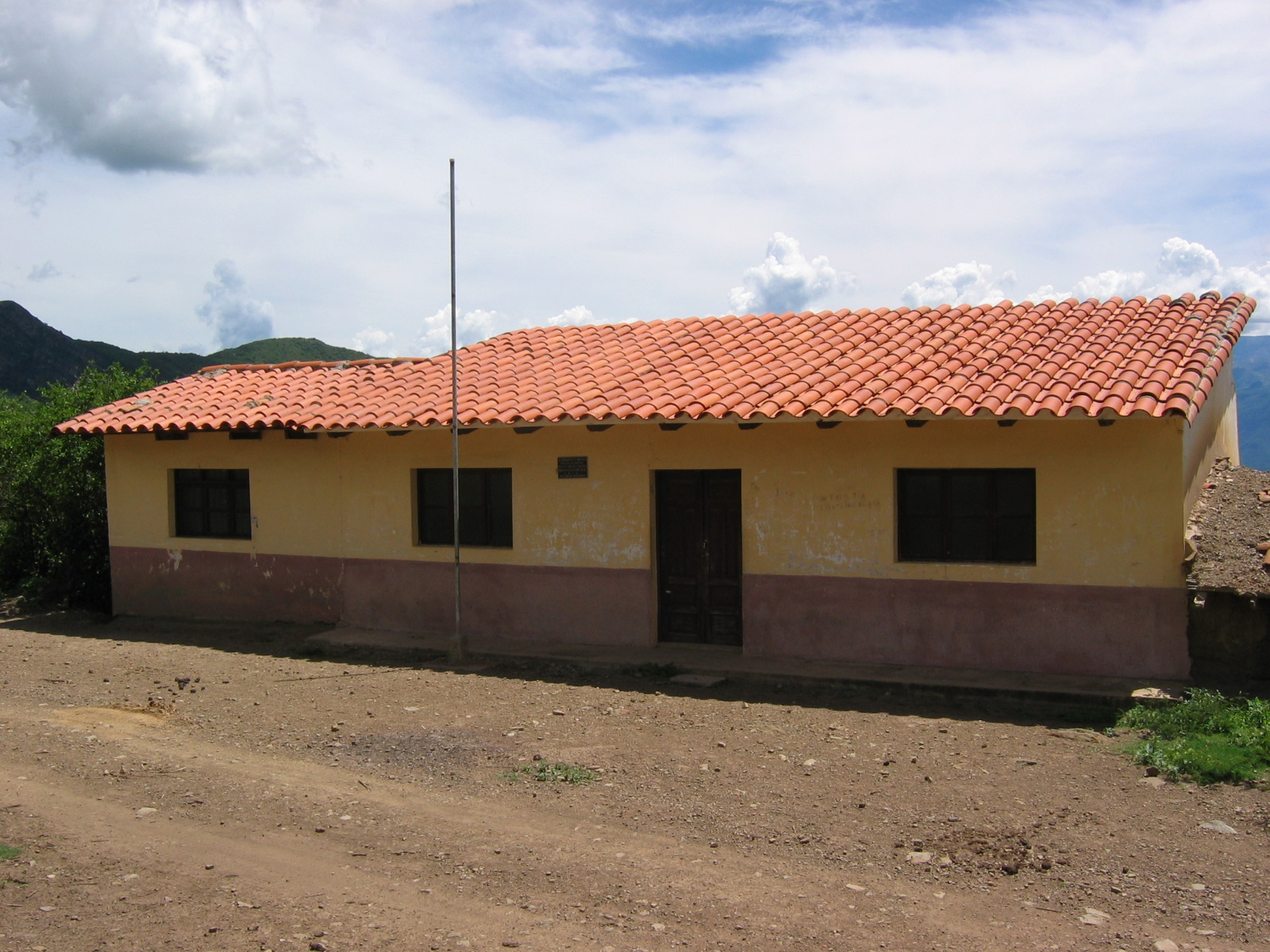
École de La Higuera où Guevara fut exécuté à 13 h 10 le 9 octobre 1967, maintenant un musée.

Les forces spéciales boliviennes apprennent par un informateur le lieu du campement de la guérilla. Plus de 1 800 soldats arrivent au village de La Higuera. Le 8 octobre 1967, le campement est encerclé dans le ravin de Quebrada del Yuro ; Guevara ordonne de diviser le groupe en deux, envoyant les malades en arrière et demeurant avec le reste des guérilleros pour retenir les troupes boliviennes.
Après trois heures de combat, le Che est capturé avec Simón Cuba Sarabia. Il se rend après avoir été blessé aux jambes et avoir vu la culasse de son fusil détruite par une balle. Selon les soldats boliviens présents, il aurait crié : « Ne tirez pas, je suis Che Guevara et j'ai plus de valeur pour vous vivant que mort » ou « Il vaut mieux que vous ne me tuiez pas, je suis le Che ». Cette déclaration est en totale contradiction avec le comportement du Che lors de la guérilla cubaine qu'il voulait toujours exemplaire, mais pourrait être expliquée par le fait qu'il pensait que la situation était sans issue. Une autre version de sa capture indique que ce n'est qu'une fois arrêté qu'il aurait simplement murmuré « Je suis Che Guevara » pendant que les soldats cherchaient la confirmation des identités de leurs prisonniers dans la documentation fournie par la C.I.A. et les services secrets boliviens. Le groupe de guérilleros est dispersé. Trois hommes sont morts et un autre gravement blessé, les autres sont capturés ou tués par l'armée les jours suivants. Cinq parviennent finalement à atteindre la frontière chilienne et sont alors protégés et évacués par le sénateur socialiste Salvador Allende, après avoir dû achever un de leurs compagnons grièvement blessé par l'armée bolivienne. Selon Harry Villegas (« Pombo »), un des survivants, si Guevara avait choisi de fuir avec eux, il aurait survécu.
Quand il est emmené et qu'il voit des soldats boliviens qui ont été aussi blessés dans l'affrontement, Guevara propose de les soigner, mais son offre est refusée par l'officier responsable. Les deux prisonniers sont emmenés dans une école abandonnée dans le village voisin de La Higuera. Les corps des autres guérilleros y sont entreposés et Juan Pablo Chang Navarro, capturé le lendemain, y est détenu au milieu des cadavres.

#### Exécution
Le 9 octobre au matin, le gouvernement de Bolivie annonce la mort de Che Guevara la veille dans des combats. Au même moment arrivent à La Higuera le colonel Joaquín Zenteno Anaya et l'agent de la CIA Félix Rodríguez.
À 13 heures, le président Barrientos Ortuño donne l'ordre d'exécuter les guérilleros. Même s'il n'a jamais justifié sa décision, des collaborateurs pensent qu'il ne voulait pas d'un procès public qui aurait fâcheusement attiré l'attention internationale sur la Bolivie, comme cela venait d'être le cas lors du procès Debray. Il ne voulait pas non plus que le Che soit condamné à une peine de prison et qu'il puisse être relâché, comme Castro en son temps.
Il existe des doutes et de nombreuses versions sur le degré d'influence de la CIA et des États-Unis dans cette décision. Le président Barrientos voit l'ambassadeur des États-Unis la veille de l'exécution du Che. Des documents de l'agence déclassifiés sous la présidence de Bill Clinton montrent que la CIA voulait éviter que l'aventure de Guevara en Bolivie se termine par sa mort, mais d'autres sources indiquent qu'au contraire la CIA aurait fait pression pour que Guevara soit fusillé.
De même, plusieurs versions existent pour désigner celui qui a donné l'ordre d'exécuter Guevara. Selon certaines sources, c'est l'agent Rodríguez qui reçoit l'ordre d'exécuter Guevara par radio de Zenteno et le transmet aux officiels boliviens présents sur place. Selon d'autres témoignages, dont celui du Pentagone, c'est le capitaine Gary Prado Salmón, chef des rangers boliviens, qui a décidé d'exécuter le Che. Selon d'autres biographes, le supérieur de Gary Prado Salmon, le colonel Zenteno, lui a donné l'ordre sur instruction de Barrientos. Rodriguez raconte qu'il a reçu l'ordre de maintenir Guevara vivant pour l'interroger lorsque la CIA a appris sa capture ; un hélicoptère et un avion étaient affrétés pour pouvoir l'amener au Panama, mais le colonel Joaquin Zenteno, commandant les forces boliviennes, dit qu'il n'avait d'autre choix que d'obéir à ses supérieurs.
Rodríguez donne des instructions pour l'exécution à Mario Terán, un sergent de l'armée bolivienne, afin que les blessures infligées à Guevara aient l'air d'avoir été reçues au cours du combat et qu'elles ne le défigurent pas. Selon les versions, Teràn avait été désigné pour tuer Guevara par le hasard d'un tirage à la courte paille parce qu'une querelle sur qui aurait ce « privilège » avait eu lieu dans la troupe, ou sur ordre direct du colonel Zenteno. Dans le récit de Rodriguez, c'est lui qui annonce son exécution à Che Guevara. Ce dernier lui confie un message pour sa femme, les deux hommes s'embrassent puis Rodriguez quitte l'école. Cette version est contestée par le chef des forces spéciales boliviennes, le capitaine Gary Prado Salmón, qui souligne au contraire que Rodriguez n'avait eu qu'un seul échange avec Guevara : Rodriguez avait menacé le Che qui lui avait en réponse craché au visage en l'accusant d'être un traître.
Entretemps, de nombreuses personnes viennent rendre visite à Guevara, dont l'institutrice du village qui lui apporte à manger et relatera un échange avec le Che lors de leur dernière rencontre : « Pourquoi avec votre physique, votre intelligence, votre famille et vos responsabilités vous êtes vous mis dans une situation pareille ? Pour mes idéaux ».
Peu avant le Che, Simeón Cuba et Juan Pablo Chang ont été exécutés sommairement. En 1977, la revue Paris Match publie un entretien avec Mario Terán qui relate les derniers instants de Che Guevara :

« Je suis resté 40 minutes avant d'exécuter l'ordre. J'ai été voir le colonel Pérez en espérant que l'ordre avait été annulé. Mais le colonel est devenu furieux. C'est ainsi que ça s'est passé. Ça a été le pire moment de ma vie. Quand je suis arrivé, le Che était assis sur un banc. Quand il m'a vu il a dit : « Vous êtes venu pour me tuer. » Je me suis senti intimidé et j'ai baissé la tête sans répondre. Alors il m'a demandé : « Qu'est ce qu'ont dit les autres ? » Je lui ai répondu qu'ils n'avaient rien dit et il m'a rétorqué : « Ils étaient vaillants ! ». Je n'osais pas tirer. À ce moment je voyais un Che, grand, très grand, énorme. Ses yeux brillaient intensément. Je sentais qu'il se levait et quand il m'a regardé fixement, j'ai eu la nausée. J'ai pensé qu'avec un mouvement rapide le Che pourrait m'enlever mon arme. « Restez calme – me dit-il – et visez bien ! Vous allez tuer un homme ! ». Alors j'ai reculé d'un pas vers la porte, j'ai fermé les yeux et j'ai tiré une première rafale. Le Che, avec les jambes mutilées, est tombé sur le sol, il se contorsionnait et perdait beaucoup de sang. J'ai retrouvé mes sens et j'ai tiré une deuxième rafale, qui l'a atteint à un bras, à l'épaule et dans le cœur. Il était enfin mort. »

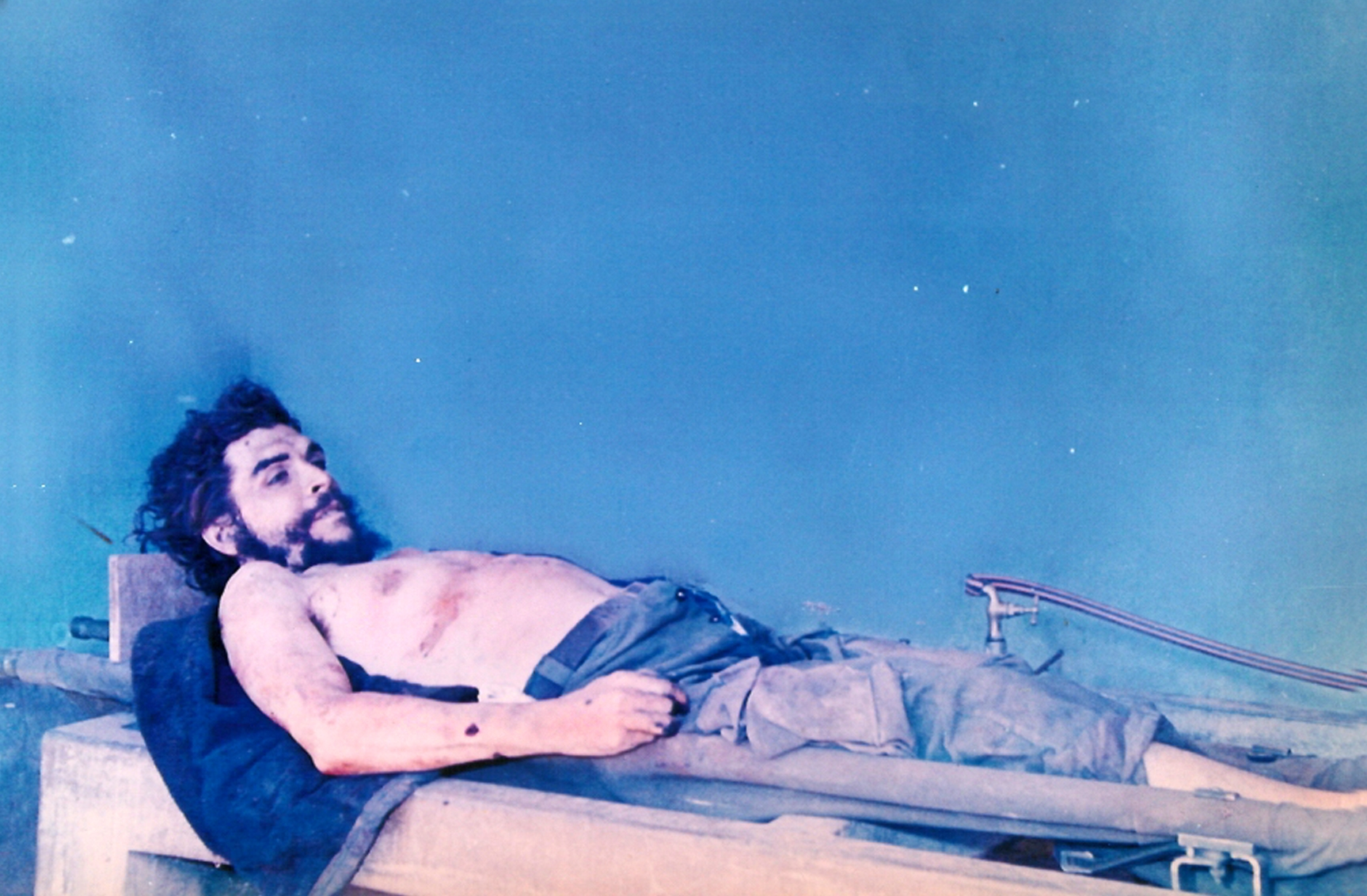
Exposition du corps de Che Guevara à Vallegrande. Photo prise par un agent de la CIA, 10 octobre 1967.

Son corps et ceux des autres guérilleros morts sont emmenés par l'armée bolivienne avec l'aide d'officiers américains et d'agents de la CIA en hélicoptère à Vallegrande, où ils sont exposés pour les medias du monde entier dans la buanderie de l'hôpital local, transformée en morgue,. Des centaines de personnes, soldats, civils et curieux, viennent voir le corps. Les nonnes de l'hôpital et les femmes de la ville notent sa ressemblance avec les représentations de Jésus et coupent des mèches de ses cheveux pour s'en faire des talismans. Les photographies qui sont prises du Che aux yeux ouverts donnent naissance à des légendes telles que San Ernesto de La Higuera et El Cristo de Vallegrande. Un culte religieux du Che lié au catholicisme apparaîtra au début des années 1990 dans les régions de Vallegrande et de La Higuera, avec des messes dites en son nom.

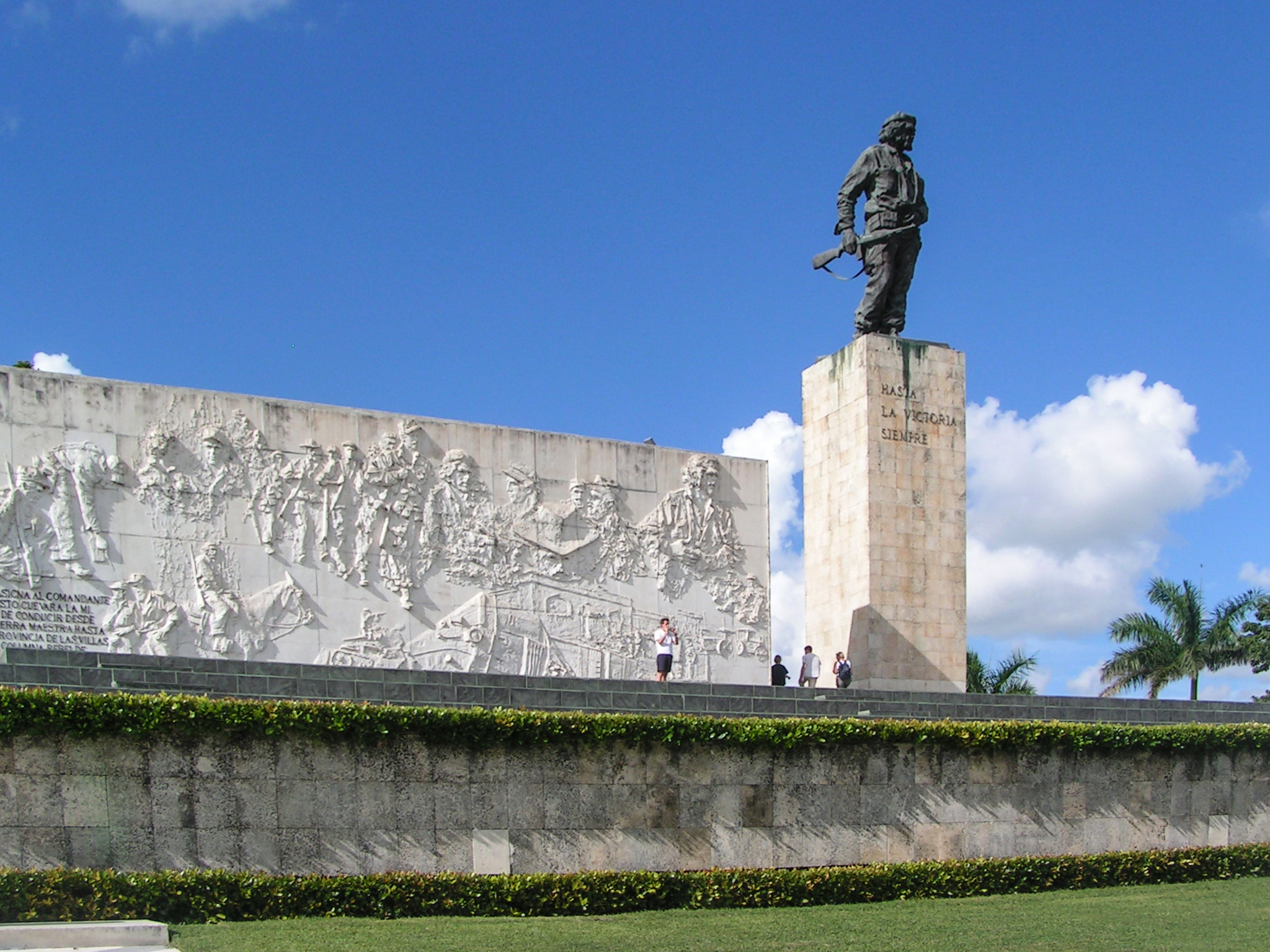
Mausolée de Che Guevara.

Lors de l'autopsie, le colonel Roberto Quintanilla Pereira, chef des services secrets du ministère bolivien de l'Intérieur en 1967, exige du médecin militaire qu'il ampute le corps de ses deux mains afin de garantir une identification précise.
Les officiers boliviens transfèrent et inhument ensuite les dépouilles le 11 octobre dans un endroit tenu secret afin d'éviter qu'il ne devienne un lieu de pèlerinage.

#### Épilogue
Après son exécution, les militaires boliviens et Félix Rodríguez se partagent les possessions du Che, y compris deux montres (dont une Rolex qui avait été remise au Che par un de ses compagnons mourant) et le journal de Guevara en Bolivie qui disparaît pendant des années. Aujourd'hui certaines de ses affaires, y compris sa lampe torche, sont exposées au siège de la CIA. Le 15 octobre 1967, Castro reconnaît la mort de Guevara et proclame trois jours de deuil national. Sa mort est perçue sur le moment comme un coup sévère porté à la révolution sud-américaine et au tiers monde.
Le 21 novembre 1995, Mario Vargas Salinas, général bolivien à la retraite, déclare au New York Times que le Che « est enterré sous la piste d'aviation de Vallegrande ». En juin 1997, des géologues cubains et des anthropologues judiciaires argentins exhument les ossements de sept personnes dans une fosse commune de l'aéroport de Vallegrande. Le médecin cubain responsable de l'opération identifie le corps du Che dont la dépouille est renvoyée à Cuba en juillet 1997. Les journalistes Bertrand de La Grange et Maite Rico pensent qu'il s'agit d'une invention de Fidel Castro pour relancer la mystique révolutionnaire. Ces enquêteurs observent notamment que l'analyse de l'ADN qui devait confirmer son identification n'a jamais été réalisée. Ils notent également l'étrange conjoncture du retour de la dépouille à Cuba à la veille de la commémoration du trentième anniversaire de la mort du héros et du cinquième congrès du Parti communiste cubain.
Ces sept corps attribués au Che et à six de ses compagnons d'armes de Bolivie reposent désormais dans un mausolée situé dans la ville de Santa Clara après des funérailles de héros national.

## Personnalité
La plupart des biographies montrent que la personnalité de Che Guevara est bien plus complexe et contrastée que le portrait de révolutionnaire romantique qu'en font certains de ses partisans ou que l'image de monstre sanguinaire qu'en donnent ses détracteurs.

### Exemplaire ou arrogant?

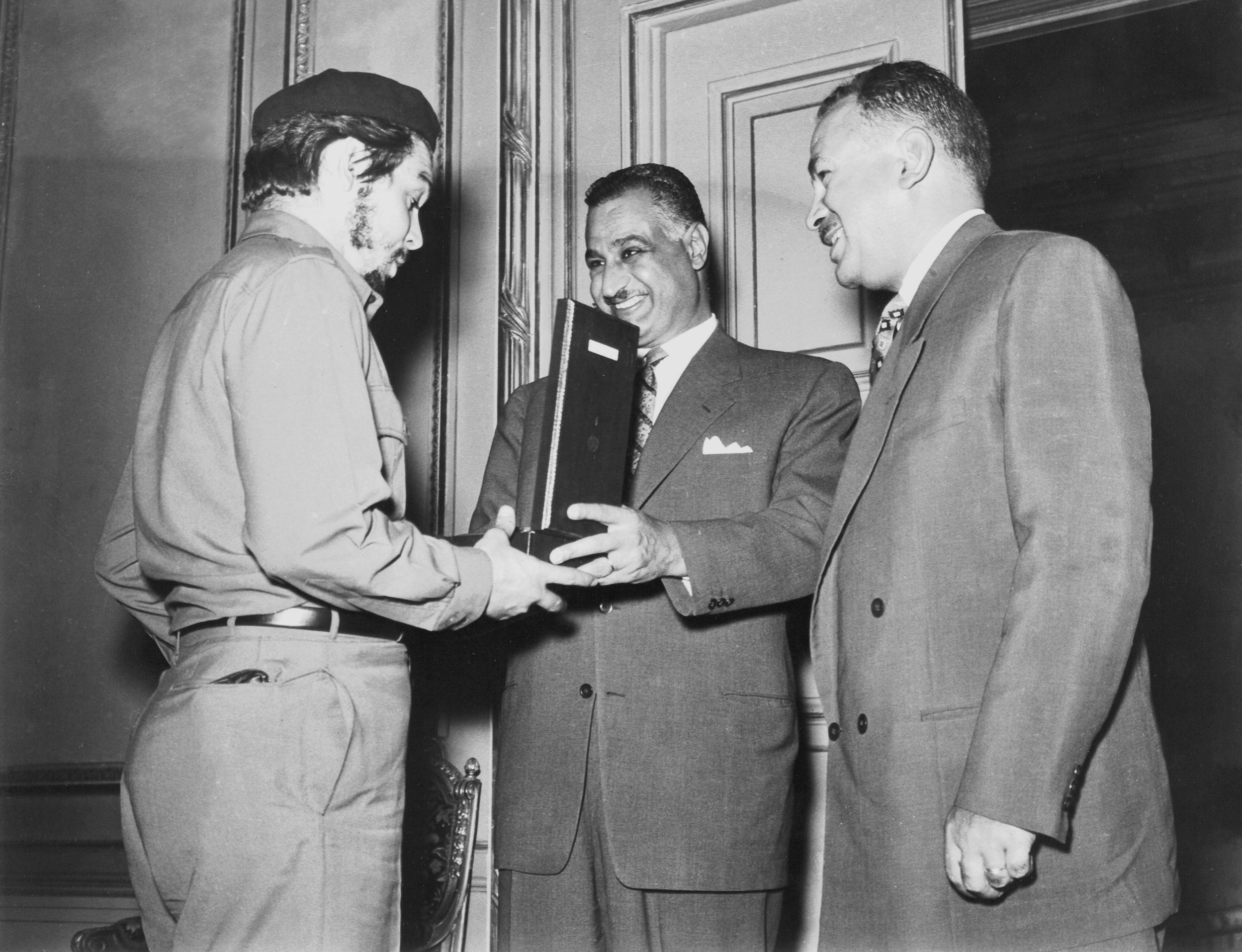
Che Guevara et Gamal Abdel Nasser, 1965.

Le Che était obsédé par le fait de montrer l'exemple en tout point pour lui-même et pour ses hommes. Non seulement en se surpassant physiquement comme il le faisait en luttant constamment contre son asthme dans les jungles des différentes guérillas (et en fumant le fameux havane), mais aussi en s'assignant lui-même les missions les plus dangereuses - son groupe de guérilla à Cuba était baptisé pelotón suicida (commando suicide) -, les travaux les plus durs et la discipline la plus sévère. Il commente au président Nasser lors d'un voyage officiel en Égypte :

« Le moment décisif dans la vie de chaque homme est quand il doit décider d'affronter la mort. S'il lui fait face, il sera un héros, qu'il réussisse ou non. Cela peut être un bien ou un mal politique, mais s'il ne se décide pas à l'affronter, jamais il ne cessera d'être seulement un politicien. »

Il rejetait les privilèges, même les plus anodins, qui auraient pu le favoriser vis-à-vis de ses hommes et continua de même lorsqu'il devint ministre : « On commence comme cela, avec des petits privilèges, et ensuite on s'habitue et on justifie des privilèges de plus en plus grands, jusqu'à ce que le dirigeant se transforme en un assisté insensible aux besoins des autres ».
Le fait de pouvoir incarner cet exemple lui fit développer une certaine impatience envers les moins doués ou les moins motivés, ce qui peut s'interpréter comme de l'arrogance. Il passait toutefois beaucoup de temps au cœur de la Sierra Maestra à apprendre à lire et écrire à des guérilleros souvent analphabètes.

### Impitoyable et humain, idéaliste et extrémiste

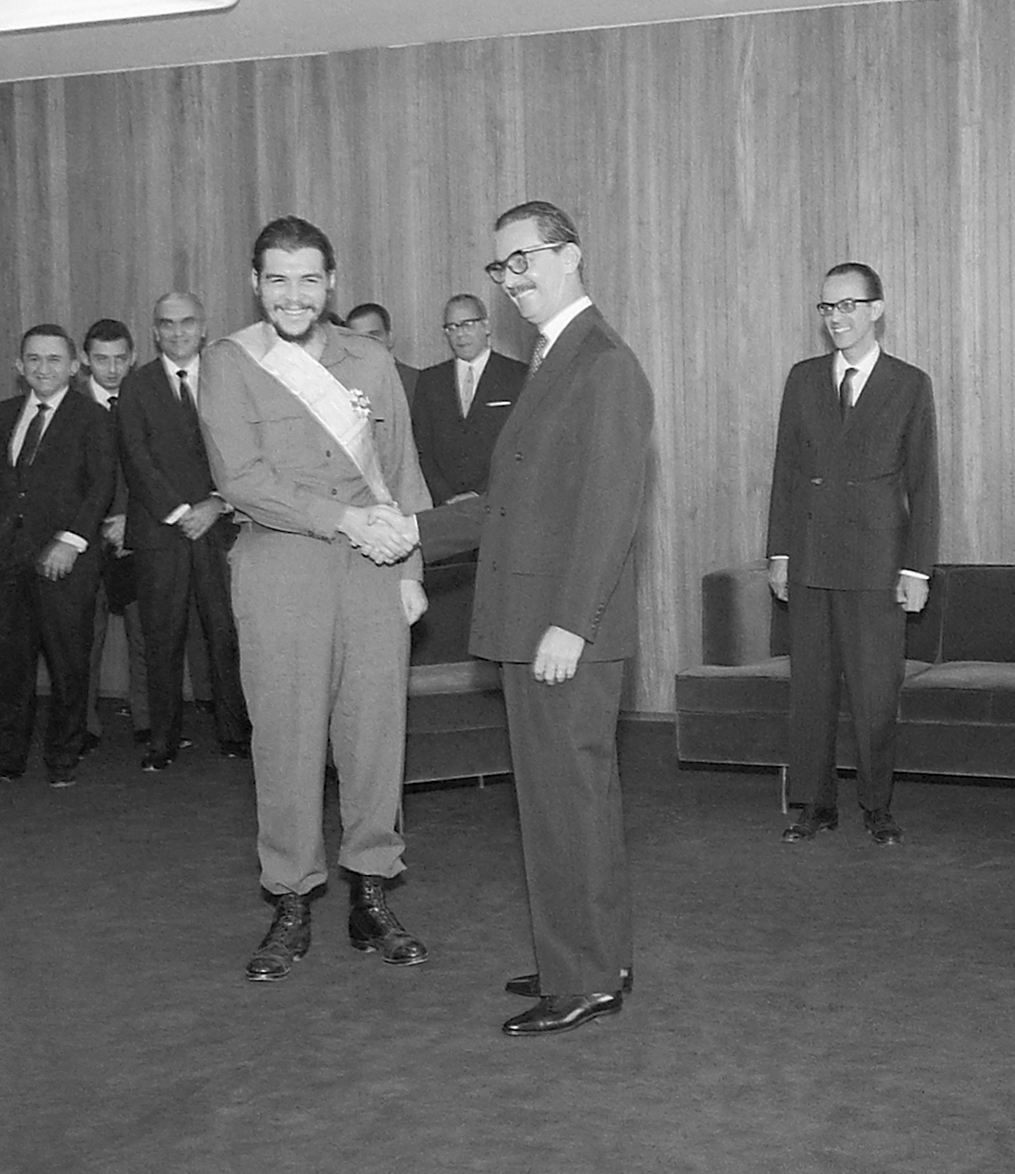
Le président brésilien Jânio Quadros a décoré Ernesto Guevara avec l'Ordre de la Croix du Sud, 1961. Archives nationales (Brésil).

Che Guevara était l'adepte de solutions extrêmes dans la défense de ses idées et pas seulement en théorie.
Toujours au nom de l'exemple, il se chargea de l'exécution de membres de la guérilla condamnés pour trahison par les guérilleros. Fidel Castro lui confia le commandement du tribunal révolutionnaire de la Cabaña chargé de juger les responsables du régime de Batista car il savait que Guevara ne montrerait aucune clémence, la sentence de ceux condamnés pour exactions ou tortures était presque toujours la mort. Pour Huber Matos, un ancien révolutionnaire condamné pour trahison, « Je crois qu'en définitive cela lui plaisait de tuer des gens ».
Pour le Che, sa conduite était dictée, selon lui, par la révolution mondiale qui était une véritable lutte à mort contre l'impérialisme. Il était prêt à se sacrifier lui-même pour son monde meilleur, comme il l'exigeait de ses hommes, et Fidel Castro le réprimanda plusieurs fois pendant la guérilla cubaine à cause des risques qu'il prenait. Selon lui, Guevara avait un « mépris absolu du danger », et était « extraordinairement agressif » dans les combats et que cela était son talon d'Achille. Comme il l'écrivit dans son message d'avril 1967 à la Tricontinentale, Guevara voyait comme indispensable « la haine comme facteur de lutte ; la haine intransigeante de l'ennemi, qui permet à l'être humain de dépasser ses limites, et le transforme en une efficace, violente, sélective et froide machine à tuer »,.
À l'opposé, Che Guevara montrait de l'humanisme envers les soldats ennemis prisonniers ou blessés au combat et les soignait comme ses propres hommes, depuis les débuts de la révolution cubaine jusqu'à la veille de son exécution en Bolivie où même prisonnier et blessé, il proposa ses services de médecin à ses geôliers,. Son biographe Michael Löwy note que Guevara ne répond pas à la personnalité assoiffée de sang présentée par la propagande anti-guévariste et décrit un épisode « typique » de sa personnalité où Guevara « peut voir passer les gens de l'armée depuis l'embuscade où il est posté. Un camion de l'armée passe avec des soldats dedans, le Che se prépare à tirer, il n'y a pas beaucoup de risques, il est en haut, ils sont en bas, mais il voit qu'ils ont froid, ils ont mis une couverture et il a pitié, il a eu pitié. Alors, voilà le bourreau assoiffé de sang ».

### Communiste et électron libre

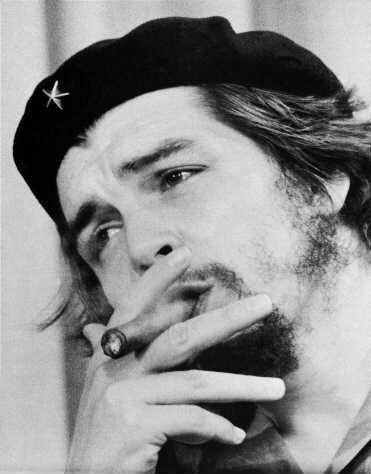
Che Guevara fumant un havane, 1961.

Bien que fervent marxiste, Che Guevara défendait la particularité de ses idées et leur application contre Fidel et Raúl Castro ce qui valut de nombreuses disputes. Il était contre l'alignement sur le bloc soviétique, contre la bureaucratie naissante à Cuba (mais pour la centralisation), contre le gaspillage, contre l'exploitation du tiers monde et contre les privilèges.
Il employait un ton et un discours franc et direct mais dénué de toute diplomatie et de calcul politique. Ceci lui attira de nombreux partisans mais lui créa aussi de nombreux ennemis. Si à Cuba l'habileté politique de Fidel Castro permit de rattraper ce trait de caractère, ce fut une des causes de ses échecs au Congo et en Bolivie.

### Provocateur et spirituel
Martha Frayde le décrit comme toujours voulant « épater », cherchant à se faire « remarquer ». « Il était joueur, il jouait avec tout, avec le pouvoir, la Révolution ».
Le Che ponctuait souvent de remarques humoristiques et provocatrices ses déclarations ou conversations privées ou officielles. Ainsi, en tant que ministre de l'Industrie, il termina une de ses lettres (adressée à un psychiatre ayant édité une revue médicale spécialisée en deux fois plus d'exemplaires qu'il n'y avait de médecins à Cuba, alors que le papier manquait cruellement) par la phrase :

« La revue est bien, le tirage intolérable. Crois-moi, parce que les fous disent toujours la vérité. »

Lorsque sa deuxième fille Aleida naît, Guevara est en voyage officiel à l'étranger. Au télégramme qui lui annonce : « Félicitations Commandant, c'est une fille », il fait une réponse à sa femme reflétant son humour argentin « Si c’est une fille, jette-la par-dessus le balcon ! ».
Même la dernière page de son journal de Bolivie reflète cet humour, dans cet ultime cas désespéré. Deux jours avant sa mort, alors que ses hommes et lui sont encerclés, affamés et épuisés, il écrit : « Les onze mois de notre commencement de guérilla se terminent sans complications, bucoliquement… ».

## La pensée de Che Guevara

### La révolution

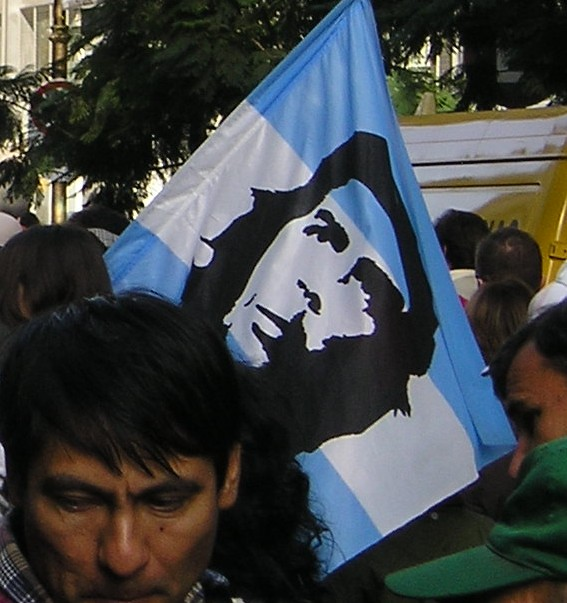
Manifestation en Argentine le 25 mai 2006.

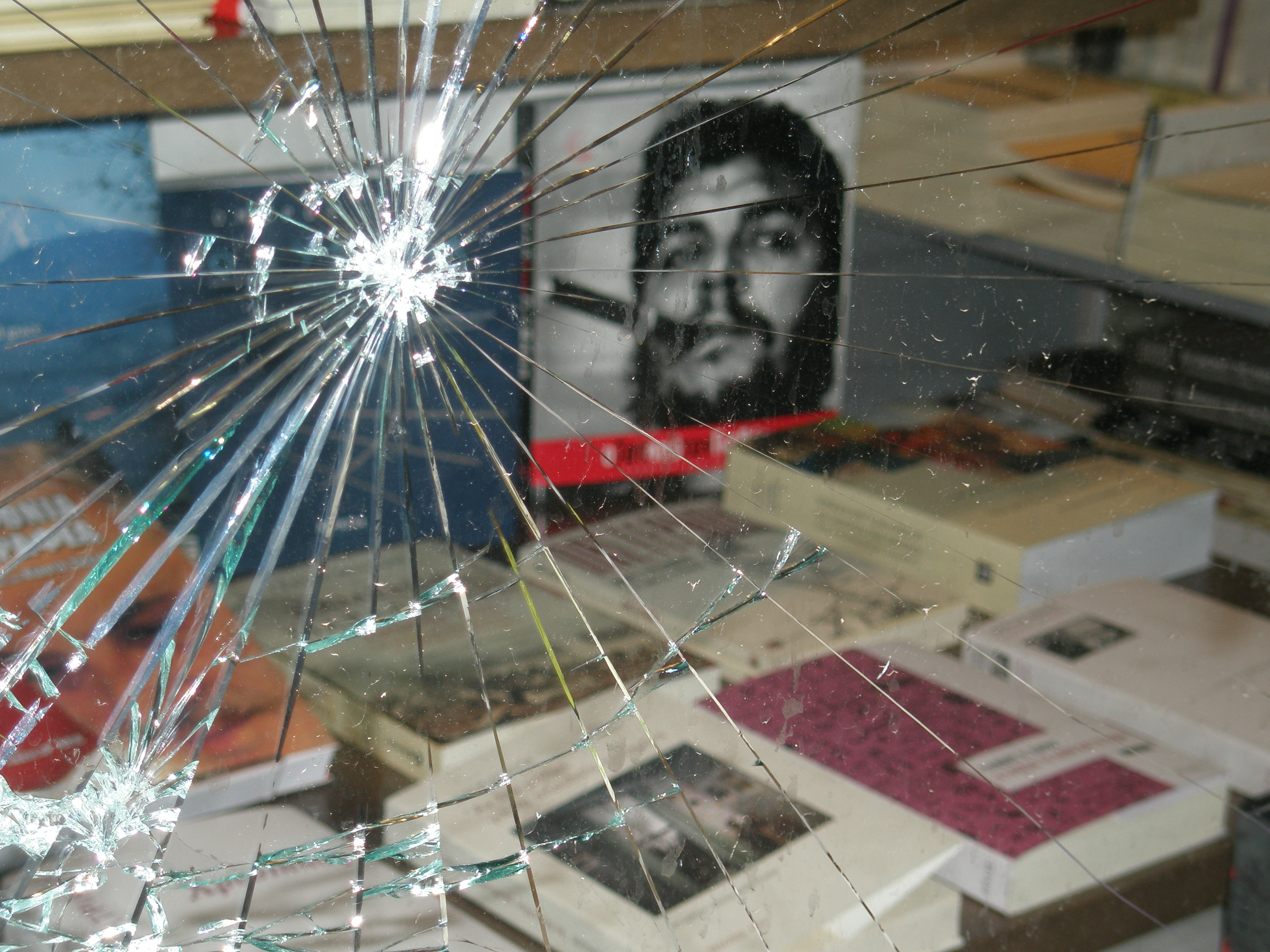
Librairie après une émeute à Athènes en 2008.

Che Guevara considérait la lutte armée et la révolution socialiste comme le seul moyen d'améliorer les conditions de vie des pauvres d'Amérique latine, exploités par les États-Unis selon lui, ainsi que par ce qui restait de l'état d'esprit colonial chez les classes dirigeantes et les latifundistas (« grands propriétaires terriens ») de ces pays, eux-mêmes complices pour lui de l'exploitation capitaliste et de l'impérialisme américain, dont ils tiraient profit pour maintenir leur domination de classe sur les masses populaires le plus souvent indigènes. Ce qui revient à situer sa pensée et son analyse des conditions de vie des peuples d'Amérique latine, constatées lors de ses deux grands voyages de 1951 et 1953, dans une perspective clairement marxiste, teintée d'indigénisme de deuxième génération (c'est-à-dire envisageant la question sociale amérindienne du point de vue indigène lui-même, dans la lignée de José Carlos Mariátegui, et de José María Arguedas,). Son point de vue révolutionnaire suivait donc ceux de Karl Marx et Lénine, qu'il avait étudiés exhaustivement, mais il en différait quelque peu pour ce qui est de la méthode et de la chronologie révolutionnaire (de même que Lénine a adapté le marxisme aux conditions objectives de la révolution russe).
Ainsi, il a élaboré une conception ― à la fois théorique et pratique ― de la révolution, qu'il a résumée dans le terme de foquismo, qu'on peut traduire en français par « foquisme » ou « focalisme », néologisme dérivé du substantif foco (« foyer »), conception qu'il a développée dans son ouvrage de La guerre de guérilla (1960),. Cette théorie guévariste de la révolution consiste à allumer simultanément puis à fédérer plusieurs foyers de rébellion rurale pour créer, par l'insurrection, les conditions politiques d'une révolution, et cela avant même l'avènement d'un parti révolutionnaire de masse, pourtant nécessaire et préalable à la lutte armée contre l'oppression coloniale et capitaliste selon la pensée de Marx et la vulgate communiste.
Che Guevara espérait que dans ce livre, — qu'il considérait comme une sorte de manuel méthodologique de la révolution par la guérilla —, tous les groupes armés insurgés marxistes du monde des années 1950 et 1960 trouveraient leur inspiration pour ouvrir « au moins un Vietnam dans chaque continent ». On sait en fait que ce livre a aussi été utilisé a contrario par la CIA et le département de la Défense des États-Unis pour former les dirigeants en place, les militaires et les groupes armés anticommunistes et contre-révolutionnaires de toute l'Amérique latine au sein de l'École militaire des Amériques, ce centre d'enseignement militaire et idéologique (réactionnaire) qu'ils avaient fondé au Panama. Guevara avait affirmé que La guerre de guérilla était donc surtout une méthode utile contre les gouvernements dictatoriaux, tout en recommandant « d’épuiser auparavant toutes les possibilités de lutte légale ».
C'est d'ailleurs cette dernière voie légale et non-violente d'accès au pouvoir du socialisme (non exclue par Guevara, mais risquée selon lui) que Salvador Allende a théorisée puis mise en œuvre au Chili avec l'Unité populaire en 1970, peu après la mort du Che donc, et qu'il appela « voie chilienne vers le socialisme », avec d'ambitieux projets tels que la nationalisation des secteurs clés de l'économie, la réforme agraire, ainsi que des réformes sociales et sociétales. Après des débuts prometteurs en termes de progression du PIB et de régression du chômage au Chili en 1971, on sait ce qu'il advint de l'expérience chilienne du socialisme légal, parce que le Chili se trouvait alors isolé dans un continent où dominaient les dictatures militaires, et au cœur des enjeux de la guerre froide, dans l'aire d'influence directe des États-Unis ; et que les forces armées chiliennes avaient bien retenu les leçons pratiques, idéologiques et économiques de l'École militaire des Amériques et des Chicago Boys néolibéraux. Le coup d'État du 11 septembre 1973, mené par Augusto Pinochet et soutenu par les États-Unis, y a mis fin tragiquement.
Mais pour Guevara en effet, peut-être plus lucide sur les rapports de force alors en place, la révolution en Amérique latine — (mais aussi en Afrique et en Asie, car pour Guevara le théâtre de la révolution, comme celui du capitalisme, est le monde entier, et particulièrement le soulèvement de l'hémisphère Sud contre le Nord oppresseur) — devait se préparer puis passer par la création de plusieurs de ces « foyers » de rébellion, peu à peu transformés en guérilla permanente, dans un pays où existaient des « conditions objectives » pour une révolution : notamment une forte disparité sociale, et un sentiment d'injustice ancestral lié à la misère, à la surexploitation et à l'oppression des populations rurales et ouvrières, généralement indigènes. Ces focos permettent pour lui de réunir les « conditions subjectives » pour un soulèvement général de la population. Il pensait qu'il y avait un lien étroit entre la guérilla, les paysans et la réforme agraire. Cette position différait de la pensée soviétique et se rapprochait des idées maoïstes. Il salua d'ailleurs le début de la révolution culturelle, ne sachant pas que celle-ci allait faire, peu après son exécution, un grand nombre de morts estimé entre 500 000 et 20 millions.
S'il admire depuis ses voyages et ses lectures le modèle soviétique et Joseph Staline, il commence à prendre avec lui ses distances, notamment en 1956 lors de l'insurrection de Budapest, qu'il regrette dans ses carnets. Et dès son passage au gouvernement cubain, il développe sa propre théorie économique communiste, pour lui plus moderne et plus adaptée aux besoins du tiers monde. Ses derniers discours furent des critiques violentes contre l'exploitation du tiers-monde par les blocs communiste et capitaliste, ce qui était à l'opposé du dogme officiel.
Il résume ainsi l'idéal et le mode de vie du révolutionnaire, qui doit rester pour lui avant tout humain :
« Permettez-moi de dire, au risque de paraître ridicule, que le vrai révolutionnaire est guidé par de grands sentiments d'amour. Il est impossible d'imaginer un révolutionnaire authentique sans cette qualité. Peut-être est-ce là un des grands drames du dirigeant. Il doit allier à un tempérament passionné une froide intelligence et prendre de douloureuses décisions sans que se contracte un seul de ses muscles. Nos révolutionnaires d'avant-garde doivent idéaliser cet amour des peuples, des causes les plus sacrées, et le rendre unique, indivisible. Ils ne peuvent descendre au niveau où l'homme ordinaire exerce sa petite dose d'affection quotidienne.

Les dirigeants de la révolution ont des enfants qui dans leurs premiers balbutiements n'apprennent pas à nommer leur père. Et des femmes qui doivent elles aussi participer au sacrifice général de leur vie pour mener la révolution à son destin. Le cadre des amis correspond strictement à celui des compagnons de la révolution. En dehors de celle-ci, il n'y a pas de vie.

Dans ces conditions, il faut avoir beaucoup d'humanité, un grand sens de la justice et de la vérité pour ne pas tomber dans un dogmatisme extrême, dans une froide scolastique, pour ne pas s'isoler des masses. Tous les jours, il faut lutter pour que cet amour de l'humanité vivante se transforme en gestes concrets, en gestes qui servent d'exemple et qui mobilisent. »
Cependant, cette vision idéale fait parfois place à la realpolitik, et la fin justifie pour lui les moyens, comme l'avait formulé Nicolas Machiavel. À une personne qui se plaignait auprès de lui à Cuba qu'un de ses amis avait été exécuté parce qu'il distribuait des tracts anticommunistes, Guevara répondit :

« Écoute, les révolutions sont moches mais nécessaires, et une partie du processus révolutionnaire est l'injustice au service de la future justice. »

Contrairement à une croyance très répandue, le Che n'était pas contre le fait qu'un parti révolutionnaire puisse se présenter à une élection. Pour lui la forme révolutionnaire devait être adaptée au moment et au lieu donné :

« Ce serait une erreur impardonnable que de sous estimer ce que peut apporter un programme révolutionnaire par un processus électoral donné. Mais il serait également impardonnable de ne penser qu'aux élections et de négliger les autres formes de lutte. »

Il estimait néanmoins que tôt ou tard, il faudrait en venir à la lutte armée car les opposants risqueraient de faire un coup d'État militarisé pour renverser le régime socialiste élu,.

### L'homme nouveau
La révolution devait selon lui également s'accomplir au niveau individuel par la création d'un « homme nouveau ». L'individu de la société révolutionnaire doit chercher une récompense morale (solidarité et bien commun) et non matérielle. Pour lui, seule la récompense morale permet d'accéder au bonheur, la récompense matérielle étant l'apanage du capitalisme. Rechercher la récompense matérielle comme c'était le cas en Union soviétique verrait l'échec de la révolution communiste. Le travail volontaire pour la communauté en plus de celui réalisé pour subvenir à ses besoins était un exemple des actions que devait entreprendre cet homme nouveau. Il permettait également aux dirigeants de rester en contact avec les réalités de la population.
Che Guevara ne cachait pas la difficulté de ce changement aussi bien au niveau individuel qu'au niveau de la société : « Abattre une dictature est facile, construire une société nouvelle est difficile ». Che Guevara est l'instigateur de l'internement administratif et extrajudiciaire qui ne repose sur aucune loi et relève du seul pouvoir discrétionnaire des cadres ou des administrateurs. Ainsi il envoie ses proches collaborateurs qui selon lui ont commis une faute dans un camp de travail à Guanahacabibes, pour une durée de quelques semaines à un mois. Ceux-ci ont la possibilité de refuser, mais doivent démissionner de leurs responsabilités au ministère. Par ailleurs, selon Régis Debray, Che Guevara envoyait les homosexuels dans les camps de travail. Guevara s'imposait à lui-même des périodes de travail dans des camps agricoles afin de donner l'exemple.

### Droit de grève et représentativité ouvrière
Che Guevara n'est pas favorable au droit de grève pour les ouvriers. Alors qu'il est ministre de l'Industrie en 1961, il indique : « Les travailleurs cubains doivent s'habituer à vivre sous un régime collectiviste et par conséquent à ne pas pouvoir faire grève ». L'universitaire Samuel Farber considère que Che Guevara avance que puisque l'État est un État ouvrier, il n'y a pas de conflits d'intérêts entre l'État et les ouvriers. Il ignore ainsi les différences de classe sociale voire la division hiérarchique du travail.
Entre 1961 et 1964, il est mis en place dans les entreprises des commissions de doléances, ses membres sont élus par les travailleurs, la direction et le ministère du travail. Ce dernier conserve par ailleurs un droit de véto sur les décisions prises. Néanmoins certaines commissions de doléances soutiennent la base contre les cadres de l'entreprise. Che Guevara critique alors cette situation, considérant que la priorité absolue est la production. Pour Che Guevara les syndicats ne doivent pas « gêner la Révolution », ils peuvent signaler des erreurs ou des dysfonctionnements mais ils n'ont pas vocation à défendre des droits : « Le meilleur dirigeant syndical est […] celui qui saisit parfaitement le processus révolutionnaire et qui, l'analysant et le comprenant en profondeur, soutiendra le gouvernement et convaincra ses camarades en leur expliquant les raisons de certaines mesures révolutionnaires ».

### Panaméricanisme et universalisme

Guevara et Granado sur l'Amazone, 1952.

Selon Che Guevara, les frontières d'Amérique latine étaient artificielles et représentaient un frein pour lutter contre l'impérialisme américain.

« nous croyons, et depuis ce voyage encore plus fermement qu’avant, que la division de l’Amérique latine en nationalités incertaines et illusoires est complètement factice. Nous sommes une seule race métissée, qui depuis le Mexique jusqu’au détroit de Magellan présente des similarités ethnographiques notables. »

Pour lui, la révolution était mondiale, elle était une lutte totale contre l'impérialisme. Dans ce contexte, la solidarité mondiale était l'élément le plus important pour un monde meilleur.

« Surtout, soyez toujours capables de ressentir au plus profond de votre cœur n'importe quelle injustice commise contre n'importe qui, où que ce soit dans le monde. C'est la plus belle qualité d'un révolutionnaire. »

## Héritage

### Culte de la personnalité

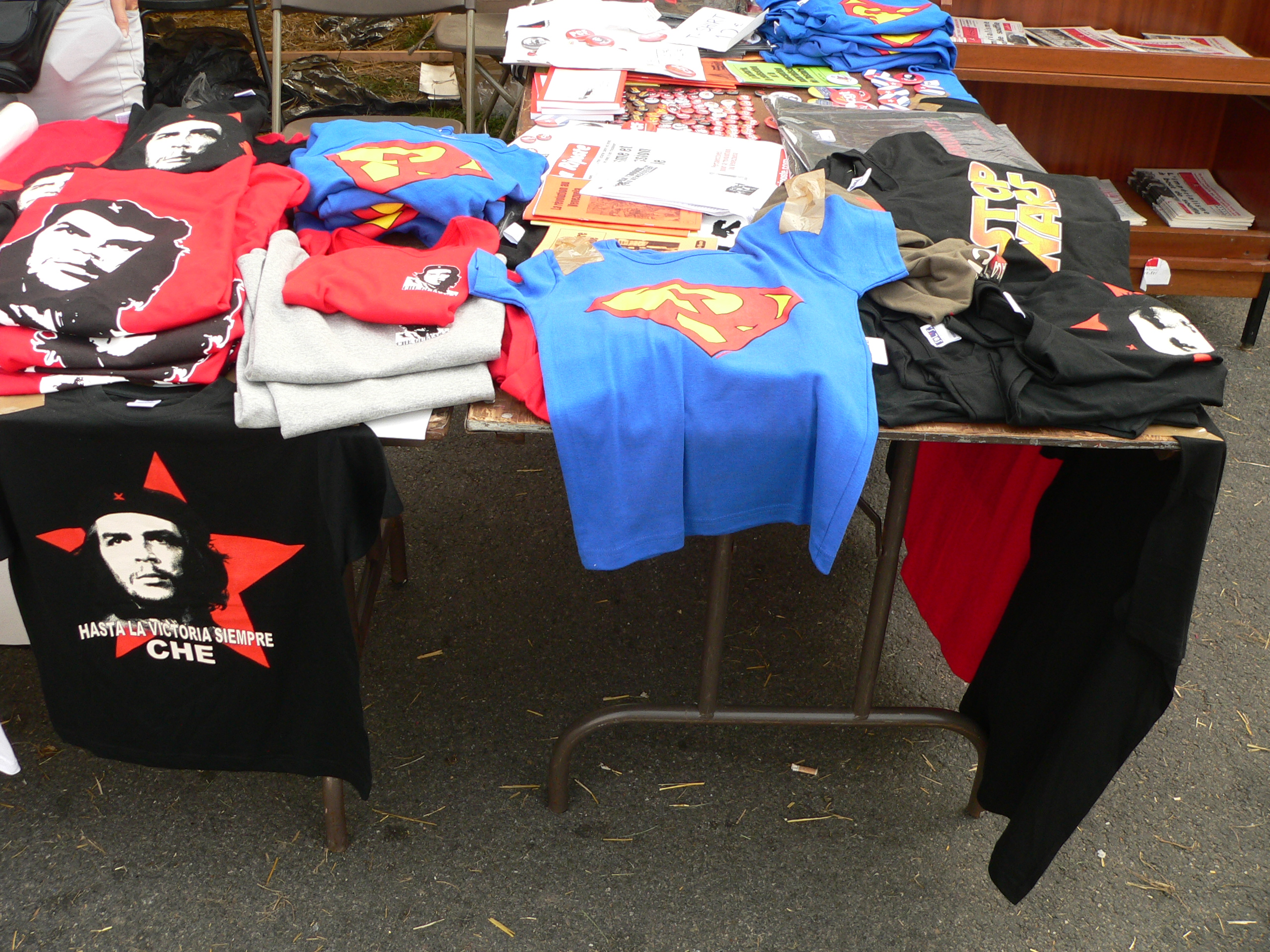
Vente de tee-shirts du Che lors de la fête de l'Humanité en 2006.

Alors que des photos du corps de Guevara étaient diffusées dans le monde entier et les circonstances de sa mort débattues, sa légende commença à s'étendre. Des manifestations contre son exécution, des articles, des hommages, des chansons et des poèmes furent écrits sur sa vie et sa mort.
Les spécialistes de l'Amérique latine conseillant le département d'État des États-Unis reconnurent l'importance de la fin « du révolutionnaire le plus glamour et ayant la réputation d'avoir connu le plus de victoires », notant que Guevara deviendrait pour les communistes et autres courants de gauche « le modèle révolutionnaire qui a rencontré une mort héroïque ». Mais les réactions sur les conséquences de la mort du Che suivaient typiquement des lignes partisanes, le département d'État américain avait finalement conclu que sa mort serait un soulagement pour les gouvernements d'Amérique latine qui redoutaient des soulèvements dans leurs propres pays.
Ces prédictions furent fondées quand Guevara devint un puissant symbole de rébellion et de révolution pendant les manifestations étudiantes globales de Mai 68. Des activistes de gauche admiraient l'apparente indifférence de Guevara aux récompenses et à la gloire et approuvaient sa justification de la violence comme nécessité pour établir l'idéal socialiste. Le slogan « Le Che est vivant ! » (Che lives!) commença à apparaître sur les murs de tout le bloc ouest, alors que Jean-Paul Sartre, une personnalité et théoricien du mouvement, décrivait Guevara comme « l'être humain le plus complet de notre époque ».
En dépit des controverses, le statut du Che comme icône populaire a continué à travers le monde et les époques, amenant à parler d'un « culte du Che » global. Une photographie de Che Guevara prise par Alberto Korda est devenue une des images les plus célèbres du XXe siècle. Transformé en graphique monochrome, le portrait fut reproduit sur toutes sortes de supports comme des tee-shirts, des posters, des tasses à café ou des casquettes, une manière plutôt ironique de faire de larges profits à partir du symbole de l'anticapitalisme. L'image de Che Guevara est à comparer à une mode globale, perdant souvent beaucoup sa connotation idéologique et politique, et le culte du Che a été parfois relativisé comme un simple « romantisme révolutionnaire adolescent ».
L'auteur Christopher Hitchens, un partisan de la révolution cubaine dans les années 1960, résuma l'héritage de Guevara ainsi : « Le statut d'icône historique du Che a été assuré parce qu'il a échoué. Son histoire est une histoire de défaite et d'isolement, et c'est pourquoi il est si séduisant. Aurait-il vécu, et le mythe du Che serait mort depuis longtemps ».
Des mèches de cheveux du Che, photos inédites de son cadavre et empreintes digitales ont été vendues aux enchères à Dallas, le 25 octobre 2007, pour une valeur de 100 000 dollars, par Gustavo Villoldo, un des agents de la CIA qui avait participé à sa traque en Bolivie. La veuve de Che Guevara, Aleida March, a protesté contre ces enchères.
Les mains, qui avaient été coupées pour relever ses empreintes digitales, devinrent également des reliques. Ces dernières ont en effet été recueillies par Antonio Argüedas, le ministre de l'Intérieur bolivien, qui les conservait dans des bocaux emplis de formol. Il décide en 1969 de rendre à Cuba ces mains qui, après bien des détours, seront remises par le journaliste Victor Zannier, avec le masque funéraire, à Castro. Les mains seront brandies par le Lider Maximo lors d'un discours le 26 juillet 1970. Dans les années 1980, après le rétablissement des relations diplomatiques entre la Bolivie et Cuba, Castro enverra deux historiens dans la nouvelle ambassade cubaine de La Paz pour continuer à collecter des objets ou des fragments du corps du Che. Le squelette lui-même sera rapatrié en 1997 et enterré sous le mémorial de Santa Clara.

### Impact en Amérique latine

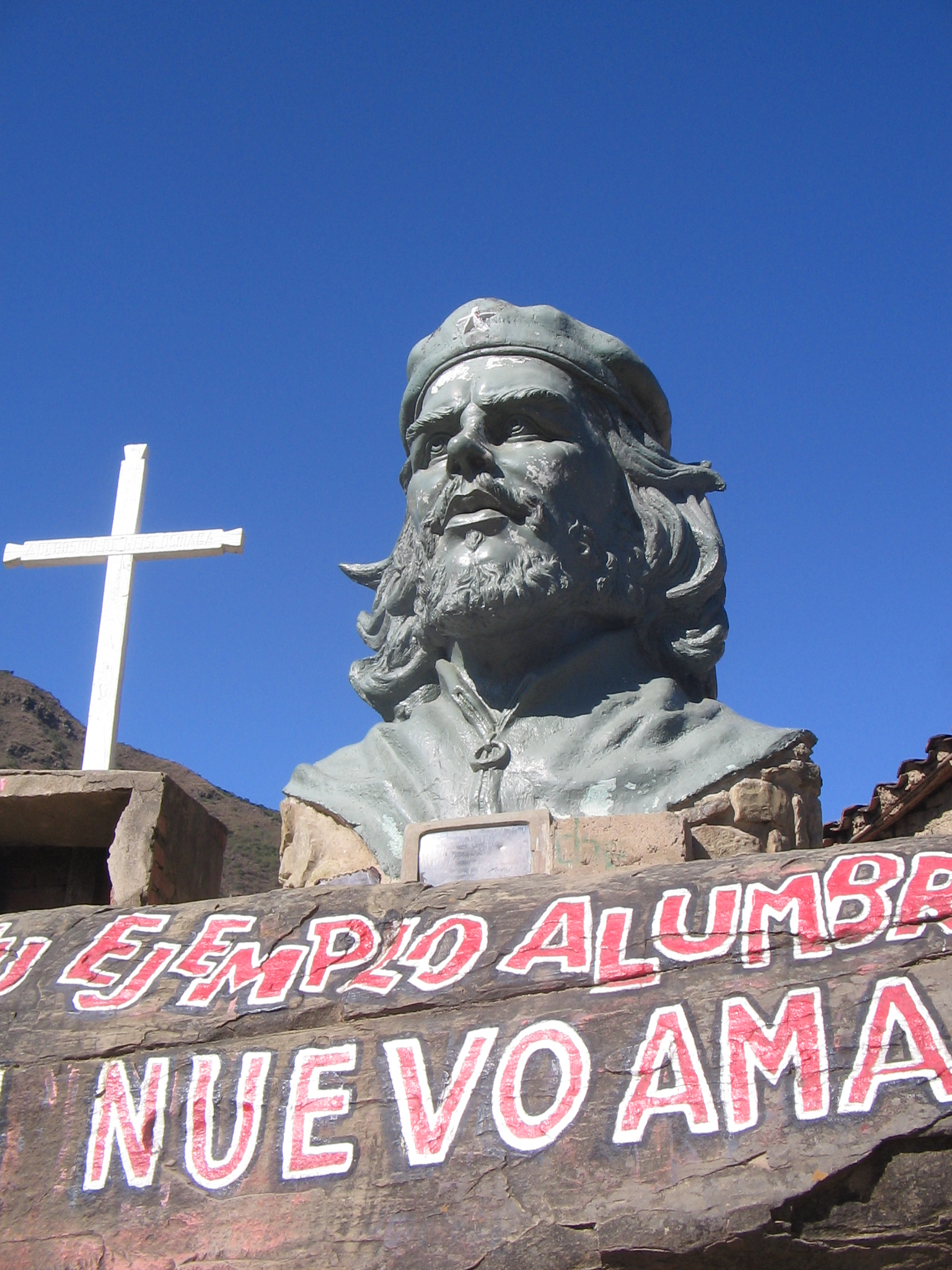
Sculpture de Che Guevara sur le site de sa mort en Bolivie.

Dans les années 1990, l'échec des réformes néolibérales en Amérique latine intensifia l'opposition au consensus de Washington, amenant la résurgence de nombreuses opinions politiques de Che Guevara tel que le panaméricanisme, le soutien de fronts populaires dans la région, la nationalisation d'industries clefs et la centralisation du gouvernement.
Au Nicaragua, les sandinistes guévaristes furent réélus en 2006 après 16 ans au pouvoir, leurs partisans portant des tee-shirts de Guevara.
Le président bolivien, Evo Morales a rendu hommage de nombreuses fois à Guevara et a installé un portrait de l'Argentin fait de feuilles de coca locales dans sa suite présidentielle.
En 2006, le président du Venezuela Hugo Chávez, qui est connu pour faire ses discours avec un tee-shirt du Che, accompagna Fidel Castro pour une visite à Alta Gracia, la ville de la Province de Córdoba en Argentine, où Guevara avait vécu quelques années durant son enfance, accompagné d'une foule de milliers de personnes proclamant des slogans guevaristes. 
Guevara reste une des inspirations de la structure socioéconomique des FARC-EP, les Forces armées révolutionnaires de Colombie, et de l'Armée zapatiste de libération nationale au Mexique.

### Héritage à Cuba

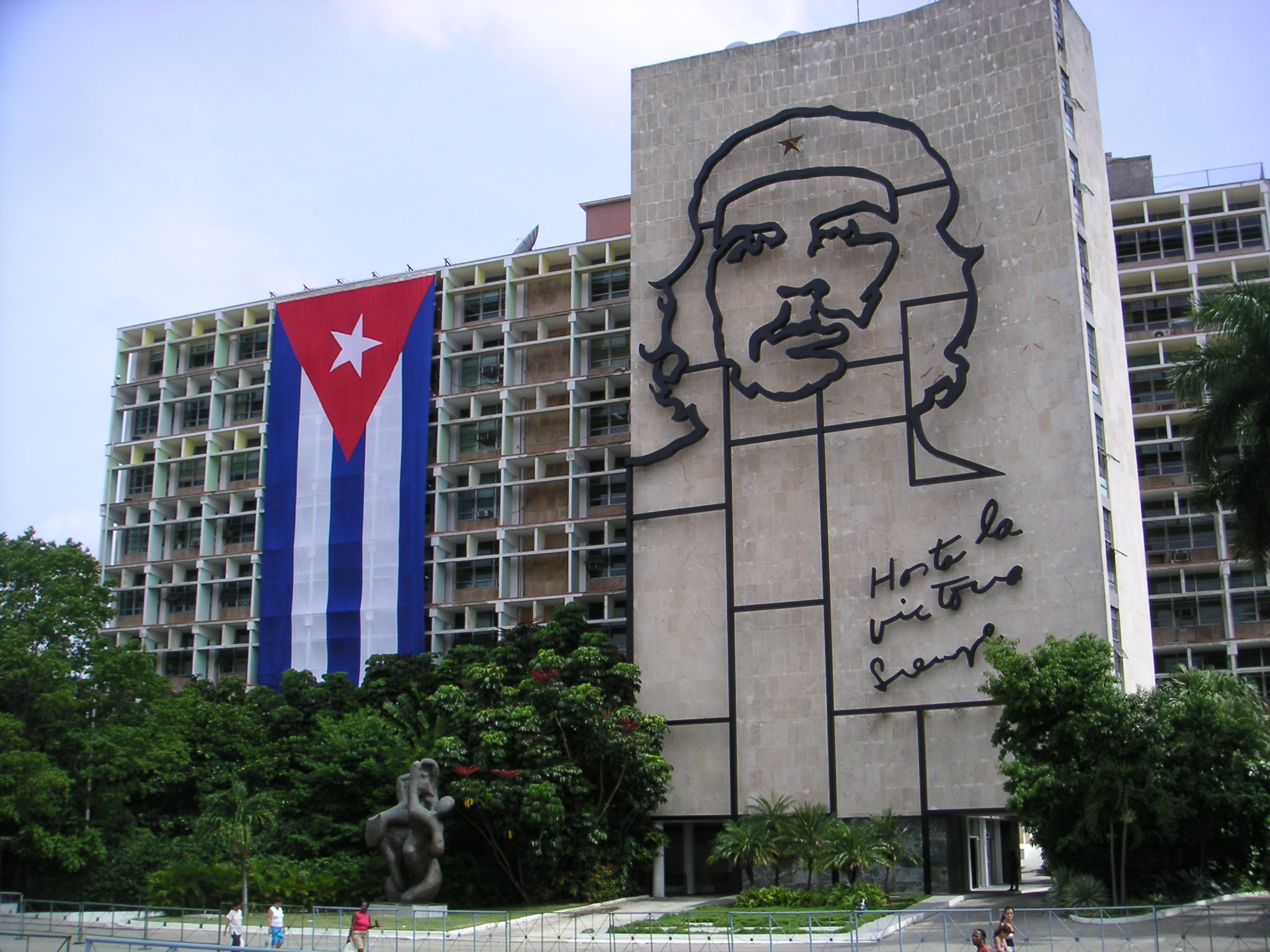
Sculpture monumentale du Che sur la façade du Ministère de l'Intérieur cubain, auparavant ministère de l'industrie où il travaillait.

À Cuba, la mort de Guevara précipita l'abandon de la guérilla comme instrument de politique étrangère, accélérant un rapprochement avec l'Union soviétique, et le remaniement du gouvernement selon des critères soviétiques.
Quand des troupes cubaines retournèrent en Afrique dans les années 1970, ce fut dans le cadre d'une expédition militaire à grande échelle, et le soutien des mouvements révolutionnaires en Amérique latine et dans les Caraïbes devint logistique et organisationnel.
Cuba abandonna également les plans de Guevara de diversification économique et d'industrialisation qui était impraticable dans le cadre du COMECON. Dès 1965, le journal yougoslave communiste Borba observa de nombreuses usines abandonnées ou jamais terminées à Cuba, héritage du plan d'industrialisation raté.
Cuba obtint les carnets d'Ernesto Guevara écrits durant son expédition bolivienne par l'intermédiaire du ministre de l'Intérieur bolivien, qui craignait que la CIA ne parvienne à les retrouver pour les modifier et rendre une image criminelle du guérillero.
Après sa mort, le culte de la personnalité du Che se développe à Cuba. Un immense portrait est installé sur un des murs du ministère de l'intérieur situé Place de la Révolution à La Havane. Le mausolée de Santa Clara abrite ses restes et est devenu un site de signification presque religieuse pour beaucoup de Cubains. À l'ouverture des classes les enfants déclament : « Nous serons comme le Che ». Des statues et œuvres d'art en son honneur ont été créées sur tout le territoire, et des billets à son image décorent des écoles, lieux de travail ou bâtiments publics.
Pour Alain Foix, le Che est un Dieu vivant pour les Cubains.
Canek Guevara, petit-fils du Che, a choisi de quitter Cuba en raison de son opposition au régime qu'il considère comme étant un capitalisme d'État. Il se dit « guévariste », mais déclare que le Che « a commis des erreurs en apportant son appui à une révolution qui se transforma en dictature. ».

### Héritage en Afrique
Alors qu'il lutte contre l'apartheid, le futur président d'Afrique du Sud Nelson Mandela envisage au début des années 1960 de passer de la lutte non violente inspirée par Gandhi à une guérilla armée comme celle de Che Guevara et étudie sa stratégie. En 1991 lors d'une visite à la Havane, Mandela dit que « Les exploits de Che Guevara dans notre continent étaient d'une telle ampleur qu'aucune prison ou censure ne pouvait nous les cacher. La vie du Che est une inspiration pour tous les êtres humains qui aiment la liberté. Nous honorerons toujours sa mémoire. ».
De par son charisme, son marxisme révolutionnaire, sa volonté de montrer l'exemple et son assassinat à presque le même âge que Guevara, le président burkinabè Thomas Sankara est couramment appelé le « Che Guevara africain »,.

### Héritage en Argentine
Le premier hommage officiel à Che Guevara en Argentine a eu lieu pour le 80e anniversaire de sa naissance le 14 juin 2008 à Rosario par l'édification d'une statue inspirée de la photo d'Alberto Korda au milieu d'une place à son nom. Le bronze qui ne porte aucune arme a été financé par des donations dont celle du musicien Manu Chao. Auparavant il existait uniquement un musée à Alta Gracia où Hugo Chavez et Fidel Castro étaient allés se recueillir en juillet 2005.

### Héritage politique en France
Des médias (tel que le journal Combat) et intellectuels français anticolonialistes et anti-impérialistes (Régis Debray, Jean-Paul Sartre) façonnent, dès l'année 1957 marquée par l'épopée de la Sierra Maestra, le mythe du Che dont le souvenir reste extrêmement fort aujourd'hui.
Beaucoup plus tard, en 1996, Régis Debray attribue à Che Guevara l'ouverture des premiers camps de travaux forcés (les Guanahacahibes) où des ouvriers considérés par le régime comme responsables de « crimes contre la morale révolutionnaire », sont censés être rééduqués.
L'héritage de Che Guevara en France est essentiellement revendiqué par une partie de la gauche et de l'extrême-gauche. Ainsi, pour le dirigeant socialiste et président de la République François Mitterrand, « le combat de Guevara est celui des hommes libres ».
Pour le Parti communiste français, Che Guevara est un révolutionnaire hors norme qui a marqué l'histoire de son empreinte, et dont la pensée politique est toujours d'actualité. Son exécution sommaire est considérée par eux comme un véritable assassinat. Lors de l'anniversaire de sa mort en 2007, le PCF a organisé une série de réunions publiques pour discuter de son héritage.
Le porte parole de la Ligue communiste révolutionnaire (LCR), Olivier Besancenot considère que la pensée de Che Guevara « est une source d'inspiration inépuisable », qu'il était un marxiste humaniste opposé aux exécutions sommaires et au terrorisme, pas une icône mais un homme faillible, qui néanmoins joignait ses paroles et ses actes. Il critique cependant un certain élitisme et une vision sacrificielle du militantisme. De plus une très grande partie de la LCR considère qu'il n'a pas mis l'auto-émancipation des travailleurs au centre de sa stratégie. Le Nouveau Parti anticapitaliste, successeur de la LCR et créé en février 2009 veut rassembler « le meilleur de la tradition du mouvement ouvrier, trotskiste, communiste, guévariste, écologiste et féministe ».
Daniel Cohn-Bendit, coprésident du groupe des Verts/Alliance libre européenne au Parlement européen et ancien meneur d'extrême-gauche de Mai 68, décrit Che Guevara dans la préface d'un album de soutien à Reporters sans frontières comme « une icône politique, sex-symbol transgénérationnel, dont la révolution a plutôt mal tourné ».

### Utilisation publicitaire
En mai 1968 déjà, le magazine Time constate que la légende du Che donne « lieu à un culte quasi religieux du héros parmi les intellectuels, les ouvriers et les étudiants radicaux » : il y avait des « barbes à la Guevara » et des bérets en Italie et « des mouchoirs, des pulls molletonnés et des chemisiers ornés de son visage hirsute » dans une demi-douzaine de pays. Le magazine note que le commerce autour de l'image du Che constitue « une nouvelle source de profits pour les compositeurs, les affichistes et les éditeurs de livres ».
Son image de contestataire est par la suite utilisée par la publicité pour promouvoir une multitude de produits,,. Le Che est présent sur des T-shirts, des montres, des baskets, des porte-clés, des briquets, des tasses à café, des portefeuilles, des sacs à dos, des tapis de souris, des serviettes de plage et des préservatifs. Le Che est ainsi passé d'un symbole de résistance au système capitaliste à « l'une des marques les plus commercialisables et les plus commercialisées du monde ».

### Controverses
Certains historiens comme Stéphane Courtois dans Le Livre noir du communisme publié en 1997, mais aussi les opposants d'Ernesto Guevara, parmi lesquels on trouve la majorité des Cubains en exil, des militants anticommunistes, ainsi que des réfugiés d'autres pays communistes, le considèrent comme un tueur et un terroriste, l'historien exilé cubain Jacobo Machover le qualifiant de « bourreau fanatique ». Ils affirment que Che Guevara a été « personnellement responsable » de l'exécution de centaines de personnes dans les prisons cubaines, surtout lorsqu'il commandait la forteresse de la Cabaña. Ses détracteurs comme Jacobo Machover arguent qu'il n'aurait jamais eu son diplôme de médecine et que contrairement à sa légende le décrivant comme un combattant extraordinaire, il serait en réalité un piètre tacticien. Pour lui, le Che loin de représenter un marxisme original dans sa version cubaine, est un marxiste orthodoxe. Pour l'historien Pierre Rigoulot la mise en cause du mythe du Che n'a pas été effectuée de son vivant et elle est tout juste esquissée lors du trentenaire de sa mort en 1997. Il évoque un article de 2004 du quotidien espagnol El Pais intitulé Le mythe truqué du Che où l'auteur rappelle les échecs répétés du Che dans les domaines économique et politique, en tant que guérillero ou diplomate à cause de sa rigidité et de son incapacité à dialoguer et à négocier. « Tant que des gens écriront des biographies mettant en avant son engagement pour un monde meilleur au lieu de nous raconter la vérité sur sa vie, le mythe du Che restera vivant ». En 2005, Carlos Santana ayant arboré un tee-shirt du « Che » à la cérémonie des Academy Awards, le musicien de jazz exilé cubain Paquito d'Rivera lui écrivit une lettre ouverte le fustigeant pour son soutien au « Boucher de la Cabaña », car son propre cousin y avait été fusillé d'après lui en raison de sa foi chrétienne ainsi qu'un grand nombre d'autres chrétiens. Le journaliste Paul Berman critique vivement des films sur Guevara comme The Motorcycle Diaries. Il soutient que le culte moderne du Che occulte les très importantes luttes sociales et politiques qui ont aujourd'hui lieu à Cuba contre la dictature et empêche un meilleur soutien aux dissidents comme Raúl Rivero.
Pour l'universitaire et journaliste Jean Ortiz, les détracteurs tels que Jacobo Machover ne font pas œuvre d'historien car leur démarche ne repose que sur des témoignages d'opposants qui n'ont pas de sources historiques. Selon lui, il s'agit d'une entreprise politique visant à criminaliser le Che et à travers lui ceux qui prônent un changement de société. Il leur reproche aussi de sortir de son contexte la période de la chute de la dictature de Batista où des tribunaux ont répondu à la demande de justice du peuple. Jean Ortiz affirme que ce sont des criminels qui ont été exécutés et que cette épuration a été plus limitée que celle de la libération en France. Le journaliste écrivain Jon Lee Anderson, considéré comme auteur de la meilleure biographie de Che Guevara par Le Monde a déclaré en réponse aux accusations de crimes de Guevara : « Je n'ai pas encore trouvé une seule source crédible montrant un cas où le Che a exécuté « un innocent ». Ces personnes exécutées par Guevara ou sur ses ordres ont été condamnées pour les crimes habituellement punis de mort en temps de guerre ou peu après : désertion, trahison, ou des crimes comme le viol, la torture ou le meurtre. Je dois ajouter que mes recherches se sont étendues sur cinq ans, et ont inclus des Cubains anti-castristes parmi la communauté en exil à Miami ou ailleurs ».
La légitimité des jugements révolutionnaires et exécutions menées par le gouvernement cubain est toujours sujette d'un intense débat entre sympathisants et opposants de la révolution cubaine.
Selon le sociologue Vincent Bloch, « L'édification de l'homme nouveau » est utilisé comme « prétexte idéologique » par le régime castriste pendant les années 1960 pour écarter tous les « diversionnistes » comme les hippies, les homosexuels, les témoins de Jéhovah, ou les « non fiables » qui sont placés dans des « camps de concentration, appelés Unité militaire d'aide à la production (UMAP) ».
Bien que la plus grande opposition aux méthodes de Guevara vienne de droite, des groupes anarchistes considèrent Guevara comme autoritaire, stalinien et responsable de la création d'un régime bureaucratique et totalitaire, dont le petit-fils de Che Guevara, Canek Sánchez Guevara. Ses détracteurs ont aussi théorisé que les révolutions inspirées par le Che ont en fait renforcé la répression et les dictatures militaires latino-américaines pendant de nombreuses années,. Le courant trotskiste Socialisme international considère que la démarche guérilla de Guevara ne pouvait qu'être élitiste car ne mobilisant pas le pouvoir économique de la masse des travailleurs. Ils ont également souligné le soutien de Guevara pour la bombe nucléaire russe, et le fait que son départ de Cuba montrait selon eux son manque de liens avec les gens ordinaires à Cuba.
La mémoire de Che Guevara mérite, selon l'évêque brésilien Hélder Câmara, autant de respect que celle de Martin Luther King mais, ajoute-t-il à son sujet, la « violence des pacifiques » est préférable, parce que l'usage de la force brute pour combattre la violence institutionnalisée favorise une spirale de violence.
Selon Frédéric Martel : « La majorité des Cubains haïssent Che Guevara », retenant de lui l'image négative de l'« idéologue dogmatique » et de l'« assassin ».

## Famille

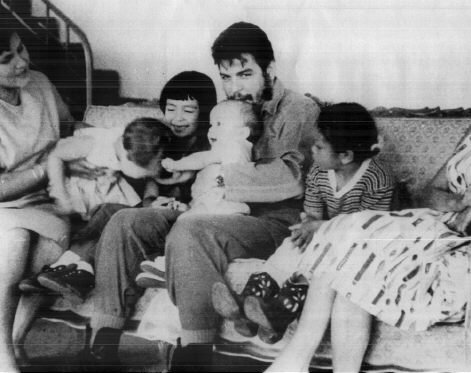
De gauche à droite : Aleida March, Camilo, Hilda, Che Guevara portant Celia, Aleida, 1963.

Ernesto Guevara se maria deux fois et eut cinq enfants de deux femmes différentes :
Il se marie avec l'économiste péruvienne Hilda Gadea membre de l'Alliance populaire révolutionnaire américaine (APRA) (1925-1974) le 18 août 1955. Ils ont un enfant, Hilda Beatriz Guevara Gadea (1956-1995), qui naît au Mexique alors que Guevara s'entraîne à la guérilla cubaine. Le Che écrit un poème en l'honneur de sa fille Hilda Beatriz et la surnomme « le pétale le plus profond de l'amour ».
Bien que séparés avant que le Che parte pour Cuba, Hilda et lui divorcent officiellement et un mois après, le 9 juin 1959, Guevara se remarie avec Aleida March (1936) qu'il a rencontrée en 1958, avant la bataille de Santa Clara. Ils ont ensemble quatre enfants, Aleida Guevara March (1960), Camilo Guevara March (1962-2022), prénommé en l'honneur de son ami décédé Camilo Cienfuegos, Celia Guevara March (1963), à qui Guevara donne le prénom de sa mère, et Ernesto Guevara March (1965). Hilda Beatriz rend très souvent visite à son père.
Guevara est décrit comme un père aimant mais constamment en voyage d'État ou au travail, ne pouvant donc pas passer beaucoup de temps avec ses enfants. Il leur envoyait souvent des cartes postales accompagnées de dessins et mentionnait toujours dans les lettres qu'il envoyait à Aleida March « N'oublie jamais d'éduquer les enfants ». Le Che gardait aussi des photos de sa fille Aleida et de son fils Camilo dans le verre de son bureau de ministre de l'Industrie. Lorsqu'il résidait clandestinement en Tanzanie, il s'enregistra en train de raconter des contes afin que les cassettes soient données à ses enfants.
Au Congo, alors qu'il prend part à la guerre révolutionnaire loin de sa famille, il écrit dans son journal : « Je laisse derrière moi presque onze ans de travail aux côtés de Fidel pour la révolution cubaine et un foyer heureux, si cela est le bon mot pour qualifier la demeure d'un révolutionnaire dédié à sa tâche et un bouquet d'enfants qui ne savent qu'à peine à quel point je les aimais ».
En 1966, avant de partir pour son périple en Bolivie, il rédige une lettre d'adieu à ses enfants qui ne devait être ouverte qu'à sa mort.

## Surnoms et pseudonymes
- « Che » est une exclamation (traduisible par « homme ») particulièrement employée en Argentine, plus précisément par ceux de la marge occidentale du Rio de la Plata, les « porteños » : che vení aca, qui signifie « toi, viens ici », che, vos « eh, toi » et qui, par extension, est employée en Amérique centrale et à Cuba pour désigner les Argentins. Ce surnom ne désignera plus que le seul « Che Guevara » au cours du temps, ce dernier ponctuant toutes ses phrases par « che »[320].
- Durant ses années de médecine, alors qu'il joue régulièrement au rugby, il fonde avec des amis une revue de rugby, Tackle (« placage »), où il écrira sous le pseudonyme de Chancho (« cochon »), surnom que lui auraient valu son nez retroussé et la férocité de son jeu, puis Chang-Cho[321].
- Le nom de code d'Ernesto Guevara lors de son passage au Congo était Tatú. Ce mot signifie le chiffre trois en swahili, langue locale. Il fut surnommé Tatú Muganga car il était médecin. En effet, Muganga signifie « guérisseur » en swahili.
- Les noms de code d'Ernesto Guevara lors de son passage en Bolivie furent Ramón puis Fernando (après l'arrestation de Régis Debray).
- Pendant son voyage avec Granado, son surnom est Fuser venant de « Furibundo » (« coléreux ») et de « Serna » (« Guevara de la Serna »).

## Œuvres
Che Guevara était un auteur prolifique qui écrivait son journal ou des notes pour ses ouvrages presque quotidiennement, même au cœur des opérations de guérilla.
 : document utilisé comme source pour la rédaction de cet article.

### Traduites en français
(janvier 2025).
- « Voyage à motocyclette (Latinoamericana) : ou "Carnets de voyage", adaptation cinématographique réalisée par Walter Salles, sélection officielle Cannes 2004 » (couverture complète), écrit en 1951, publié en français aux éditions des Mille et une nuits (2001, rééd. 2007)  (ISBN 2-84205-581-0)[322].
- Second voyage à travers l'Amérique latine 1953-1956 (otra vez, journal), éditions Mille et une nuits (2002)  (ISBN 978-2-84205-659-9)[323].
- La guerre de guérilla (VO : 1960)[N 20], traduction française de Gérard Chaliand et Juliette Minces, chez François Maspero, Paris, 1962 (rééd. 1967)[14],[15] (ASIN B0000DVIYV) PDF
- Le Socialisme et l'Homme : écrits politiques, réédition fidèle, en janvier 2006 aux Éditions Aden, de l'ouvrage Le Socialisme et l'Homme publié en 1967 par les éditions Maspero[324]  (ISBN 2-930402-22-9).
- Justice globale (plaidoyer pour un autre socialisme), Mille et une nuits, 04/2007  (ISBN 2-7555-0016-6). En édition de poche : chez Flammarion, collection Champs Essais, 03/2010  (ISBN 978-2081226425).
- Passages de la guerre révolutionnaire : Le Congo, Métailié, 2000  (ISBN 2-86424-357-1)
- Journal de Bolivie (1968), La Découverte 1995  (ISBN 2-7071-2482-6)
- Textes militaires, La Découverte, Paris, 1974, ASIN B0000DY0GC
- Souvenirs de la guerre révolutionnaire (1963), Maspero, Paris, 1974, ASIN B0000DL9T1, réédité (corrigé et augmenté) par les éditions des Mille et une nuits, Paris, 2007, avec divers récits postérieurs à 1963.
- Textes politiques, Maspero, Paris, 1968, ASIN B0000DWF5M
- Écrits sur la révolution : anthologie, en novembre 2007 aux Éditions Aden. Ce volume contient plusieurs interviews célèbres dont celle de Josie Fanon (épouse de Frantz Fanon, l'auteur des "Damnés de la terre "), mais aussi les textes suivants : - "Notes pour l'étude de l'idéologie de la révolution cubaine" - "Il faut que l'Université se teinte de noir, de mulâtre, d'ouvriers, de paysans" - "Le médecin révolutionnaire" - "La jeunesse et la révolution" - "Le parti marxiste-léniniste" - "Sur la construction du parti" - "Solidarité avec le Vietnam" - "Adieu aux Brigades internationales de travailleurs volontaires"[325].
- Journal du Congo, Fayard, Paris, 2009
- Compilation : Combats d'un révolutionnaire (journaux de voyage et autres textes), préface de Jacobo Machover[N 21], aux éditions Robert Laffont, collection "Bouquins" (avril 2010). Publiés pour la première fois en un seul volume, on y trouve tous les journaux de voyage et récits de combat de Che Guevara. Ce volume contient : "Voyage à motocyclette" ; "Second Voyage à travers l'Amérique latine" ; "Souvenirs de la guerre révolutionnaire cubaine" ; "Journal du Congo" ; "Journal de Bolivie" ; "Justice globale"[326].
- Journal d'un combattant : Sierra Maestra - Santa Clara 1956-1958, publié en français pour la première fois en novembre 2012 aux Éditions des Équateurs, avec un cahier de photos de 30 pages pour la plupart inédites[327].

### En espagnol
- Diccionario Filosófico (1946-1957) (« Dictionnaire philosophique »), publié partiellement
- Índice literario (1946-1957) (« Répertoire littéraire »), inédit
- La angustia (« L'angoisse »), 1951, conte publié par Página/12, 1992
- Diarios de motocicleta: notas de un viaje por América Latina (« Journaux de voyage à moto en Amérique Latine »), écrit en 1951. Récit qui a inspiré le film Carnets de voyage de Walter Salles (en 2004), avec celui de son compagnon d'équipée (voir bibliographie ci-dessous). C'est ce voyage, suivi deux plus tard d'une autre tournée comparable (voir ci-dessous Otra vez), qui aura été un événement fondateur dans sa prise de conscience de l'oppression des peuples d'Amérique Latine, et qui initiera sa vision révolutionnaire. Plus tard, ce document a connu de nombreuses éditions, dont plusieurs récentes[328].
- Machu Picchu : enigma de piedra en América (« Machu Picchu : une énigme de pierre en Amérique »), 1953. Ce texte bref, qui tient à la fois de l'extrait de carnet de voyage, mais aussi de l'article de presse historique et politique, peut être lu en ligne[329].
- Otra vez (« Encore une fois »), le journal de son second voyage en Amérique latine (1953-1956), publié en 2001[330].
- La guerra de guerrilla (« La guerre de guérilla »), 1960. Voir en note une traduction de la présentation de ce livre[N 20]. Il a connu plusieurs rééditions, en espagnol, en français, et dans de nombreuses autres langues : depuis la première[14], et jusqu'en 2021[15].
- Aquí va un soldado de América. Barcelona : Plaza y Janés Editores, S.A., 2000. (ISBN 84-01-01327-5), Lettres à sa famille compilées par son père.
- Justicia Global. Réédition disponible : Nuestra America edición, 2003[331], (ISBN 978-9872076030).
- Apuntes críticos a la economía política (« Remarques critiques sur l'économie politique »), La Habana, 2006
- La piedra (« La pierre »), conte court, probablement écrit à l'époque où mourut sa mère.
- Obras Completas, 1997. Contient des inédits.
- Diario de un combatiente (Sierra Maestra - Santa Clara,1956-1958) [« Journal d'un combattant (de la Sierra Maestra à Santa Clara, 1956-1958) »], longtemps resté inédit[332], aujourd'hui publié tant en espagnol[333] qu'en français[327].
- La duda (« le doute »), conte écrit au Congo.
- Pasajes de la Guerra Revolucionaria : Congo (« Passages de la Guerre Révolutionnaire au Congo »). Journal complet de la guérilla au Congo en 1965, lien pdf en espagnol, 167 p.
- Cuadernos de Praga (« Cahiers de Prague »). Écrit pendant son séjour clandestin à Prague en 1966, lien pdf en espagnol, 8 pages.
- Mensaje a los pueblos del mundo a través de la "Tricontinental" (« Message à tous les peuples du monde au travers de la "Tricontinentale" ». Texte intégral accessible en ligne sur Wikisource, publié pour la première fois le 16 avril 1967 dans la revue « Tricontinental, Suplemento especial », réédité en 1977 dans Escritos y discursos (« écrits et discours »), Tome 9, chez Editorial de Ciencias Sociales, La Havane.
- Diario del Che en Bolivia (« Journal du Che en Bolivie »), 1968, lien pdf en espagnol, 117 pages.
- Obras Escogidas (« Œuvres choisies »). Une sélection des travaux de Guevara, incluant ses discours et conférences les plus importants, mais aussi son manuel sur "La guerre de guérilla", des articles sur la méthode de la guérilla, ses "Conseils au combattant", mais aussi quelques lettres (dont ses lettres d'adieux à ses parents, à ses enfants, et "à Fidel"), ainsi qu'un poème inédit Vieja María (« Vieille Marie, tu vas mourir… »). Lien pdf en espagnol, 444 p.
- Pensamiento y acción (« Pensée et action »). Une sélection d'écrits, de discours et de lettres, incluant El socialismo y el hombre nuevo (« Le socialisme et l'homme nouveau »), lien pdf en espagnol, 16 pages.
- Poema laissé par Ernesto Guevara a son épouse Aleida. Il ne sera publié à la demande de celle-ci qu'après sa mort (à elle).

### En anglais
- Che Guevara: Radical Writings on Guerrilla Warfare, Politics and Revolution, Filiquarian Publishing LLC (ISBN 1-59986-999-3).
- Che Guevara Reader: Writings on Guerrilla Warfare, Politics and History, Ocean Press.
- Che Guevara Speaks, Pathfinder
- Che Guevara Talks to Young People, Pathfinder
- Che: Selected Works of Ernesto Guevara, Cambridge, MIT Press, 1969 (ISBN 0-262-52016-8)
- The Great Debate on Political Economy, New York, Ocean Press, 2006 (ISBN 1876175540).
- Episodes of the Cuban Revolutionary War 1956–1958, New York, Pathfinder, 1996 (ISBN 0-87348-824-5).
- Our America and Theirs, Ocean Press (ISBN 1-876175-81-8).
- Self-Portrait: Che Guevara, Ocean Press, 2005, 320 p.
- The African Dream: The Diaries of the Revolutionary War in the Congo, Grove Press.
- The Diary of Che Guevara, Amereon Ltd.
- Guerrilla Warfare [« La guerre de guérilla »], 1961, 49 p. (lire en ligne).

## Dans les arts et la culture populaire

### Filmographie

#### Cinéma
Sauf mention contraire, l'acteur cité pour chaque film est l'interprète du Che Guevara.
- 1963 : Salut les Cubains d'Agnès Varda. Film documentaire associé à plus de 1 800 photos sur l'impact du Che.
- 1968 : El Che Guevara de Paolo Heusch, avec Francisco Rabal. Premier long métrage de fiction consacré au Che, sorti un an après sa mort.
- 1969 : Che ! de Richard Fleischer, avec Omar Sharif.
- 1967 : un projet inabouti de biopic du Che était envisagé par Francesco Rosi, connu pour son cinéma politique. Le manque de recul, ainsi que l'échec du film de Fleischer, n'incita pas les producteurs à investir dans le long-métrage de Rosi, qui l'abandonna[334],[335].
- 1994 : Ernesto Che Guevara : le Journal de Bolivie, documentaire de Richard Dindo, avec la voix de Jean-Louis Trintignant lisant les propos du Che.
- 1996 : Evita d'Alan Parker, avec Antonio Banderas. Contrairement à ce que montre le film, Che Guevara ne rencontra jamais Eva Perón.
- 1997 : El Che d'Aníbal Di Salvo, avec Miguel Ruiz Díaz
- 2002 : Fidel de David Attwood, avec Víctor Huggo Martin (Fidel Castro) et Gael García Bernal (Che Guevara).
- 2004 : Carnets de voyage de Walter Salles, avec Gael García Bernal. Le film est inspiré directement du livre Sur la route avec Che Guevara, carnet de voyage et seul livre écrit par Alberto Granado (interprété ici par Rodrigo de la Serna), compagnon de voyage du Che dans leur voyage de jeunesse dans les pays d'Amérique latine.
- 2005 : Di buen día a papá de Fernando Vargas. Ce film bolivien évoque l'exécution du Che, son enterrement secret et les conséquences que cet épisode a eu dans la région de La Higuera.
- 2007 : Che Guevara - Mort et légende d'un révolutionnaire, documentaire italien de Stefano Missio et Raffaele Brunetti (it), diffusé sur Arte le 2 octobre 2007.
- 2008 : Che, 1re partie : L'Argentin et Che, 2e partie : Guerilla, diptyque de Steven Soderbergh avec Benicio del Toro. Lorsque ce dernier obtient le Prix d'interprétation masculine du 61e Festival de Cannes en 2008 pour son rôle, il salue la mémoire de Che Guevara et fait applaudir ce dernier par le public.

#### Télévision

##### Documentaire
- 1975 : Face d'espion CIA par Giuseppe Ferrara, images d'archives.
- 1987 : Parlez-moi du Che réalisé par Pierre Richard
- 1994 : Ernesto Che Guevara de Richard Dindo
- 1997 : Mon père le Che de Marie-Monique Robin
- 1997 : El Che, Ernesto Guevara, enquête sur un homme de légende de Maurice Dugowson
- 1998 : Che... Ernesto (es) de Miguel Pereira (es)
- 1999 : Che: ¿muerte de la utopía? (es) de Fernando Birri
- 1999 : Che, un hombre de este mundo (es) de Marcelo Schapces
- 2005 : Che Guevara: hasta la victoria siempre de Ferruccio Valerio
- 2014 : « Che Guevara, la fabrique d'une icône », réalisé par Jean-Hugues Berrou, produit par TS Productions et Public Sénat.
- 2020 : Che, memorias de un año secreto (es) de Margarita Hernández Pascual

### Musique

#### Chansons
De nombreuses chansons rendent hommage ou mentionnent Che Guevara :
- Celia de la Serna par Roberto Vecchioni en 1968
- Che Guevara par François Deguelt en 1968
- Hasta siempre comandante de Carlos Puebla (1965), qui a été reprise par de nombreux interprètes dont le Buena Vista Social Club, Nathalie Cardone (1997) ou Zebda.
- Zamba del Che (1969), chanson de Rubén Ortiz, pour Víctor Jara interprété avec Quilapayún[336].
- El aparecido, de Víctor Jara[337].
- Si el poeta eres tú, chanson de Pablo Milanés[338].
- Nada más! de Atahualpa Yupanqui[339].
- Tuve un amigo querido, de Atahualpa Yupanqui.
- Soldadito boliviano de Nicolás Guillén sur une musique de Paco Ibáñez[339].
- Panic in Detroit de David Bowie, 1973. L'album Lodger (1979) fait figurer dans sa pochette une photo célèbre du Che mort entouré par ses exécuteurs.
- América te hablo de Ernesto (inédit), Canción del Elegido, Fusil contra Fusil (1977) et Hombre (1987) de Silvio Rodríguez[340].
- Indian girl par The Rolling Stones dans l'album Emotional Rescue, 1980.
- Salut à toi par Bérurier noir, 1985.
- Les Tzars par Indochine, 1987.
- La pochette du single Bombtrack (1994) du groupe Rage Against the Machine est un portrait graphique du Che réalisé à partir de la célèbre photo de Korda. Son livre Guerilla Warfare apparaît sur la pochette de l'album Evil Empire.
- Adios Zapata! de Renaud dans l'album A la belle de mai, 1994.
- Che de Mario Benedetti, 1997.
- Murguita del Sur, de Bersuit Vergarabat, 1998.
- Visite guidée, de Kana, 2000.
- Che Fidel, de José María Cano sur l'album Josecano, 2001
- La manifestation par les Cowboys Fringants dans l'album break syndical, 2002.
- La mort du Che de Bernard Lavilliers, 2004.
- Commandante, des Fatals Picards dans l'album Pamplemousse mécanique, 2007 et Hasta XXL, 2011, cette dernière chanson humoristique montrant la commercialisation massive de l'image du Che.
- Le Che, une braise qui brûle encore, album de Monsieur R, 2007, avec Keny Arkana, d'après le livre d'Olivier Besancenot.
- Popopo, d'Alain Souchon dans l'album Écoutez d'où ma peine vient (2008), qui dénonce l'image idéalisée d'Ernesto Guevara
- Tu Reconnais Nos Gangs, de Black Taboo et Taktika dans l'album L'Affaire Taktika (2005).
- Che Guevara par Ferhat Imazighen Imula dans l'album I Tmurt n Leqvayel.
- Lettre à un père d'Angelo Branduardi dans l'album Du pain et des roses d'après la dernière lettre de Che Guevara à ses parents.
- Depuis ta mort de Leny Escudero 1968 45 tours EP 1193 Disc'AZ.
- Christique du groupe Trust, album Dans le même sang.
- Commandante Che Guevara de María Farantoúri, en 1987.

### Littérature

#### Romans
- Les Mains du "Che" de Serge Raffy (2018)

#### Mangas
Che Guevara a inspiré le personnage de Monkey D. Dragon, le chef des Révolutionnaires dans One Piece, qui participe à des révolutions dans d'autres pays que son pays natal. Il est habillé d'une cape couleur kaki. Gaburu Gaburu, un de ses hommes, porte un chapeau avec l'étoile rouge.

Reproduction de la peinture de Che Guevara par Jim Fitzpatrick, elle-même basée sur la photographie d'Alberto Korda.

Che Guevara a aussi servi d'inspiration pour un personnage du manga Baki Hanma : fils de l'ogre. Ce personnage qui se nomme Jun Guevara (mais se fait appeler « Mister unchained two ») est incarcéré dans le centre de détention le plus inviolable du monde, situé en Arizona.

### Autres
- Andy Warhol a créé en 1962 Che Guevara, un montage d'images colorées reprenant une adaptation graphique réalisée par l'artiste Jim Fitzpatrick à partir de la photo d'Alberto Korda.
- Guerrilla War (1987), jeu d'arcades de SNK, est sorti originellement au Japon sous le titre de Che Guevara.
- La pochette du jeu vidéo Just Cause est inspirée de la photo du Che prise par Alberto Korda.
- Le cinéaste Paul Verhoeven dans son ouvrage Jésus de Nazareth compare Jésus à Che Guevara, un rebelle attachant qui critique «l'autocratie des prêtres, remettant en question la Torah ». La couverture du livre s'inspire de l'œuvre de Fitzpatrick[341].
- Une cryptomonnaie appelée CheCoin (CHE)[342], au nom s'inspirant du Che, est lancée le 27 juillet 2021. Elle se veut comme la première monnaie « Crypto Communist » redistribuant des dividendes sous forme de Binance Coins (BNB)[343] toutes les 60 minutes aux détenteurs de CheCoins[344].